# Советское изобразительное искусство

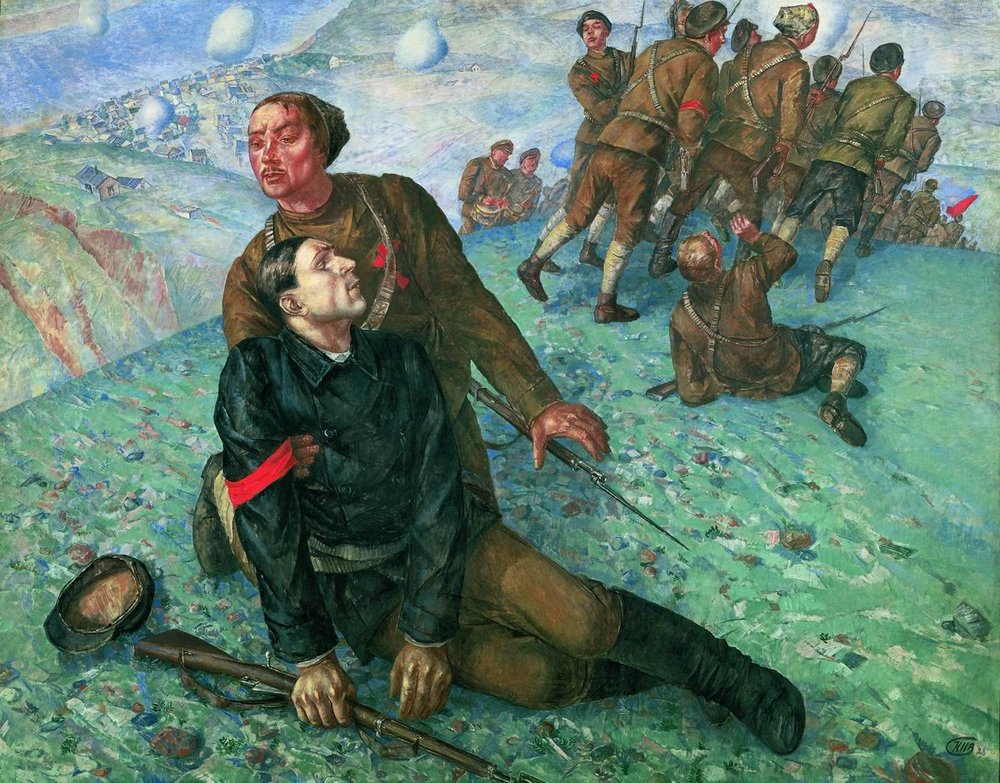
Кузьма Петров-Водкин. «Смерть комиссара», 1928, ГРМ

Официальное советское искусство, изобразительное искусство СССР охватывает период 1918—1991 годов и характеризуется огромной ролью идеологии в своём развитии.
Параллельно с ним с 1950-х годов развивалось неофициальное искусство СССР.

## Характеристика
Для этого периода (в связи с очевидными историческими изменениями) характерна смена главной магистральной линии официального искусства по сравнению с предыдущей стадией развития русского искусства. Идеологическое содержание начинает выдвигаться на первый план.
Искусство принадлежит народу. Оно должно уходить своими глубочайшими корнями в самую толщу трудящихся масс, оно должно быть понятно этими массами и любимо ими. Оно должно выражать чувства, мысли и волю этих масс, поднимать их. Оно должно пробуждать в них художников и развивать их. (В.И. Ленин)
Основные задачи советского искусства: служить народу, отстаивать общее дело борьбы за социализм и коммунизм, нести людям правду, рождать в них творческое начало.
Кроме того, важными понятиями были народность и многонациональность.

## История

### Искусство периода Революции и Гражданской войны
Историю советского искусства в научной литературе СССР принято было начинать с периода 1917—1920 годов.

#### Политика правительства в отношении искусства

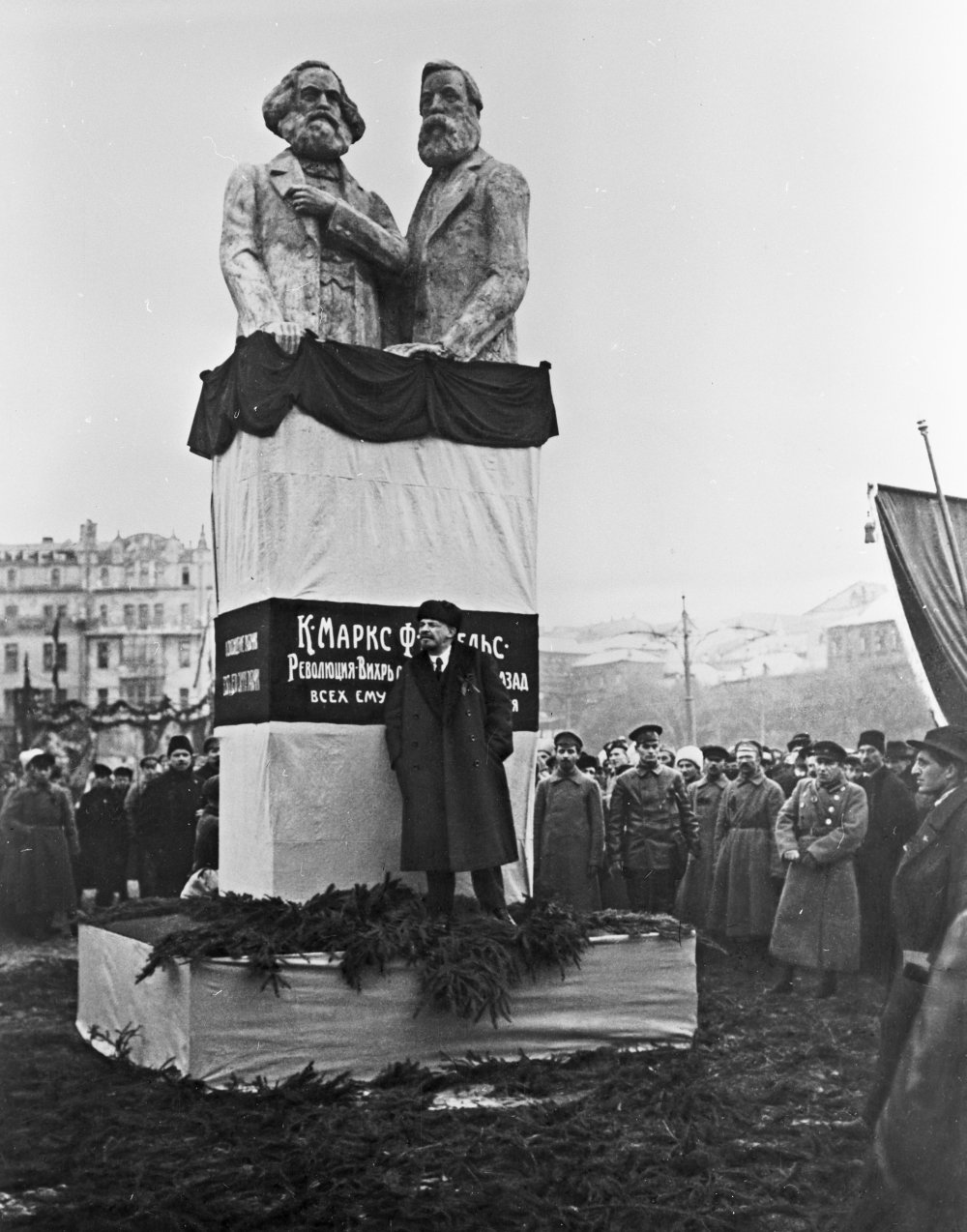
Ленин выступает на открытии памятника Марксу и Энгельсу (ск. С. А. Мезенцев). 7 ноября 1918 года. Москва.

Уже в первые месяцы после прихода к власти советское правительство принимает ряд постановлений, важных для развития культуры:
- В ноябре 1917 при Наркомпросе была создана Коллегия по делам музеев и охраны памятников искусства и старины.
- «Об охране библиотек и книгохранилищ» (17 июня 1918)
- «О регистрации, приёме на учёт и хранении памятников искусства и старины» (5 октября 1918) о всеобщем учёте произведений и памятников искусства и старины. Этим учётом занимался музейный отдел Наркомпроса.
- «О признании научных, литературных, музыкальных и художественных произведений государственным достоянием» (26 ноября 1918)

Важным аспектом политики правительства в области искусства стал вопрос музеев. В первые годы советская власть национализировала художественные музеи, частные собрания и коллекции (Третьяковская галерея, частные галереи Щукина, Морозова, Остроухова — в Москве, Эрмитаж, Русский музей и проч. — в Петрограде). Был национализирован московский Кремль, его соборы превращены в музеи, предприняты меры по охране памятников Звенигорода, Дмитрова, Коломны, Серпухова, Можайска, Новгорода, Пскова и проч. Царские дворцы и некоторые помещичьи усадьбы (Останкино, Кусково, Мураново, Абрамцево и т. д.) были превращены в музеи. В 1919 году в России насчитывалось 87 музеев, в 1921 — 210. Для изучения и систематизации художественных ценностей был учреждён Государственный музейный фонд, где сосредотачивались музейные ценности. После учёта, систематизации и изучения наступала стадия комплектования музеев — ценности примерно равномерно распределялись по различным музеям страны. Параллельно развернулось масштабное музейное строительство.

#### Ленинский план монументальной пропаганды
В 1918 году Ленин издал декрет «О памятниках республики». В нём оглашался план воздействия на народные массы с помощью скульптуры. За короткие сроки лучшими советскими скульпторами было возведено множество памятников деятелям революции и культуры. К сожалению, большинство из них не сохранилось из-за дешевизны применённых материалов.

#### Политический плакат
Виды искусства, способные «жить» на улицах, в первые годы после революции играли важнейшую роль в «формировании общественного и эстетического сознания революционного народа». Поэтому наряду с монументальной скульптурой (см. раздел выше) самое активное развитие получил политический плакат. Он оказался самым мобильным и оперативным видом искусства.
В период гражданской войны этот жанр характеризовался следующими качествами: «острота подачи материала, мгновенная реакция на быстро меняющиеся события, агитационная направленность, благодаря которой и сложились главные черты пластического языка плаката. Ими оказались лаконизм, условность изображения, чёткость силуэта и жеста». Плакаты были чрезвычайно распространены, печатались большими тиражами и размещались повсеместно.
До революции политического плаката (как сформировавшегося вида графики) не существовало — были только рекламные или театральные афиши. Советский политический плакат наследовал традиции русской графики, в первую очередь — политической журнальной сатиры. Многие из мастеров плаката сложились именно в журналах.

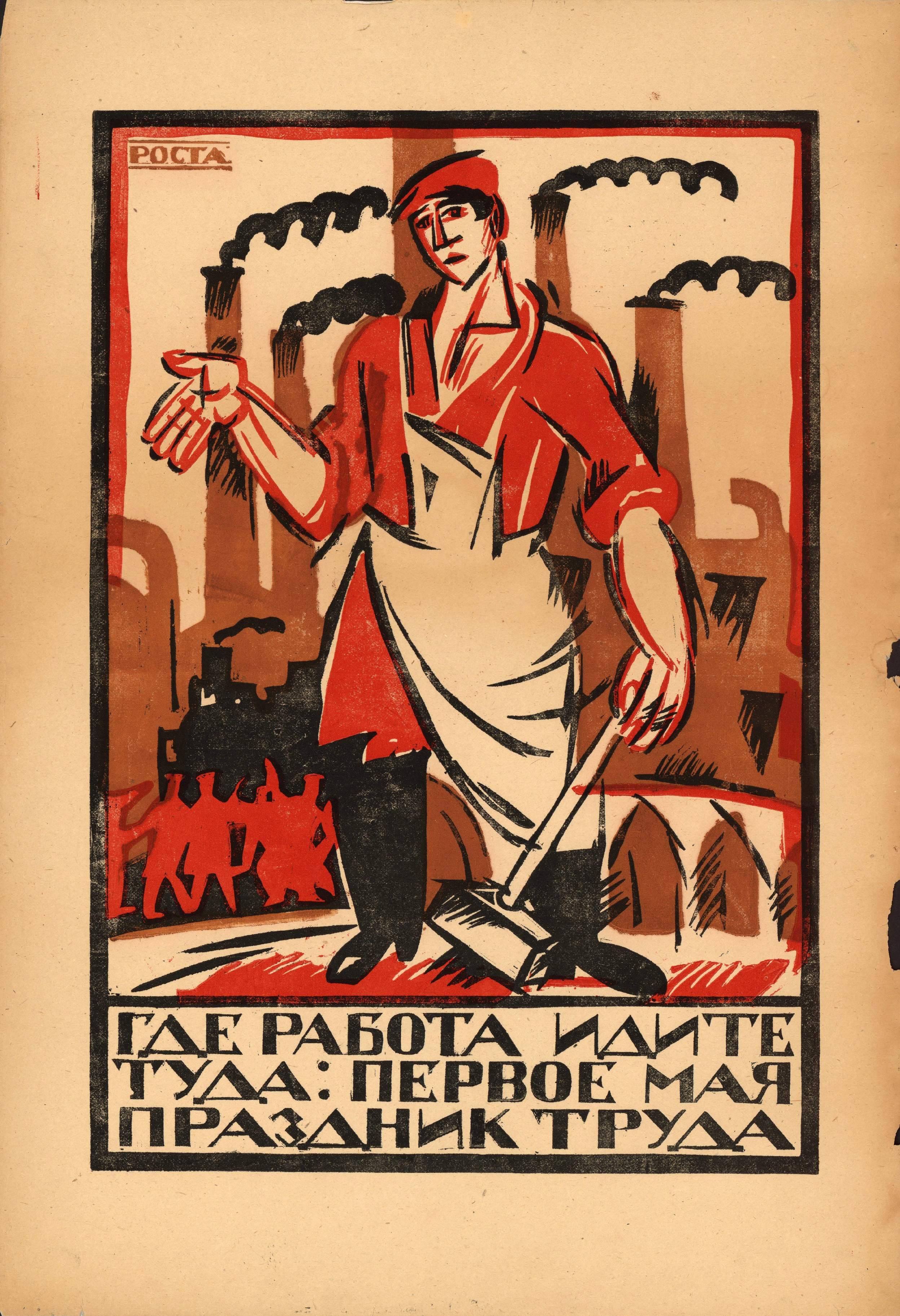
Первомайский плакат И. Малютина, 1920 (Окна РОСТА).

Первые политические плакаты (1918 г., издательство ВЦИК) имели небольшой размер, 4-6 красок и зависели от традиций народных картинок-лубков с их повествовательностью и подробным рисунком. В этом жанре работал Александр Петрович Апсит. В его плакатах заметна «символико-аллегорическая тенденция советского искусства той поры. Здесь складывался образ капитализма в виде дракона и всего рода иных чудовищ, а символом свободы стал крылатый всадник с факелом в руках».
В 1-й период интервенции (осень 1918) плакаты начало выпускать новое издательство ПУР (Политическое управление реввоенсовета республики) и Государственное издательство. Графикам приходилось работать в условиях дефицита карандашей и краски. В число авторов этого времени входят:
- Д. Моор (Орлов, Дмитрий Стахиевич) — приглашён в ПУР в 1919. Работы: «Прежде один с сошкой, семеро с ложкой, теперь — кто не работает, тот не ест» (1920, Государственное издательство), «Ты записался добровольцем?» (1920), «Красный подарок белому пану» (1920), «Помоги» (1920). Характерные черты — точная, острая выразительность, подчёркнутая простота и лапидарность изобразительного языка, который с лёгкостью варьируется в зависимости от смысла каждого плаката.
- Дени, Виктор Николаевич — создавал повествовательные плакаты, часто с большими стихотворными текстами Демьяна Бедного. Работы — «Деникинская банда» (1919), «Или смерть капиталу, или смерть под пятой капитала» (1919). Его язык менее лаконичен, чем стиль Моора.
- Братские республики: А. А. Азимзаде (Азербайджан), Акоп Коджоян, К. Алабян, С. Аракелян (Армения).

Особое место в развитие плаката занимают Окна сатиры РОСТА, в которых выдающуюся роль сыграли Черемных, Михаил Михайлович и Владимир Маяковский. Это плакаты, сделанные по трафарету, раскрашенные от руки и со стихотворными надписями на злобу дня. Они сыграли огромную роль в политической пропаганде и стали новой образной формой.

#### Праздничное оформление городов

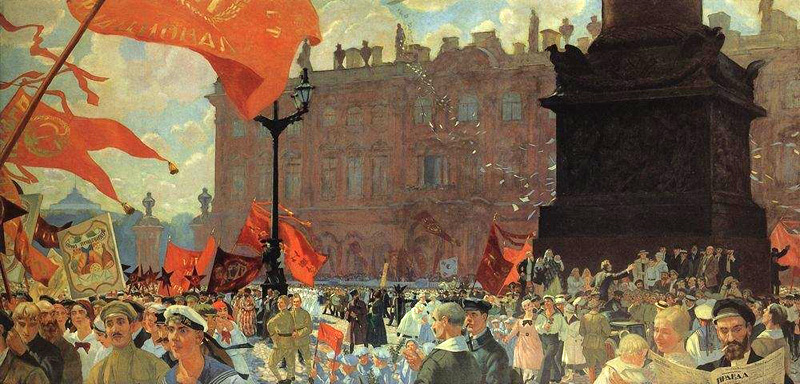
Борис Кустодиев. «Праздник в честь 2-го конгресса Коминтерна на площади Урицкого» (1921, Русский музей)

Художественное оформление празднеств — ещё одно новое явление советского искусства, не имевшее традиции. В число праздников входили годовщины Октябрьской революции, 1 мая, 8 марта и другие советские праздники.
Это создало новый нетрадиционный вид искусства, благодаря которому живопись приобрела новое пространство и функции. К праздникам создавались монументальные панно, которые характеризовались огромным монументально-агитационным пафосом. Художники создавали эскизы оформления площадей и улиц.
В оформлении этих праздников принимали участие: Петров-Водкин, Кустодиев, Е. Лансере, С. В. Герасимов.

### === Живопись и графика =

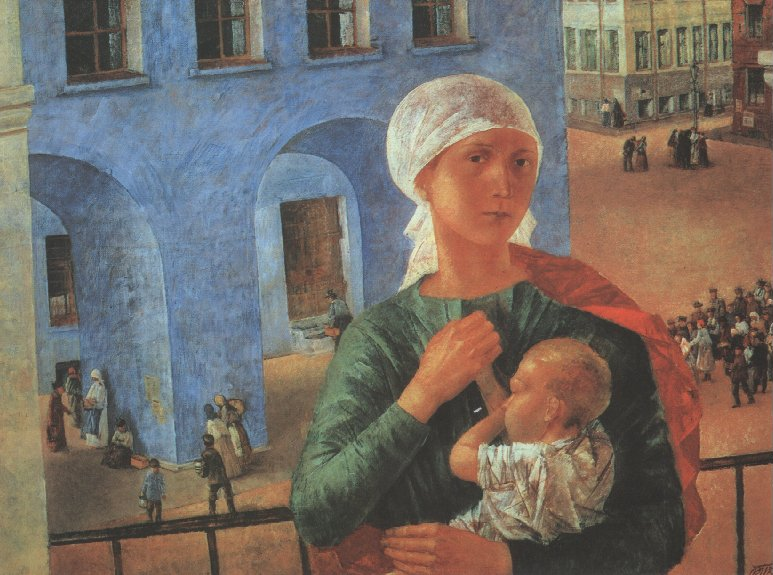
К. Петров-Водкин. «Петроградская мадонна»

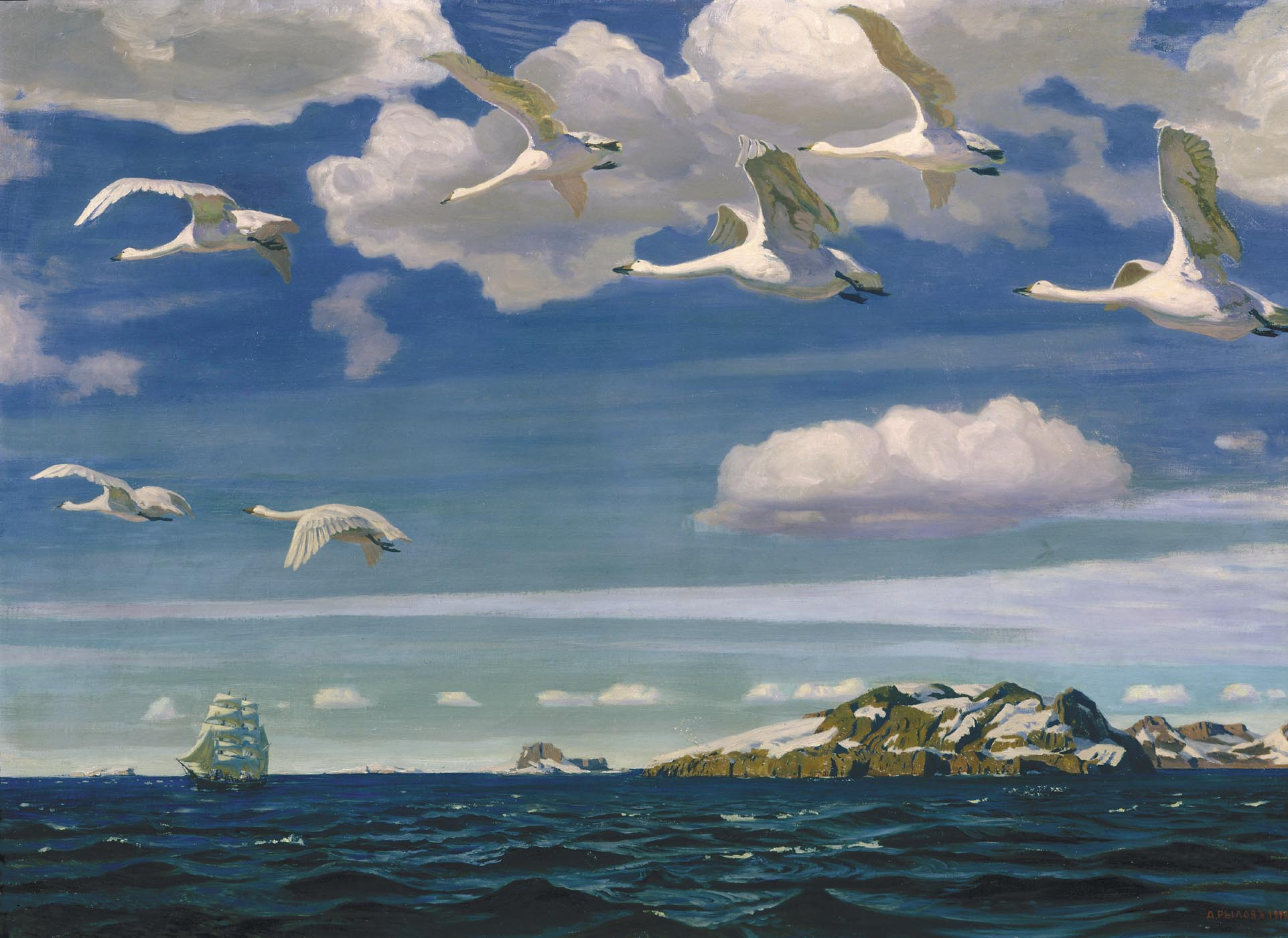
А. Рылов. «В голубом просторе»

В первые годы революции продолжали развиваться традиционные станковые формы. Многие из советских художников старшего поколения первых лет советской власти сформировались, разумеется, ещё в предреволюционные годы и, естественно «соприкосновение с новой жизнью было сопряжено для них с немалыми сложностями, которые были связаны с ломкой уже сложившихся к периоду революции творческих индивидуальностей».
В начале 1919 года был сформирован альманах «Интернационал искусства», который должен был стать органом общения с художниками всего мира.
Советское искусствознание делило мастеров советской живописи этого периода на две группы:
- художники, которые стремились запечатлеть сюжеты привычным изобразительным языком фактологического отображения
- художники, которые использовали более сложное, образное восприятие современности. Они создавали образы-символы, в которых пытались выразить своё «поэтическое, вдохновенное» восприятие эпохи в её новом состоянии[6].

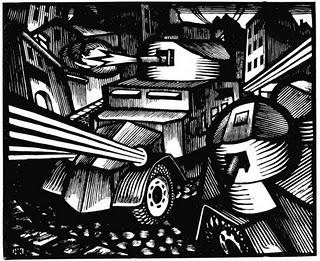
Н. Купреянов. «Броневики»

Константин Юон создал одно из первых произведений, посвящённых образу революции («Новая планета», 1920, ГТГ), где событие трактовано во вселенском, космическом масштабе. Петров-Водкин в 1920 году создал картину «1918 год в Петрограде (Петроградская мадонна)», решая в ней этико-философские проблемы времени. Аркадий Рылов, как считалось, в своём пейзаже «В голубом просторе» (1918) тоже мыслит символически, выражая «свободное дыхание человечества, вырвавшегося в необъятные просторы мира, к романтическим открытиям, к свободным и сильным переживаниям».
В графике тоже прослеживаются новые образы. Николай Купреянов «в сложной технике деревянной гравюры стремится выразить свои впечатления от революции» («Броневики», 1918; «Залп Авроры», 1920).

#### Архитектура и художественная промышленность

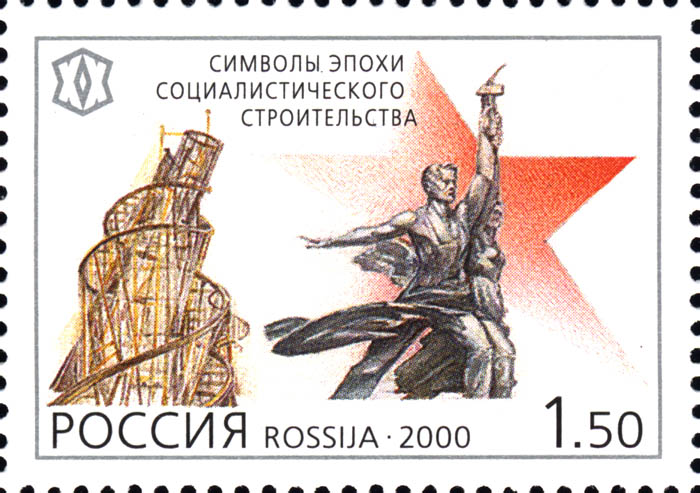
Башня Татлина и более поздняя скульптура «Рабочий и колхозница»

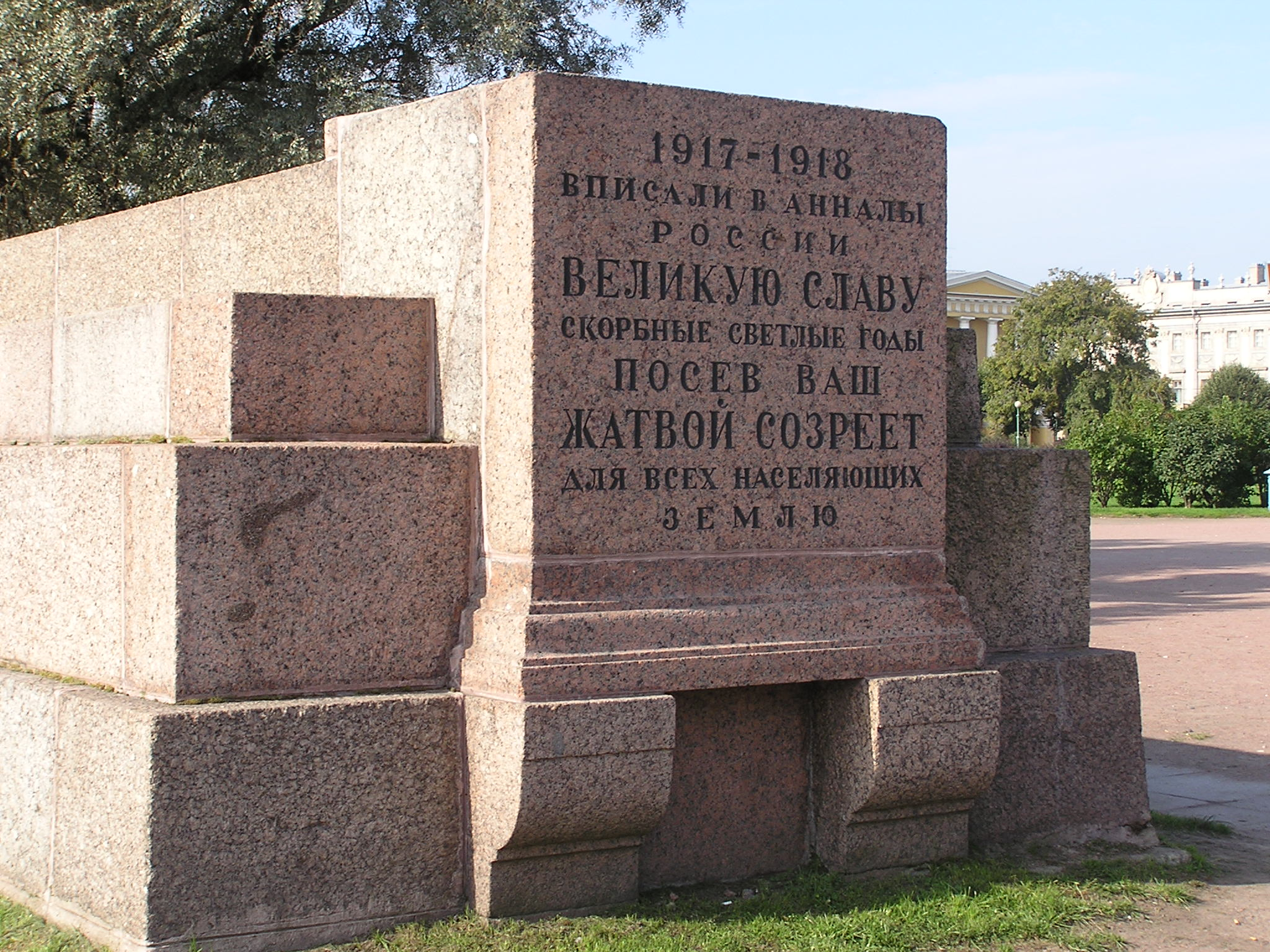
Л. В. Руднев. Памятник на Марсовом поле

В военный период большинство архитекторов осталось без работы и занималось «бумажной архитектурой». Некоторые сотрудничали со скульпторами, создавая памятники (Л. В. Руднев, памятник «Жертвам репрессии» на Марсовом поле, 1917—1919).
Владимир Татлин в 1920 году создал свою знаменитую башню, которая стала символом нового направления в искусстве, выражением смелости и решительности исканий.

#### Агитационный фарфор
Наряду с плакатом неотъемлемой частью советского прикладного искусства послеоктябрьского периода можно считать первый советский фарфор. Ему суждено было стать одним из самых убедительных памятников этого времени. Сейчас агитационный фарфор остаётся бесспорным по исторической значимости документом первых послереволюционных лет.
Первый советский фарфор был создан в течение 1918—1923 годов на Государственном фарфоровом заводе им. Ломоносова большой группой художников под руководством С. В. Чехонина. Чехонин дал этому направлению мощный импульс, фарфор заговорил новыми образами, красками, в нём создалась и получила развитие новая советская эмблематика. По старому нерасписанному фарфору, оставшемуся в кладовых императорского завода, художники писали новые революционные лозунги, заменяли старую царскую маркировку серпом и молотом.

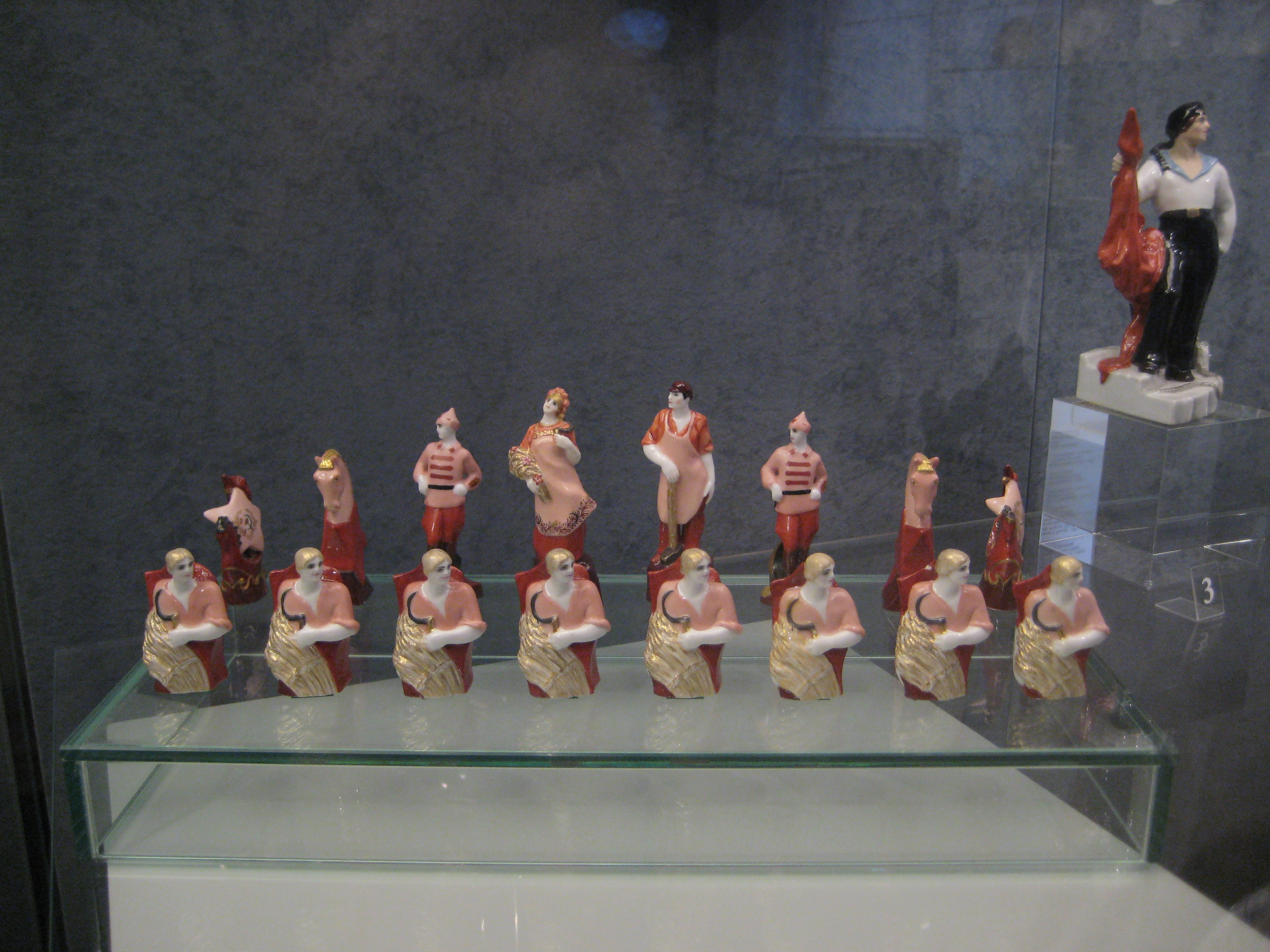
Советские фарфоровые шахматы «Красные и белые», 1925. ВМДПНИ

В фарфор, камерный вид искусства, пришло искусство улицы, плаката, оформления революционных праздников, пришло искусство монументальной пропаганды, ставшее более долговечной, чем временное праздничное убранство улиц. С фарфора звучат лозунги: «Земля трудящимся!», «Кто не работает, тот не ест!», «Пропади буржуазия, сгинь капитал!», «Пусть, что добыто силою рук трудовых, не проглотит ленивое брюхо!». Тарелка уподобляется плакату и листовке, на ней изображается даже трудовая карточка.
Борьба за новый быт традиционно находит одну из своих форм в художественном оформлении фарфора в конце 1920-х годов. Посуда берёт на себя роль пропагандиста нового образа жизни, социалистического отношения к труду, учёбе, отдыху. Актуальные темы переустройства общества- индустриализации промышленности, коллективизация сельского хозяйства, внешняя политика государства, культурная революция — становятся темами художественного оформления массовой посуды.
Создавая новый облик бытовой вещи, художники сочетали композиционные приёмы плаката, фотомонтажа, кинематографической кадрировки, с механизированными способами декора, трафаретом и аэрографом, позволяющими выпускать изделия большими тиражами.
Чаще всего агитационный фарфор выставлялся на советских и международных выставках, в витринах магазинов, и был практически недоступен обывателю.
Художник Елена Данько позднее вспоминала: «Кто помнит Петроград тех лет — выщербленные пустыни мостовых, погруженные во тьму и холод безмолвные дома, в окнах иглистые звёздочки — следы недавних пуль, тот помнит и витрину на проспекте 25-го Октября. Там на белых блестящих блюдах горели красные звёзды, серп и молот мерцали неярким фарфоровым золотом, сказочные цветы сплетались в вензель РСФСР. Там стояли маленькие фарфоровые красногвардейцы, матросы, партизаны и блестящие шахматы „Красные и белые“. На большом блюде была надпись в венке из цветов „Мы превратим весь мир в цветущий сад“».
Искусство фарфора в те годы осознавалось как искусство будущего. Эта посуда была адресована новому человеку общества созидателей, свободного от власти потребительства.
См также: Агитационный текстиль

### Искусство 1921—1941 годов
В советских учебниках этот период характеризовался как «Искусство в период борьбы за победу социализма и упрочение социалистического общества». 1921 год — дата окончания Гражданской войны, в советской историографии принимается за начальную точку отчёта. С этого времени в стране происходит восстановление хозяйства, реорганизация экономики по социалистическому принципу, разрушение старых привычных устоев быта. Всё это нашло отражение в искусстве.

#### Живопись 1920-х годов
Этот период для живописи был бурным и продуктивным. Продолжало существовать множество художественных объединений со своими платформами и манифестами. Искусство находилось в поиске и было многообразным. Главными группировками были АХРР, ОСТ, а также «4 искусства».

##### АХРР

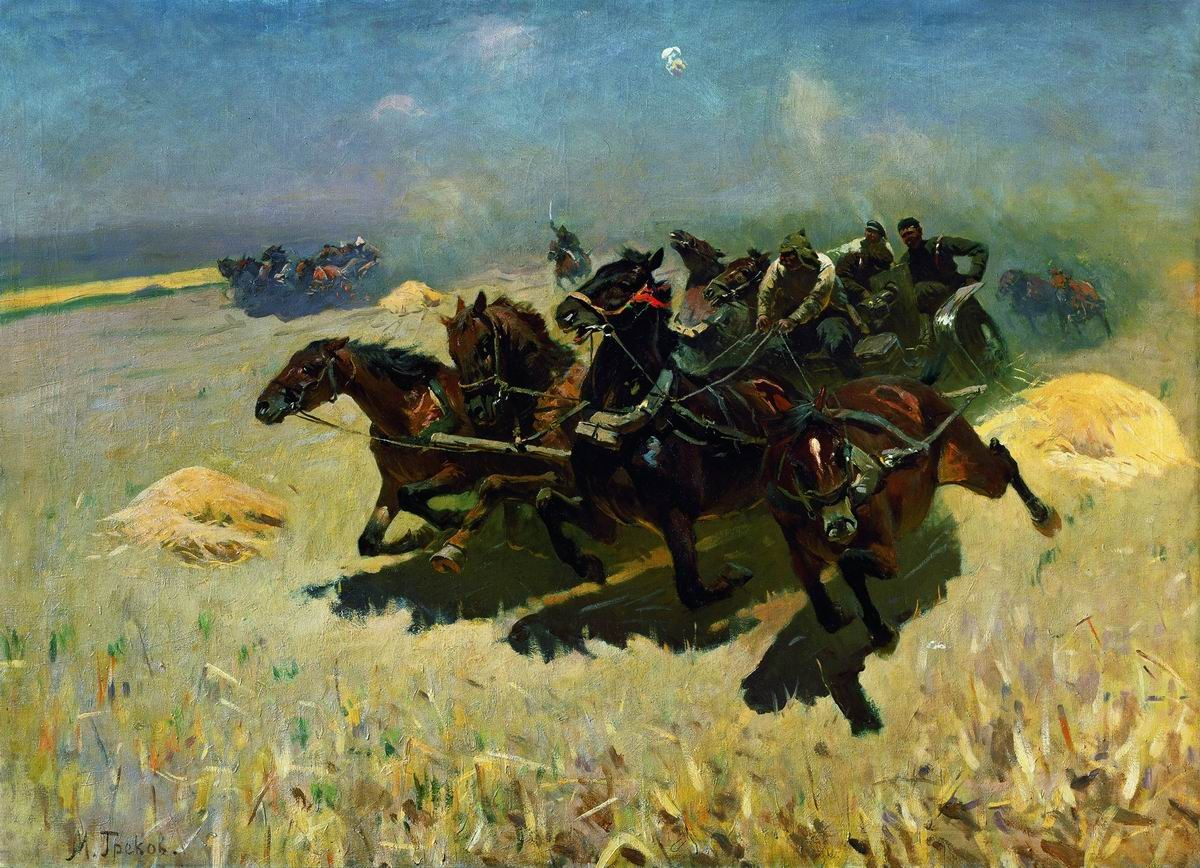
Митрофан Греков. «Тачанка», 1925

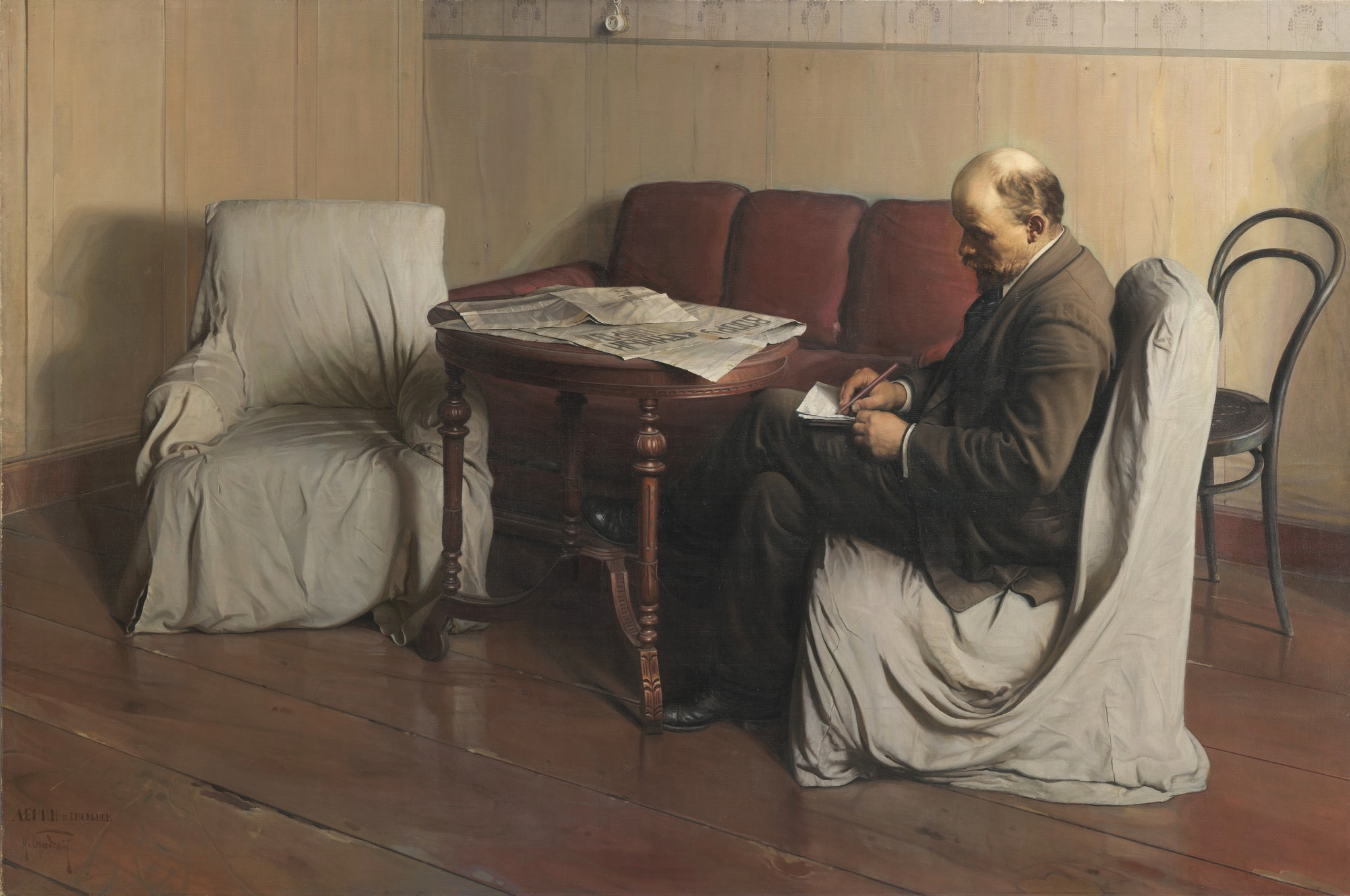
И. И. Бродский, «В. И. Ленин в Смольном в 1917 году», 1930

Ассоциация художников революционной России была основана в 1922 году. Её ядро составляли бывшие передвижники, манера которых оказала большое влияние на подход группы — реалистичный бытописательский язык позднего передвижничества, «хождения в народ» и тематические экспозиции. Помимо тем картин (диктовавшихся революцией) для АХРР характерно было устройство тематических выставок типа «Жизнь и быт рабочих», «Жизнь и быт Красной Армии».
Главные мастера и произведения группировки: Исаак Бродский («Выступление Ленина на путиловском заводе», «Ленин в Смольном»), Георгий Ряжский («Делегатка», 1927; «Председательница», 1928), портретист Сергей Малютин («Портрет Д. А. Фурманова», 1922), Абрам Архипов, Ефим Чепцов («Заседание сельячейки», 1924), Василий Яковлев («Транспорт налаживается», 1923), Митрофан Греков («Тачанка», 1925, более поздние «На Кубань» и «Трубачи Первой Конной», 1934).

##### ОСТ

А. Дейнека. «Оборона Петрограда», 1928

Общество художников-станковистов, основанное в 1925 году, включало художников с менее консервативными с точки зрения живописи взглядами, в основном, студентов ВХУТЕМАСа. Это были: Вильямс «Гамбургское восстание»), Дейнека («На стройке новых цехов», 1925; «Перед спуском в шахту», 1924; «Оборона Петрограда», 1928), Лабас, Лучишкин («Шар улетел», «Я люблю жизнь»), Пименов («Тяжёлая индустрия»), Тышлер, Штеренберг и проч. Они поддерживали лозунг возрождения и развития станковой картины, но ориентировались не на реализм, а на опыт современных им экспрессионистов. Из тем им была близка индустриализация, жизнь города и спорт.

##### 4 искусства и ОМХ
Общество «Четыре искусства» было основано художниками, входившими ранее в «Мир искусства» и «Голубую розу», которые бережно относились к культуре и языку живописи. Самые видные члены объединения: Павел Кузнецов, Петров-Водкин, Сарьян, Фаворский и многие другие выдающиеся мастера. Для общества была характерна философская подоплёка с адекватным пластическим выражением.
В Общество московских художников вошли бывшие члены объединений «Московские живописцы», «Маковец» и «Бытие», а также члены «Бубнового валета». Самые активные художники: Пётр Кончаловский, Илья Машков, Лентулов, Александр Куприн, Роберт Фальк, Василий Рождественский, Осмеркин, Сергей Герасимов, Николай Чернышёв, Игорь Грабарь. Художники создавали «тематические» картины, используя наработанные «бубново-валетовские» и проч. тенденции авангардной школы.
Творчество двух этих групп являлось симптомом того, что сознание мастеров старшего поколения пыталось перестроиться под новые реалии. В 1920-х годах были проведены две масштабные выставки, которые закрепили тенденции — к 10-летию Октября и Красной армии, а также «Выставка искусства народов СССР» (1927).

##### Национальные школы живописи
Советское государство пропагандировало развитие национального искусства. Мастера русского искусства отправлялись «ковать кадры»: Евгений Лансере (Грузия), Павел Беньков (Узбекистан), С. А. Чуйков (Киргизия), Николай Хлудов (Казахстан). Поощрялось возрождение разнообразных форм национального декоративного творчества. Исламские регионы были освобождены от религиозного запрета на реалистическое искусство.
В Средней Азии и Азербайджане станковая живопись была создана с нуля.
- Азербайджан: Азимзаде, Газанфар Алекпер оглы Халыков («Женотдел», 1930)
- Узбекистан: Александр Волков («Гранатовая чайхана», 1924), Урал Тансыкбаев («Кочевье», 1931)
- Туркмения: Борис Нурали
- Киргизия: Чуйков, Семён Афанасьевич (начало карьеры)
- Казахстан: Кастеев, Абильхан

Европейские регионы имели более древнюю культуру изобразительного искусства:
- Украина: монументальное искусство — М. Л. и Т. Л. Бойчук, В. Ф. Седляр, О. Т. Павленко; станковая живопись — А. Г. Петрицкий («Инвалиды», 1924), Ф. Г. Кричевский (триптих «Жизнь», 1925—1927)
- Белоруссия: В. В. Волков (1881—1954; «Партизаны», 1927), Юдель Пэн
- Армения: кроме Сарьяна — Г. С. Григорян, Александр Бажебеук-Меликян, Акоп Коджоян.
- Грузия: Ладо Гудиашвили, Елена Ахвледиани[13]

#### Графика 1920-х

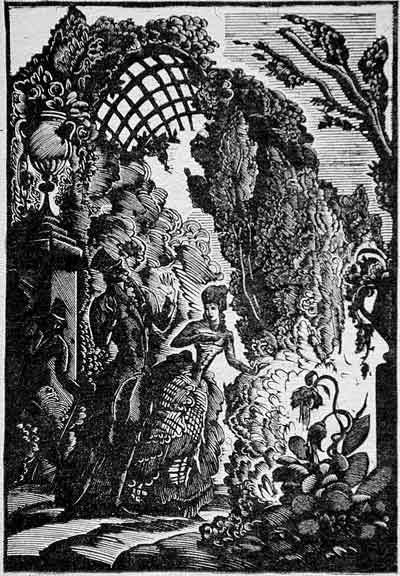
А. Кравченко. Иллюстрация к повести Э. Т. А. Гофмана «Повелитель блох». 1922. Ксилография.

Если графики предыдущего периода выступали как комментаторы произведения, которое иллюстрировали, наглядно толкуя его для зрителей, то иллюстрация двадцатых годов отличается. Её характерные черты: тема — обычно классическая литература (произведения небольшого размера), техника — обычно фотомеханическое воспроизведение перьевого или карандашного рисунка.
Стиль поначалу складывался из развития традиции иллюстративной графики, например, «Мира искусства». Одна из лучших работ тех лет — иллюстрации к «Белым ночам» Достоевского работы Добужинского (1922). В этом жанре работают Владимир Лебедев (мастер детской книги), Владимир Конашевич, Николай Тырса и другие ленинградские графики.

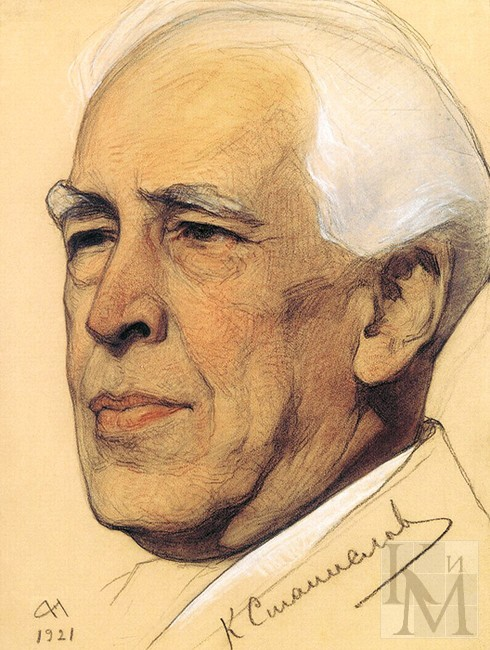
Н. А. Андреев. Портрет Станиславского

Для московских художников важным фактором стало возрождение техники ксилографии. Мастера этого направления — Владимир Фаворский, Алексей Кравченко, Павел Павлинов, уже упоминавшийся выше Николай Купреянов. Фаворский — самая видная фигура в развитии ксилографии 1920-х годов («Кремль. Свердловский зал», 1921; «Годы революции», 1928; иллюстрации к книгам «Домик в Коломне», 1929 и проч.). Его хвалят за то, что он пытался создать из книги целостный организм. Кравченко интересен как иллюстратор литературы романтического характера (Гофман, Гоголь, Бальзак).
В республиках работали следующие мастера: Украина — Василий Касиян («Забастовка», 1926; «Герои Перекопа», 1927). Белоруссия — Соломон Юдовин, Анатолий Тычина и проч. Армения — упомянутый выше Акоп Коджоян, работавшей в той же манере, что и Кравченко.
В этот период графика может реализовать себя в самых разных формах — иллюстрация, пейзажный альбом, циклы портретов, листы-эстампы, экслибрисы, эмблемы, проекты дензнаков, марки. Помимо гравюры продолжали существовать традиционные виды графики — карандаш, уголь, пастель. Тут любопытно творчество скульптора Николая Андреева, который также был хорошим рисовальщиком и создал портретную галерею деятелей культуры СССР, а также серию портретов Ленина.

#### Скульптура 1920-х

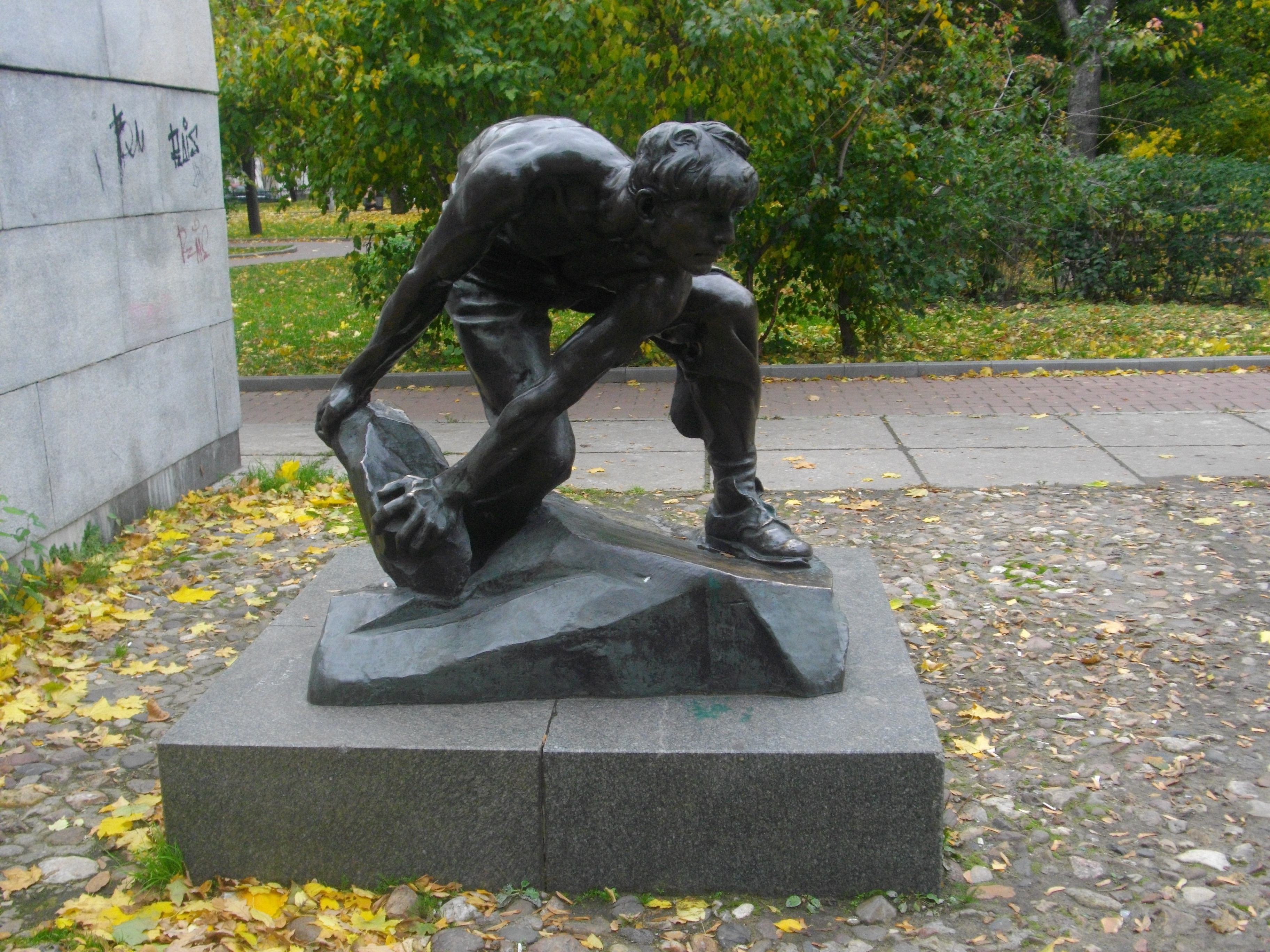
«Булыжник — оружие пролетариата» (парк Декабрьского восстания, Москва)

Андреев также создал серию скульптурных портретов вождя, в том числе известную «Ленин — вождь» (1931—1932). Другой видный скульптор этого периода — Иван Шадр. В 1922 году он создал статуи «Рабочий», «Сеятель», «Крестьянин», «Красноармеец». Своеобразие его метода — обобщение образа на основе конкретной жанровой завязке, мощная лепка объёмов, выразительность движения, романтический пафос. Самое яркое его произведение — «Булыжник — орудие пролетариата. 1905 год» (1927). В том же году на территории гидроэлектростанции на Кавказе ЗАГЭС установлен его же работы памятник Ленину — «один из лучших». Вера Мухина формируется как мастер тоже в 20-е. В этот период она создаёт проект памятника «Освобождённый труд» (1920, не сохранился), «Крестьянка» (1927).
Из более зрелых мастеров отмечают творчество Сарры Лебедевой, которая создавала портреты, в том числе характерный портрет Дзержинского (1925). В своём понимании формы она учитывает традиции и опыт импрессионизма. Александр Матвеев характеризуется классической ясностью в понимании конструктивной основы пластики, гармоничностью скульптурных масс и соотношения объёмов в пространстве («Раздевающаяся женщина», «Женщина, надевающая туфлю»), а также знаменитый «Октябрь» (1927), где в композицию включены 3 обнажённые мужские фигуры — сочетание классических традиций и идеала «человека эпохи Революции» (атрибуты — серп, молот, будёновка).

#### Архитектура 1920-х
В этот период, по сравнению с предыдущим десятилетием, возникла стабильность, экономическое положение упрочилось, и перед архитектурой открылись широкие возможности. Началось масштабное строительство — жилые дома, заводы, фабрики, электростанции, проектировались новые города и посёлки.
Разрабатывался и распространялся стиль советской архитектуры. Его питали разные традиции — ряд мастеров хранили старые традиции, другие занимались новаторством. Члены обоих этих групп могли придерживаться двух основных тенденций — рационализм и конструктивизм.
Главой рационалистов был Николай Ладовский. Это направление архитектуры сосредотачивалось на проблеме художественного образа. Искания основывались на широком применении новейших строительных материалов и конструкций. Архитекторы этого направления придавали большое значение учёту объективных закономерностей композиционного построения архитектурной формы. Они считали, что нельзя забывать об объективных закономерностях формообразования, а также о психофизиологических особенностях восприятия человека.
Школа конструктивизма сформировалась чуть позже. Архитекторы-конструктивисты подчёркивали важность учёта функционально конструктивной основы строительства, кроме того — боролись против «реставраторских» тенденций в отношении прежних архитектурных традиций, а также против «левого формализма», как часто назывались поиски некоторых современников. Конструктивизм как самостоятельное явление впервые проявил себя в начале 1923 года, когда братья Веснины начали проект Дворца труда в Москве.

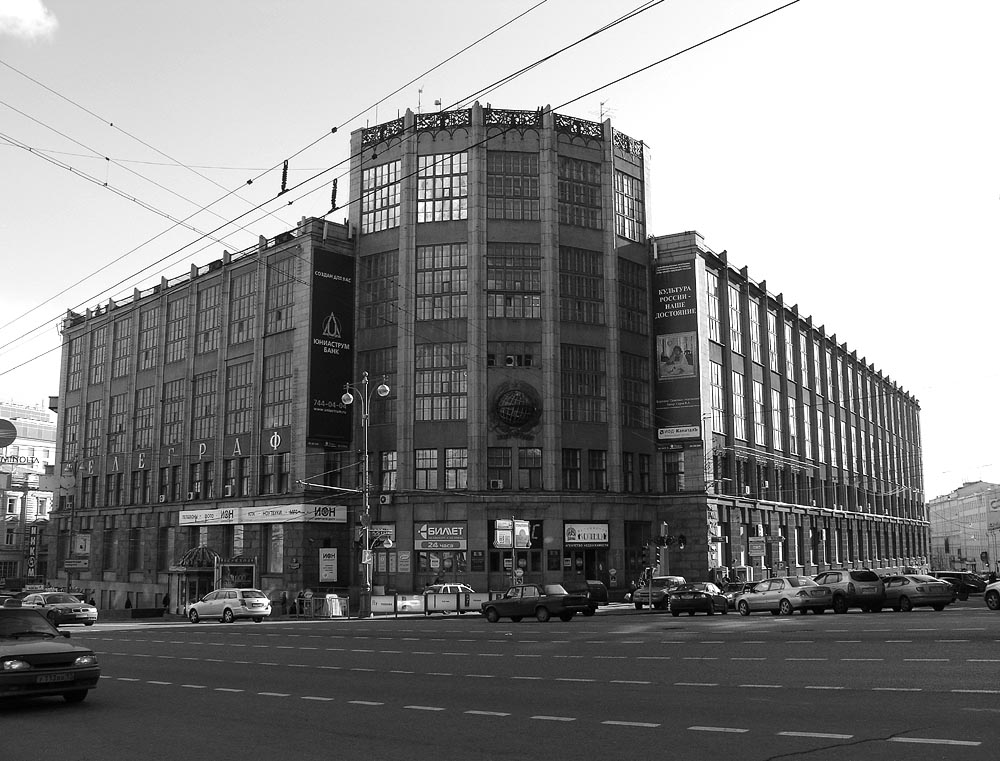
Здание Центрального телеграфа

В результате общих устремлений рационалистов и конструктивистов зародилось и получило дальнейшее развитие новое направление советской архитектуры в целом. Работы этого направления — конкурсные работы на проекты здания московского отделения «Ленинградская правда», акционерного общества «Аркос» (арх. Иван Фомин), советского павильона на Всемирной выставке в Париже (арх. Константин Мельников), московского телеграфа (арх. Иван Рерберг) и т. д.

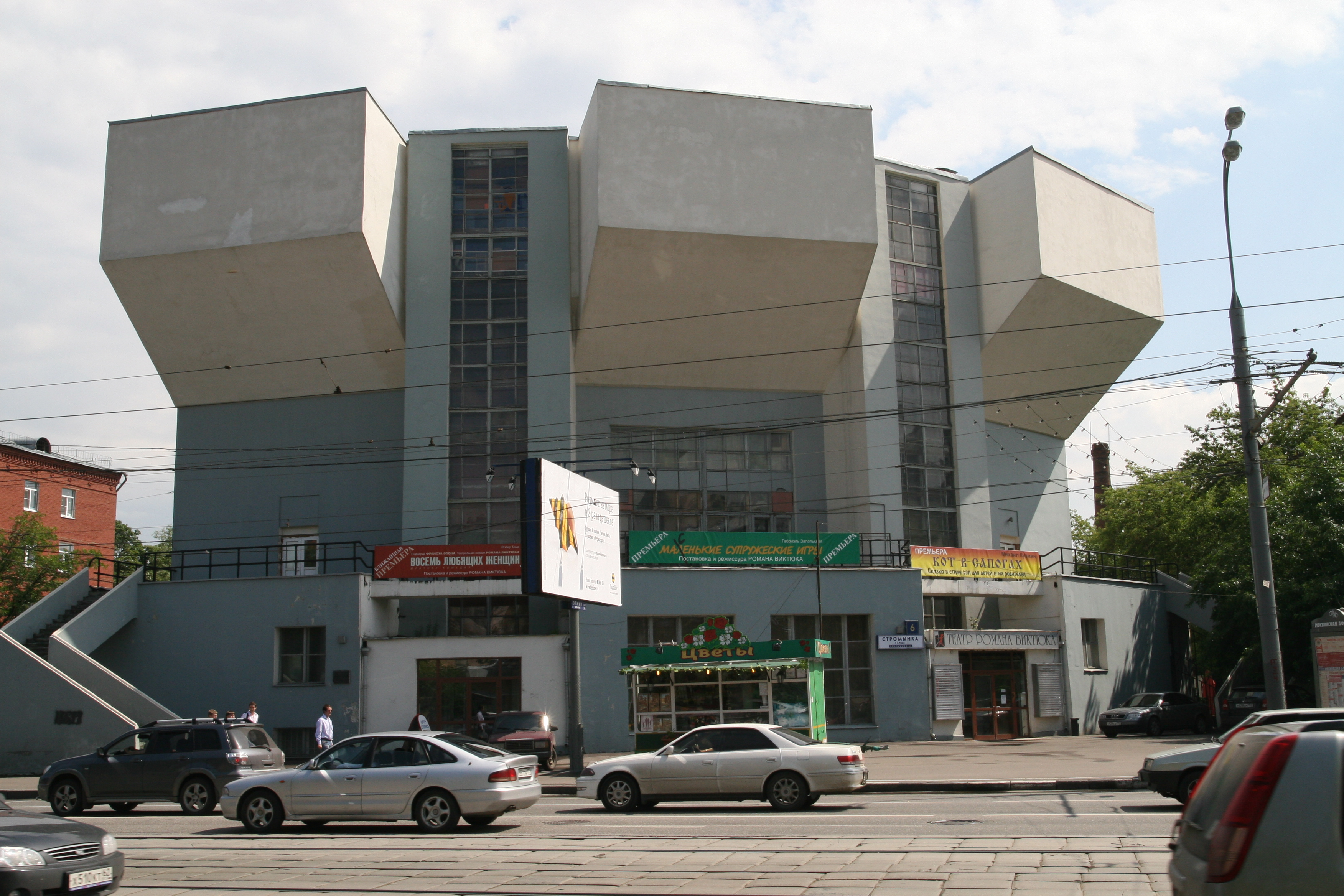
Дом культуры имени Русакова

В последующие годы творческие поиски в советской архитектуре определялись «преодолением полемической прямолинейности теоретических позиций и практики конструктивистов и рационалистов». Происходил синтез обоих направлений. С его использованием возводились жилые комплексы, которые во второй половине двадцатых годов получили активное развитие. Массовое строительство жилья рабочих (3-5-этажные секционные дома), а также типовое проектирование жилищ «трудящихся в условиях социалистического общества» вызывало различные теоретические споры. Индивидуальный дом с сенями и русской печью считался отвечающим задачам построения общества, с другой стороны — возводились и громадные дома-коммуны. Много строится рабочих и сельских клубов, изб-читален, народных домов. Постепенно складывается новый тип общественного здания. Константин Мельников в этом смысле был важным мастером. По его проекту в Москве было построено 5 клубов: имени Русакова, имени Горького, имени Фрунзе, «Каучук» и «Буревестник». Он рассматривал рабочие клубы как тип здания, который своим обликом должен отражать новые формы жизни и труда, то есть в нём должны сливаться функциональные и пространственные задачи.

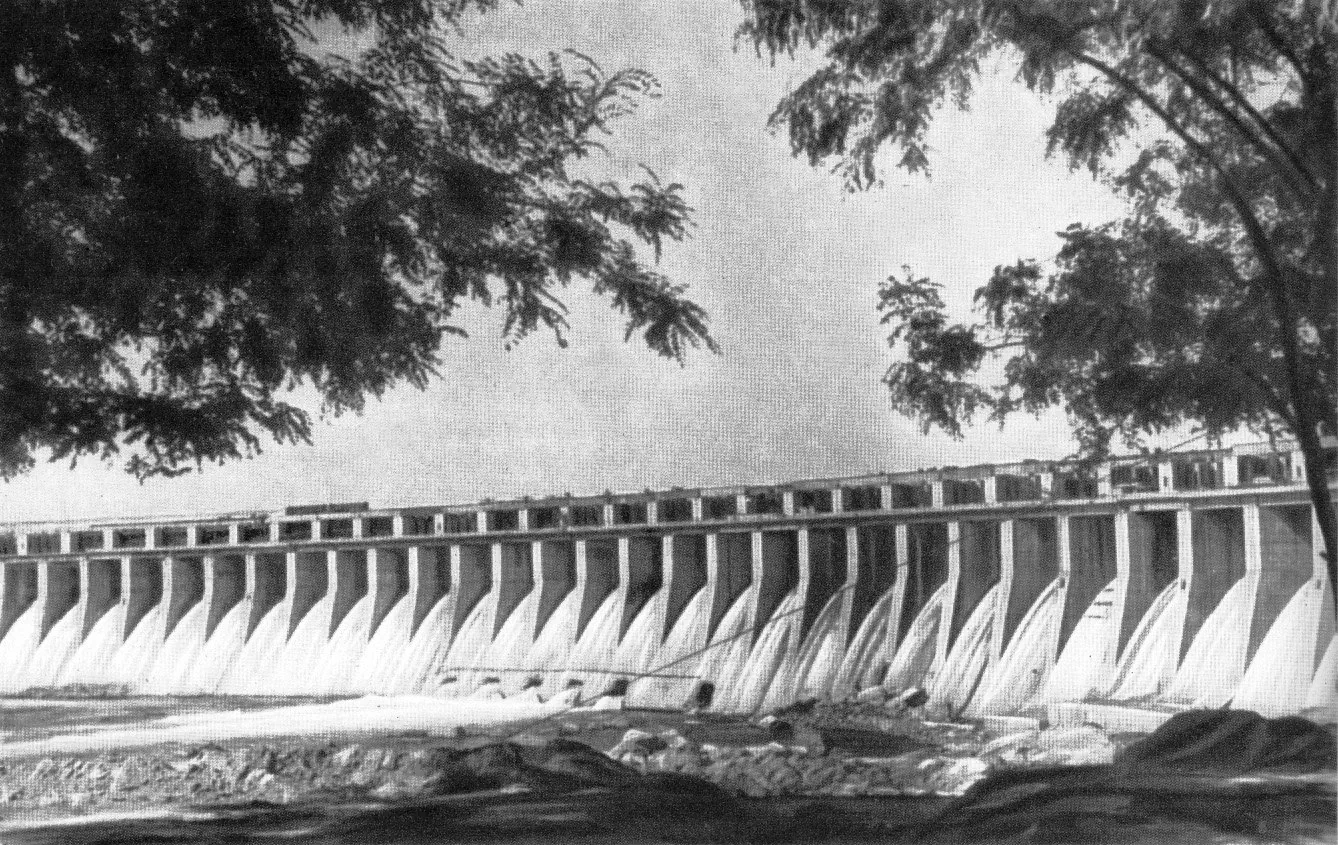
ДнепроГЭС

Дворец культуры московского автозавода им. Лихачёва (1930—1934) братьев Весниных — типичное проявление конструктивизма: большие, ничем не украшенные плоскости, обширные застеклённые поверхности, свободная композиция разных объёмов, динамичность композиции. Они же возвели Днепровскую гидроэлектростанцию — лучший образец промышленного строительства 1920- начала 1930-х годов.

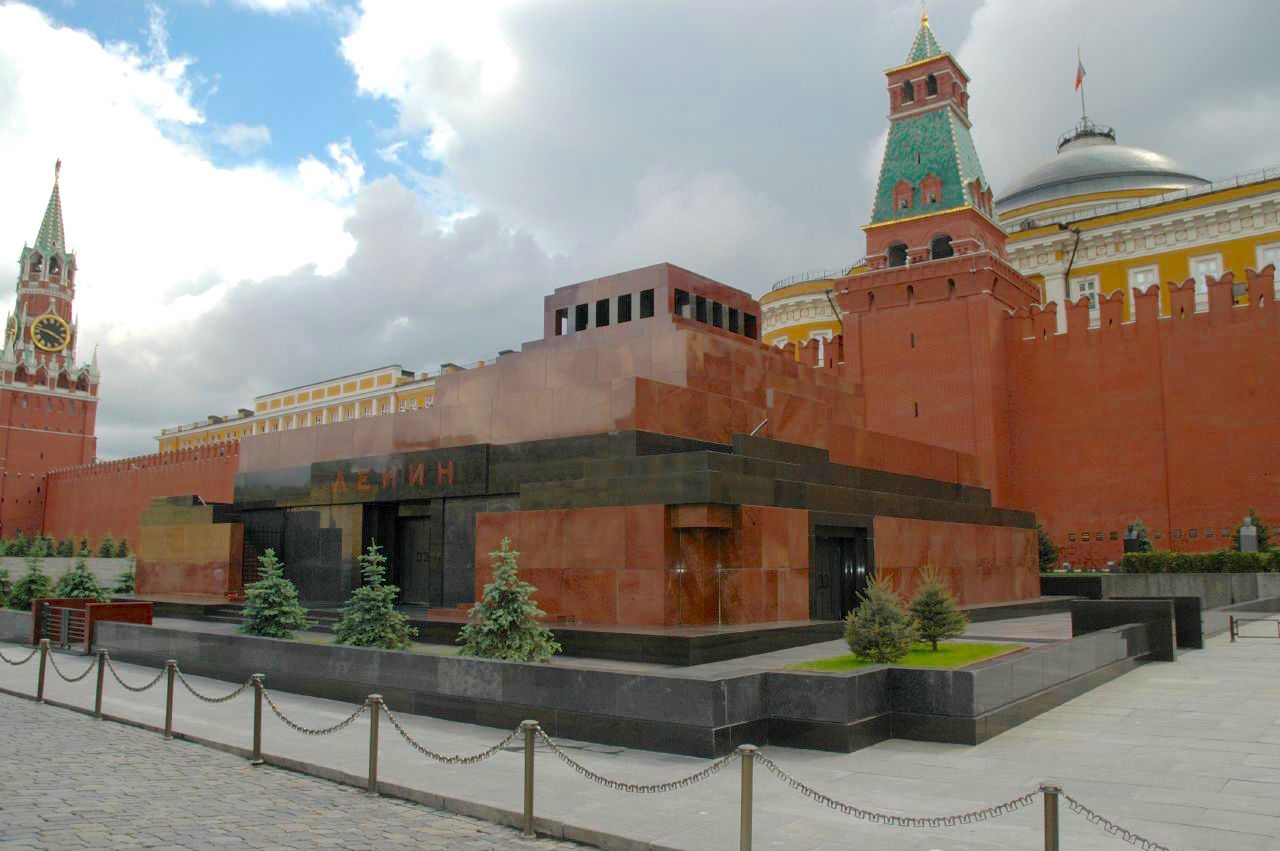
Мавзолей Ленина

Новаторские тенденции в архитектуре 1920-х были такими сильными, что влияли на мастеров, которые прежде ориентировались на старые традиции. Таков, например, Мавзолей Ленина работы Щусева, хотя Жолтовский остаётся стойким в своих классицистических исканиях и поиске нового языка.
Конкурс на возведение Дворца Советов был важным моментом в развитии творческих поисков. Восторжествовала несколько модернизированная идея традиционного монумента — в варианте Иофана со множеством колонн и гигантской статуей.

#### Прикладное искусство 1920—1930-х годов

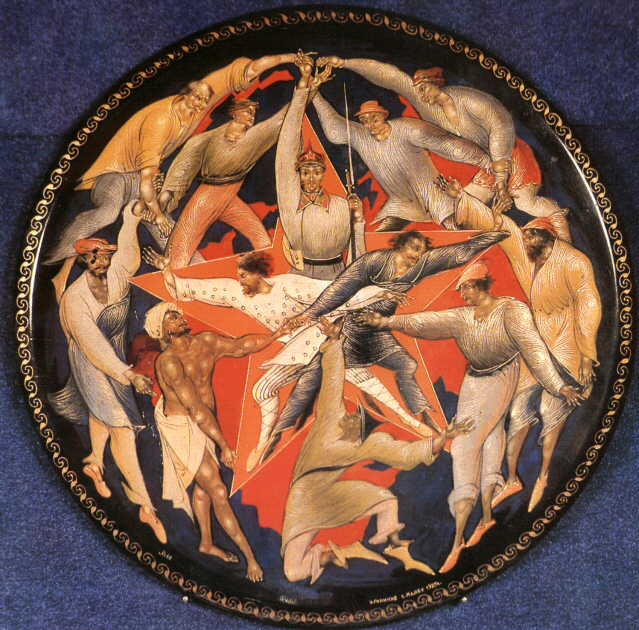
Иван Голиков, «Коминтерн», 1927

К народному искусству всех республик государство проявляло пристальный интерес, что его тонизировало. Поощрялись артели художественного промысла, реанимировали Палех, мастера которого стали работать на изделиях папье-маше, сочетая традиционные формы с новыми сюжетами из фольклора, сказок.

#### Социалистический реализм
В 1932 году постановлением ЦК ВКП(б) от 23 апреля «О перестройке литературно-художественных организаций» были распущены ОСТ и другие художественные объединения были распущены, их остатки влились в Союз советских художников. Это ознаменовало конец многообразия художественных стилей.
В 1934 году на I Всесоюзном съезде советских писателей Максим Горький сформулировал основные принципы соцреализма как метода советской литературы и искусства.
Этим моментом датируется начало новой эпохи советского искусства, с более жёстким идеологическим контролем и пропагандистскими схемами.
Основные принципы:
- Народность. Как правило, героями соцреалистических произведений становились труженики города и деревни, рабочие и крестьяне, представители технической интеллигенции и военнослужащие, большевики и беспартийные[20].
- Идейность. Показать мирный быт народа, поиск путей к новой, лучшей жизни, героические поступки с целью достижения счастливой жизни для всех людей[20].
- Конкретность. В изображении действительности показать процесс исторического развития, который в свою очередь должен соответствовать материалистическому пониманию истории (в процессе изменения условий своего бытия люди меняют и своё сознание, отношение к окружающей действительности)[20].

В годы, последующие за этим постановлением ЦК ВКП(б) о перестройке литературно-художественных организаций, был проведён ряд крупных мероприятий, направленных на развитие искусства в требуемом для государства русле. Расширяется практика государственных заказов, творческих командировок, устроения масштабных тематических и юбилейных выставок. Советские художники создают множество произведений (панно, монументальных, декоративных) для будущего ВДНХ. Это означало важный этап возрождения монументального искусства как самостоятельного. В этих работах стало очевидным, что тяга советского искусства к монументальности является не случайной, а отражает «грандиозные перспективы развития социалистического общества».

#### Живопись 1930-х годов
Советская станковая живопись также испытывает упомянутую выше тягу к монументальным значительным формам и образам. Живопись становится всё более широкой по сюжету и менее этюдной по манере. «В станковую картину проникает героическая обобщённость».

Борис Иогансон. «Допрос коммунистов»

Один из наиболее значительных представителей станковой живописи этого периода — Борис Иогансон. В своём творчестве он обратился к наиболее ценимым в это время традициям русской живописи XIX века — наследию Репина и Сурикова. Интерпретируя его, он вносит в свои произведения «новое революционное содержание, созвучное эпохе». Особенно популярны две его картины: «Допрос коммунистов» (1933) и «На старом уральском заводе» (1937). Первая впервые экспонировалась на выставке «15 лет РККА», вторая написана для выставки «Индустрия социализма». Продолжал работать Кузьма Петров-Водкин, среди работ которого «Новоселье» и «Портрет Татули» («Девочка с куклой»), обе созданы в 1937 году.
Другой важный мастер — Сергей Герасимов. В историческом жанре самая известная его работа — «Клятва сибирских партизан» (1933). Она отличается экспрессивностью, колористической выразительностью, острым рисунком и динамической композицией. Но главное внимание он уделял крестьянской теме, к решению которой он шёл через портрет, создавая ряд крестьянских образов — например, «Крестьянский сторож» (1933). Его жанровая картина «Колхозный праздник» (1937) считается одним из самых значительных произведений советского искусства этого десятилетия. Его однофамилец — Александр Герасимов создал отмеченный высокими наградами парадный портрет двух вождей на фоне Москвы («И. В. Сталин и К. Е. Ворошилов в Кремле», 1938).
Аркадий Пластов — «певец советского крестьянства». Одна из первых значительных работ «Купание коней» была им дополнена для выставки «20 лет РККА». Для выставки «Индустрия социализма» он тоже написал картину под названием «Колхозный праздник» (1937), в котором «красочно передал новый быт социалистической деревни». Другое яркое произведение — «Колхозное стадо» (1938). Общие черты его картин — жанровая сцена не мыслится вне пейзажа, вне русской природы, которая всегда трактуется лирически. Другая его особенность — отсутствие конфликта или особого момента, события в сюжете — хотя поэтическая выразительность образа при этом создаётся.

Юрий Пименов. «Новая Москва», 1937

Александр Дейнека продолжает развиваться своим путём в этот период. Он придерживается излюбленных тем, сюжетов, колористической гаммы, хотя его живописная манера несколько смягчается. Лучшие работы 30-х годов: «Мать» (1932), «Обеденный перерыв в Донбассе» (1935), «Будущие лётчики» (1938). «Спорт, авиация, обнажённое натренированное тело, лаконизм и простота живописного языка, звонкие созвучия коричнево-оранжевого и синего смягчены в некоторых случаях лиризмом материнской темы, моментом созерцания». Также благодаря заграничным поездкам круг его работ расширяется.
Юрий Пименов, как и Дейнека — бывший член ОСТа, создал одну из лучших картин 30-х годов — «Новая Москва» (1937). Ей характерна оптимистичность, кадровая композиция, новая роль женщины. Георгий Нисский, последователь ОСТовцев, в этот период активно занимается пейзажным творчеством, восприняв от объединения интерес к индустриальным темам, живописный лаконизм, остроту композиционных и ритмических решений. Таковы его «Осень» (1932) и «На путях» (1933) — природа у него всегда преобразована руками человеческими.

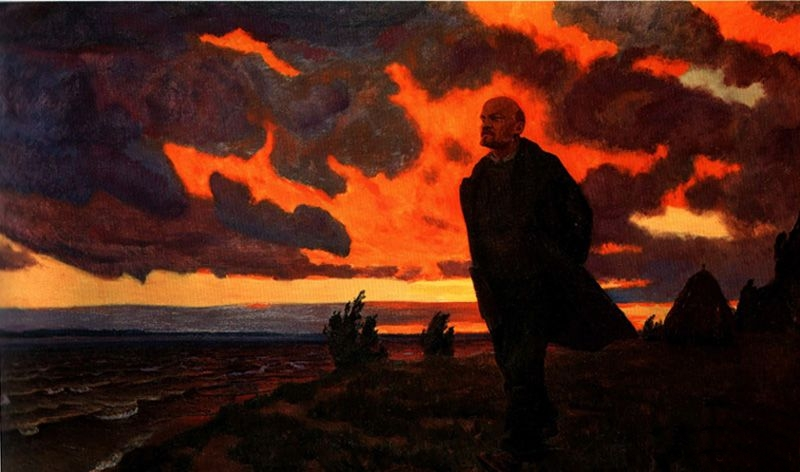
Аркадий Рылов. «В. И. Ленин в Разливе в 1917 году»

Из пейзажистов старшего поколения отмечают Николая Крымова, который написал «Утро в Центральном парке культуры и отдыха имени Горького в Москве» (1937). Аркадий Рылов в картине «В. И. Ленин в Разливе в 1917 году» (1934) соединяет пейзаж с историческим жанром. К панорамному пейзажу тяготят и многие художники из республик. «Это тяготение было связано с тем острым чувством Родины, родной земли, которое в 30-е годы укрепилось и выросло». В их число входит Давид Какабадзе («Имеретинский пейзаж», 1934). Эта же черта — интерес к родному пейзажу, прослеживается в наследии Сарьяна этого периода.
Бодро развивается советский портретный жанр, в котором активней и ёмче всего проявляют себя мастера старшего поколения — Пётр Кончаловский («Портрет Софроницкого за роялем», «Портрет Прокофьева», «Портрет Мейерхольда»), Игорь Грабарь, Михаил Нестеров («Портрет братьев Кориных», «Портрет Шадра», «Портрет академика Павлова», «Портрет хирурга Юдина», «Портрет скульптора Мухиной») и проч. Это представители советской интеллигенции старшего поколения, люди творческих профессий. Выступая продолжателем традиций Валентина Серова, Нестеров подчёркивает характеристики, акцентирует характерные позы — сжатые кулаки академика Павлова, тонкие пальцы хирурга Юдина и проч. В советском искусствознании они ценились очень высоко: «Портреты Нестерова внесли в искусство принципиально новое, жизнеутверждающее начало, созидательное горение, как наиболее типические и яркие проявления состояния людей в эпоху высокого трудового энтузиазма».
Павел Корин — наиболее близок к Нестерову. Воспитавшийся в Палехе и начинавший с писания икон, в 1911 году по его совету он поступил в Московское училище ваяния и зодчего, со временем став одним из важнейших мастеров раннего советского портрета. Его галерея портретов интеллигентов открывается изображением Максима Горького. Для произведений этого художника характерна монументальность, суровая гамма, чётко вылепленные формы. В эти годы он портретирует также актёров Л. М. Леонидова, В. И. Качалова, художника Нестерова, писателя Алексея Толстого, учёного Н. Гамалея. Интерес к творческим личностям характерен для атмосферы этого периода.

#### Монументальная живопись
В 1930-е годы монументальная живопись стала обязательным звеном всей художественной культуры. Она зависела от развития архитектуры и прочно была с ней связана.
Дореволюционные традиции продолжал в это время бывший мирискусник Евгений Лансере — роспись ресторанного зала Казанского вокзала (1933) демонстрирует его тягу к подвижной барочной форме. Он прорывает плоскость плафона, расширяя пространство вовне.
Дейнека, который также в это время вносит большой вклад в монументальную живопись, работает по-другому. Его мозаики станции «Маяковская» (1938) созданы с использованием современного стиля: острота ритма, динамика локальных красочных пятен, энергия ракурсов, условность изображения фигур и предметов. Темы в основном спортивные.
Фаворский, известный график, также внёс вклад и в монументальную живопись: он применил свою систему построения формы, выработанную в книжной иллюстрации, к новым задачам. Его росписи Музея охраны материнства и младенчества (1933, вместе с Львом Бруни) и Дома моделей (1935) показывают понимание им роли плоскости, соединение фрески с архитектурой с опорой на опыт древнерусской живописи. (Обе работы не сохранились).

#### Скульптура 1930-х годов

Павильон СССР на Всемирной выставке в Париже 1937 года

Основная тенденция развития скульптуры этого периода — также тяготение к монументальности. Ясней всего их выражает творчество Веры Мухиной. Её работы этого периода — портрет доктора А. А. Замкова (1934-35) — мужа скульптора, а также архитектора С. А. Замкова (1934-35), который приводился советскими искусствоведами как пример «собирательного образа молодого человека 1930-х годов». В 1936 году в Париже состоялась Всемирная выставка, советский павильон для которой создал Борис Иофан. Мухина выиграла конкурс на создание статуи, которая по замыслу Иофана должна была его увенчивать — так появилась знаменитая скульптурная группа «Рабочий и колхозница», прославившая её имя. В конце 30-х она принимает участие в ряде конкурсов, в частности, создавая проект памятника молодому Максиму Горькому в переименованном в его честь Нижнем Новгороде. Также она выполняет ряд моделей и декоративных проектов для украшения новых сооружений — Москворецкого моста, статую «Родина» для Рыбинского узла канала Москва-Волга и проч.

И. Шадр. Памятник Максиму Горькому

Продолжает работать Иван Шадр, своими произведениями, наравне с мухинскими, определяя характер и направленность всей советской монументальной скульптуры. Его главная работа этого периода — статуя Горького для площади Белорусского вокзала Москвы (1938) — он успел создать только небольшую модель, скульптура после его смерти была завершена бригадой во главе с Мухиной (В. И. Мухина, Н. Г. Зеленская и З. Г. Иванова, архитектор З. М. Розенфельд).
Матвей Манизер создал более 40 памятников, в основном — изображения современников. Он — представитель академического направления в советской скульптуре; его манера сочетает приёмы повествования на основе точного воспроизведения натуры с достаточной эмоциональностью образов. В числе произведений — памятник Тарасу Шевченко в Харькове.
Сергей Меркуров работает по другим принципам: он строит свою образную систему на активной пластической интерпретации впечатлений от натуры. То, что он выбирает для ваяния камень, определяет его творческий язык. В его активе — памятник Ленину в Киеве (1924), «Смерть вождя» (1927), 15-метровый гранитный монумент для аванпорта канала имени Москвы, статуя Ленина для зала заседания Верховного Совета СССР в Кремле (1939).
Николай Томский — представитель нового поколения скульпторов, начинающий работать в этот период. Среди самых известных его работ тех лет — памятник Кирову в Ленинграде (1935—1938), строгий, простой и лаконичный.
Снова открывшаяся Всесоюзная сельскохозяйственная выставка в Москве (на территории будущего ВДНХ) послужила значительным поводом для развития монументальной скульптуры. Она обильно украшалась и декорировалась, для сотрудничества приглашались региональные скульпторы, которые использовали национальные орнаменты и предметы декоративно-прикладного искусства. Много скульптурного декора использовалось для украшения Московского Метрополитена, а также для канала имени Москвы.
Советские скульпторы продолжают вносить вклад в фарфор, фаянс и другие материалы с большими декоративными возможностями.
Помимо монументально-декоративных форм всё-таки продолжают развиваться и камерные тенденции, в частности — в портретном жанре. Сарра Лебедева оказывается здесь главной фигурой, развивая намеченное ею в 1920-е годы («Портрет Чкалова», 1937; «Портрет П. П. Постышева», 1932; «Портрет С. М. Михоэлса», 1939; «Портрет Мухиной», 1939). Яков Николадзе, скульптор старшего поколения, учившийся у Родена, также продолжает работать, создавая сильные и глубокие вещи.

#### Графика 1930-х годов

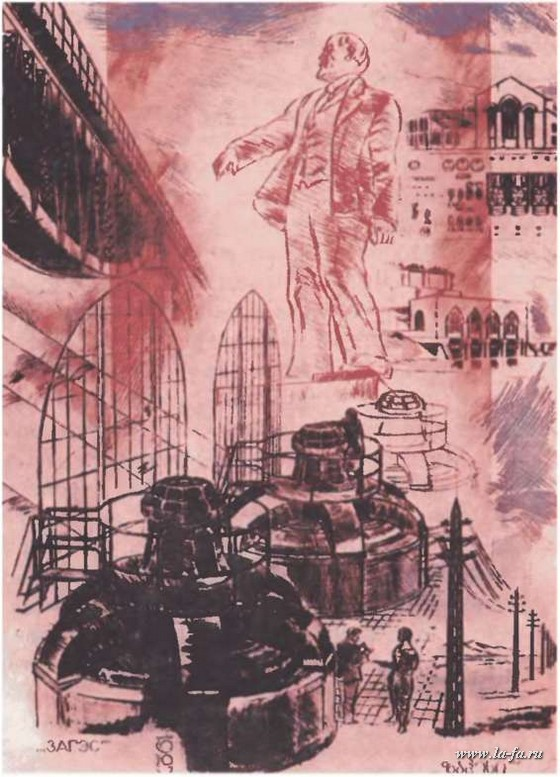
Игнатий Нивинский. ЗаГЭС. 1927. Цветной офорт, сухая игла.

В этот период советская графика решала новые задачи. При этом продолжали работать мастера, выдвинувшиеся в предыдущее десятилетие. В частности, Фаворский использует технику гравюры на дереве: циклы иллюстраций к Пришвину (1933-35), «Слову о полку Игореве», дантовой «Vita Nuova», шекспировскому «Гамлету» (1940). Вокруг него складывается группа учеников. В их число входит Андрей Гончаров (иллюстрации к роману Смоллетта «Приключения Перигрина Пикля», 1934-35). Продолжает работать Алексей Кравченко (иллюстрации к «Амоку» Цвейга).
Помимо иллюстрации, в технике гравюры получила распространение листовая гравюра — эстамп. В этой технике продолжает работать Василий Касиян (портреты героев революции, серии на современные темы), выдвигается известный театральный художник Игнатий Нивинский, специалист по офорту, в этой редкой технике создававший листы на тему индустрии ЗАГЭСа и Ленина. Он пробует новые технические приёмы углублённой печати.
Хотя гравюра развивалась достаточно успешно, всё же в 1930-е её вытесняют из книжной иллюстрации — на смену приходят литография, рисунок углём или чёрной акварелью. Эта техника была более доступна для массового читателя. В числе мастеров этой тенденции можно назвать Сергея Герасимова, Дементия Шмаринова, Евгения Кибрика, Кукрыниксов. Шмаринов создал цикл иллюстраций к «Преступлению и наказанию» (1935-56), роману «Пётр I» Алексея Толстого (1940), «Герою нашего времени» (1940). Он выбирал драматические ситуации и психологические характеристики. Кибрик получил известность литографиями к книге Ромена Роллана «Кола Брюньон» (1936), из которых особое распространение получил образ Ласочки, своего рода «Деревенской Джоконды», по выражению писателя. Лучшим циклом Герасимова считаются рисунки чёрной акварелью к горьковскому «Делу Артамоновых» (1938-39).
Кукрыниксы начали как карикатуристы, и использовали опыт карикатурного рисунка в своих иллюстрациях. Их цикл к «Господам Головлёвым» Салтыкова-Щедрина использует гротескно-метафорический язык, в «Климе Самгине» подчёркнуты сатирические моменты. Зато иллюстрации к чеховской «Тоске» (1941) весьма лиричны.
В эти годы идеологическая политика государства вызывает к публикации ряд произведений народного эпоса, которые также обильно иллюстрируются: «Слово о полку Игореве», «Давид Сасунский», «Витязь в тигровой шкуре», «Джангар», затем «Манас». Ерванд Кочар создаёт рисунки тушью к «Давиду Сасунскому», Сергей Кобуладзе — иллюстрации к «Витязю в тигровой шкуре»; в своих работах они ориентируются на средневековые традиции, модернизируя их, приспосабливая к современному пониманию книги.

#### Архитектура 1930-х

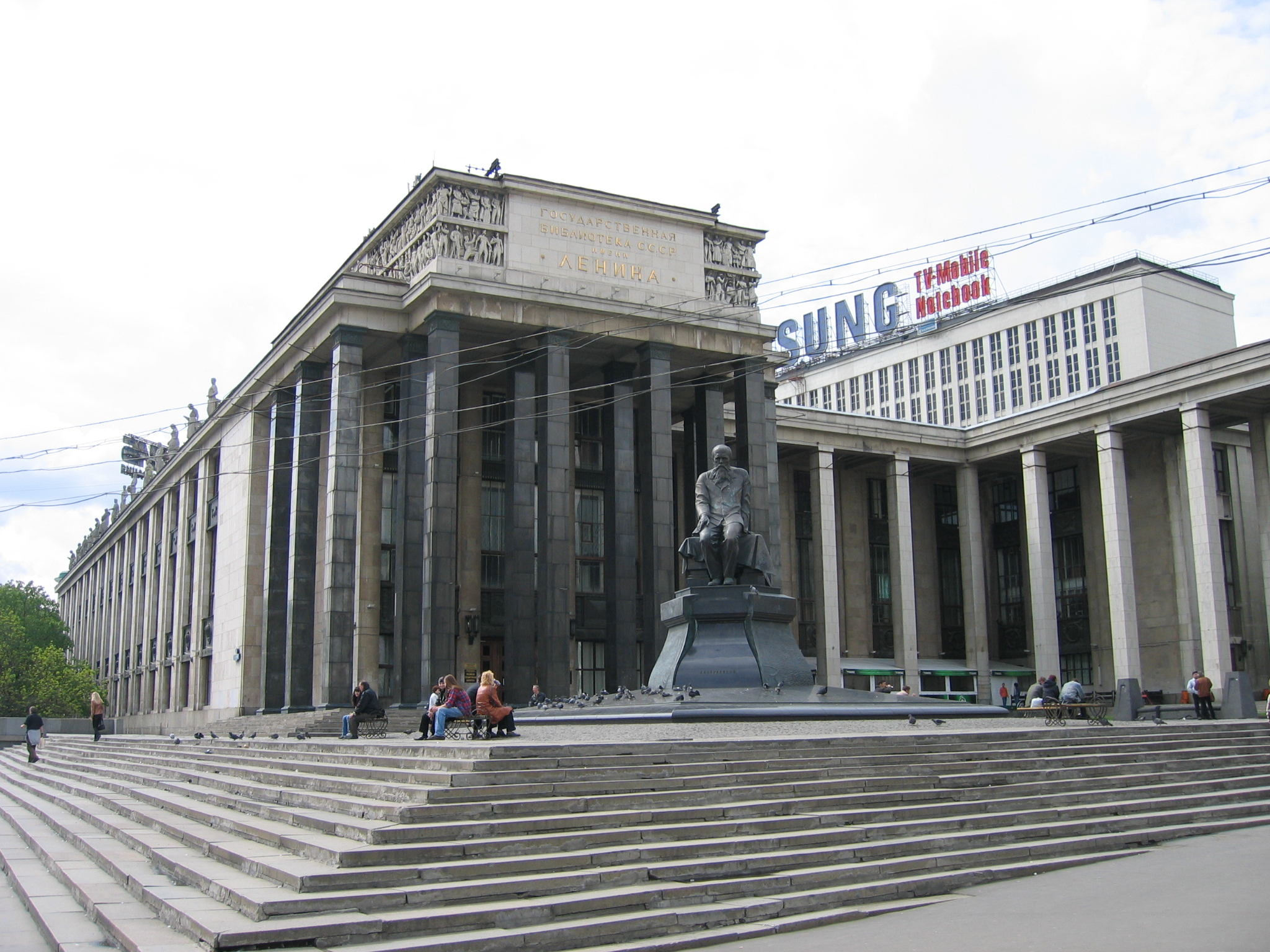
Новое здание Библиотеки СССР им. В. И. Ленина

В 1930-е продолжалось активное строительство городов и посёлков, требовалось реконструировать много старых городов. Новые задачи времени — сооружения для сельскохозяйственной выставки в Москве с павильонами для каждой союзной республики, канал им. Москвы, московский Метрополитен. Задачи обычного жилищного строительства сочетались с необходимостью возведения крупных архитектурных комплексов выставочного характера или транспортных сооружений, рассчитанных на огромные пассажиропотоки.
Стилевые тенденции располагались между двумя крайними точками — конструктивизмом и традиционализмом. Влияние конструктивизма ещё мощно ощущалось, вдобавок, завершались стройки зданий, начатых в этом стиле в 1920-е годы: Государственная библиотека СССР им. В. И. Ленина (1928-40, архитекторы — Владимир Щуко, Владимир Гельфрейх), театр в Ростове-на-Дону (1930-35, те же; взорван нацистами, позже восстановлен), здание комбината газеты «Правда» (1931—1935, Пантелеймон Голосов), ансамбль площади Дзержинского в Харькове со зданием Госпрома (Сергей Серафимов и Самуил Кравец). Эти искания продолжали некоторые архитекторы 1930-х годов: Аркадий Лангман построил Дом СТО (1933-36; совр. здание Государственной Думы в Охотном ряду). Лев Руднев и Владимир Мунц возвели здание академии им. Фрунзе — строгое в формах, расчленённое и величественное. Очень удачен созданный в 1936-38 гг. группой архитекторов Крымский мост.

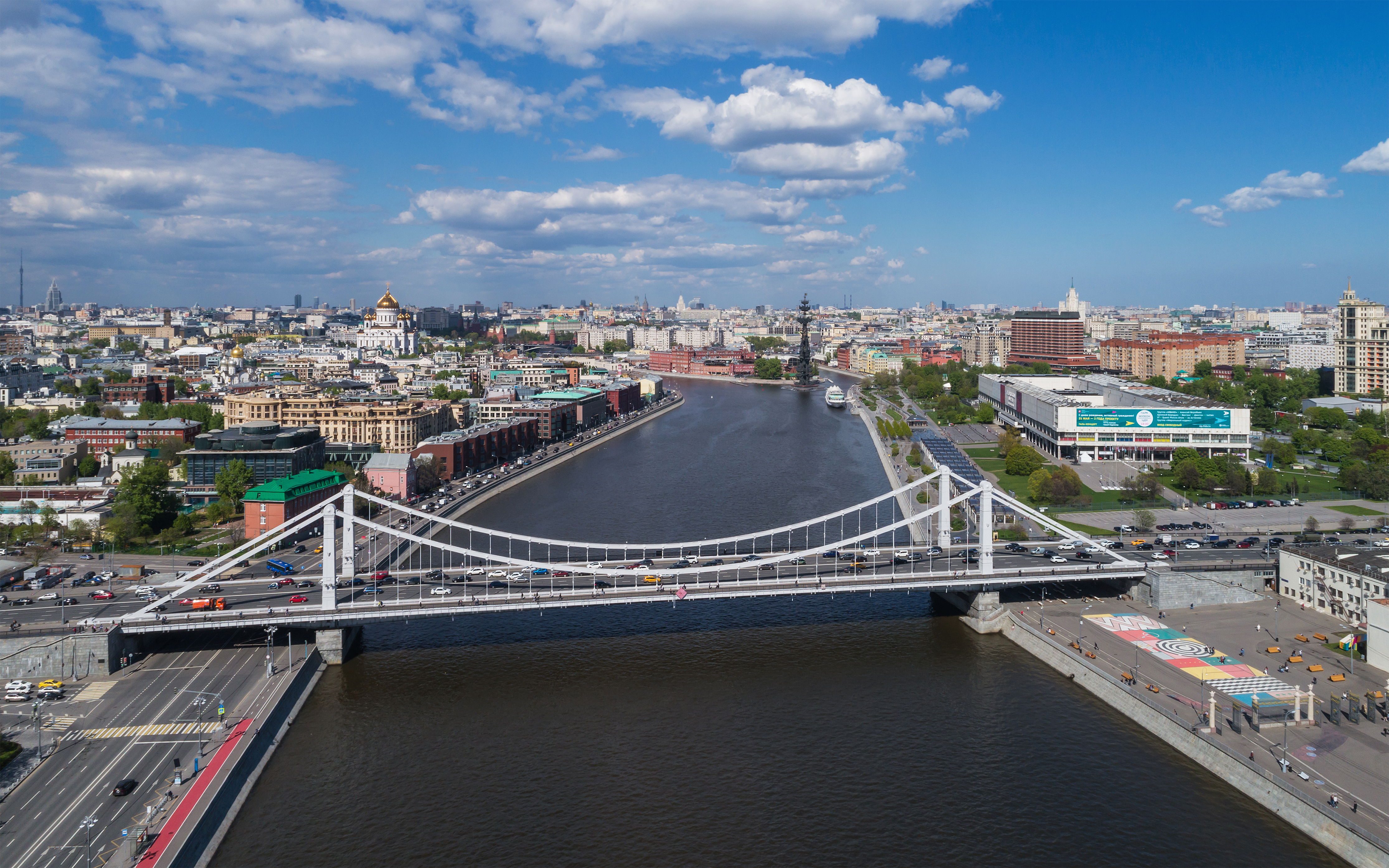
Крымский мост

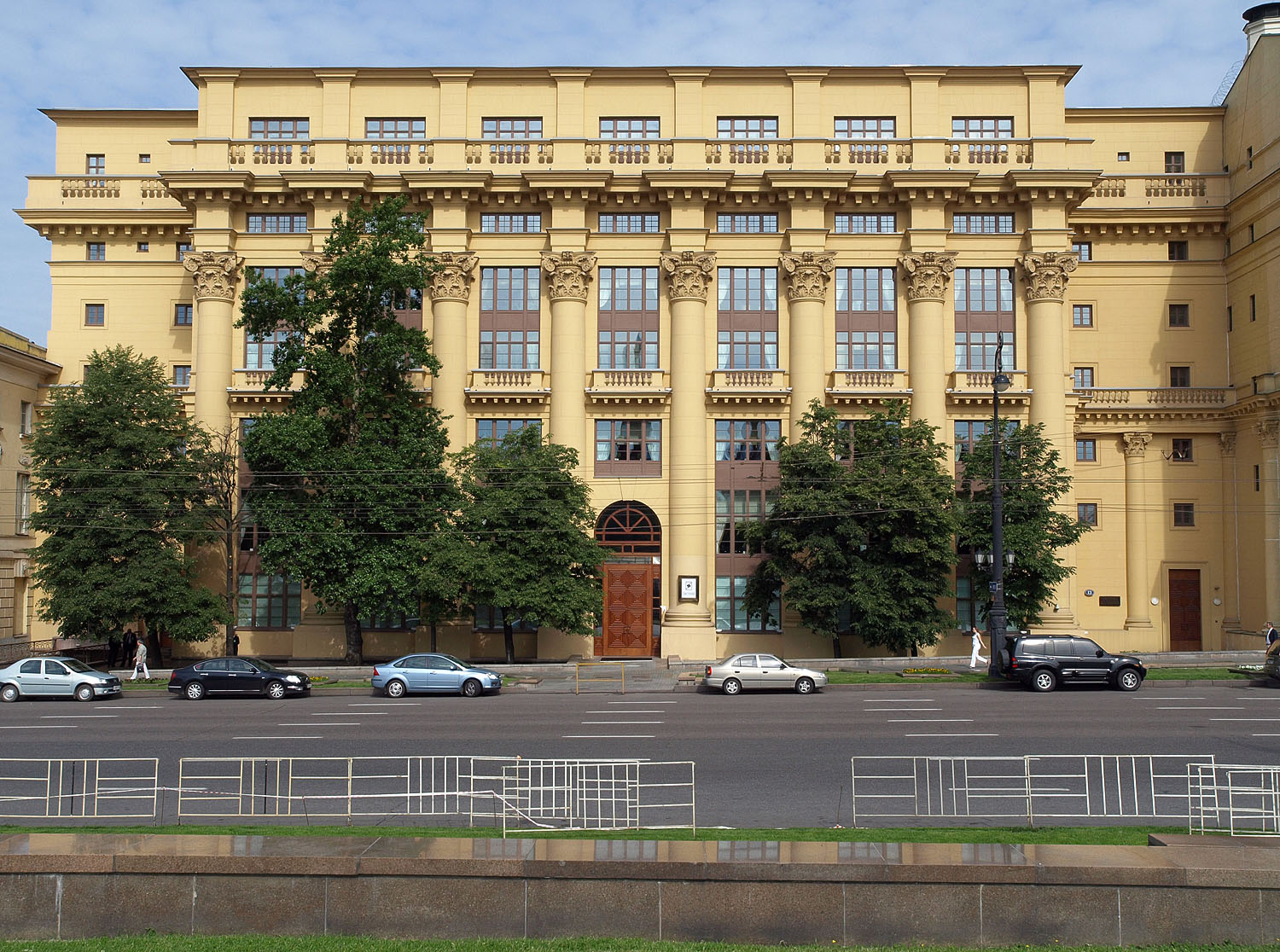
Дом на Моховой

Жолтовский же в эти годы возглавляет традиционалистическое направление, опираясь на свой дореволюционный опыт архитектора-неоклассициста. В 1934 г. он строит жилой дом на Моховой, прилагая к современному по планировке и конструкциям зданию — большой ордер, который не имеет конструктивного смысла. Вообще, в 1930-е годы колоннада становится излюбленным декоративным приёмом, подчас в ущерб внутренней конструкции и удобствам.
Ощущается тяготение к возрождению старых стилевых особенностей. Это заметно и в национальных школах, в частности — это проявилось при строительстве павильонов будущего ВДНХ. Архитекторы пытаются соединить старое и новое. Таково, например, здание дома правительства Грузинской ССР в Тбилиси (1933-38), архитекторы Илья Лежава и Виктор Кокорин: здесь аркада нижнего этажа, отсылающая к архитектуре старого Тифлиса, соединена с простой композицией здания. Александр Таманян создавал ансамбль центра Еревана, добавляя к традиционным чертам элементы стиля классицизм. Благодаря использованию розового туфа здания органично вписываются в окружающий пейзаж.

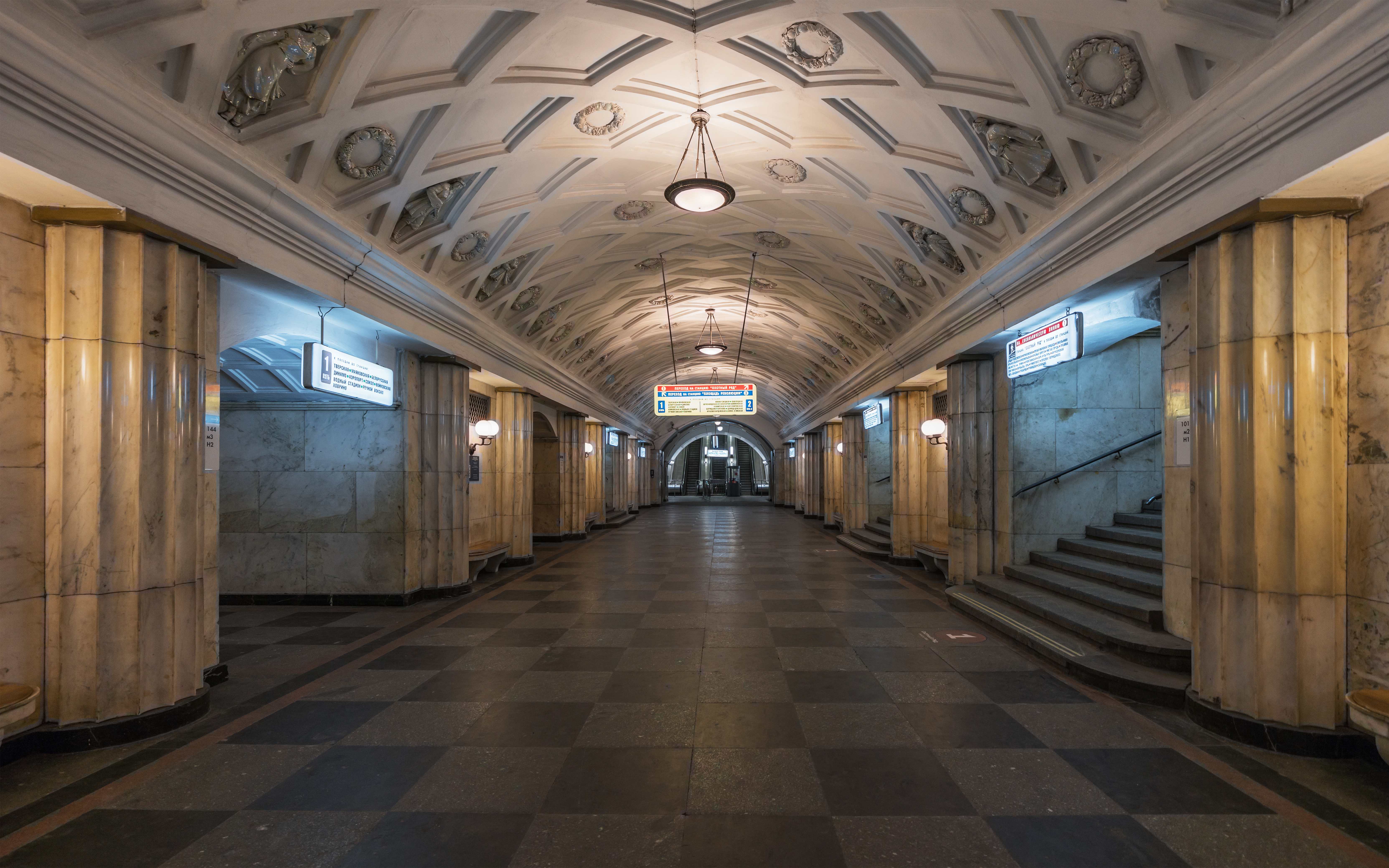
Театральная

Московский Метрополитен также создавался мастерами, находившимися под влиянием двух этих разных тенденций. Иван Фомин проектирует Красные Ворота (1935) и Театральную (1938, бывш. «Площадь Свердлова»), ориентируясь на классику, строгую и чёткую. Алексей Душкин создаёт Кропоткинскую (1935, бывш. «Дворец Советов») и Маяковскую (1938), стремясь к преодолению материала, облегчению конструкций, лёгкости, рациональности. Он использует для этого современный архитектурный стиль и новые материалы.
К концу десятилетия классицизирующие тенденции побеждают конструктивные. Архитектура приобретает оттенок парадной пышности. Начинается эпоха сталинского ампира. Те же тенденции во многом проявились и в других видах искусства, в особенности, в прикладном и декоративном творчестве.

### Искусство в годы Великой Отечественной войны

Плакат Кукрыниксов

Великая Отечественная война очевидно стала важнейшим фактором, повлиявшим на развитие искусства 1940-х годов. Советские художники и скульпторы, как и другие граждане, были активно привлечены к делу защиты страны, а по причине специфики своей профессии они (как и литераторы) оказались привлечёнными к агитационным задачам, определяемым правительством, которым в этот период отдавалась колоссальная роль.
Плакат Кукрыниксов «Беспощадно разгромим и уничтожим врага!» появился на следующий день после того, как Германия напала на СССР, нарушив договор о ненападении 1939 года. Художники работали во многих направлениях — выпускали политические плакаты для фронта и тыла (задача — вдохновлять людей на подвиг), на фронте сотрудничали во фронтовых газетах, различных редакциях (тут важна роль студии военных художников имени М. Грекова). Кроме того, они создавали произведения для выставок, «выполняя обычную для советского искусства роль общественного пропагандиста». В этот период было проведено две большие всесоюзные выставки — «Великая Отечественная война» и «Героический фронт и тыл», а в 1943 году была устроена выставка к 25-летию Советской Армии, где были представлены лучшие произведения о военных событиях. В союзных республиках прошло 12 республиканских выставок. Художники-блокадники Ленинграда также выполняли свою миссию: см. например созданный ими и регулярно выпускавшийся журнал «Блокадный карандаш».

#### Плакат
Плакат явился одним из самых важных жанров советского изобразительного искусства в период ВОВ.
Над ним трудились и старые мастера, сложившиеся в годы Гражданской войны (Д. Моор, В. Дени, М. Черемных), и мастера следующего поколения (И. Тоидзе, «Родина-мать зовёт!»; А. Кокорекин, «За Родину! (недоступная ссылка)» (1942); В. Иванов, «Пьём воду из родного Днепра, будем пить из Прута, Немана и Буга!» (1943); В. Корецкий, «Воин Красной Армии, спаси!» (1942).
Окна ТАСС, в которых сотрудничали Кукрыниксы и многие другие, были важным явлением.

#### Станковая графика
Графики-станковисты тоже создавали в этот период значительные произведения. Этому способствовала портативность их техники, что отличало их от живописцев с длительным периодом создания произведений. Обострилось восприятие окружающего, поэтому создавалось большое количество взволнованных, трогательных, лирических и драматических образов.
Многие художники-графики участвовали в военных действиях. Юрий Петров, автор «Испанского дневника», погиб на финском фронте. Во время ленинградской блокады погибли Иван Билибин, Павел Шиллинговский, Николай Тырса. Были убиты художники, ушедшие добровольцами на фронт — Никита Фаворский, Арон Кравцов, Михаил Гуревич.
Для станковой графики того периода стало особенностью серийность, когда цикл произведений выражал единую идею и тему. Большие серии начали возникать в 1941 году. Многие из них заканчивались после войны, соединяя настоящее и прошлое.
Леонид Сойфертис создаёт две серии рисунков: «Севастополь» и «Крым». Он был в Севастополе начиная с первых дней войны, уехав на фронт в качестве военного художника, и пробыл все годы войны на Черноморском флоте. Его бытовые зарисовки становятся частью военной эпопеи. Любопытен его лист «Не́когда!» (1941) — с матросом и уличными чистильщиками. Лист «Фотография для партдокумента» (1943) изображает матроса и фотографа, тренога которого стоит в воронке от бомбы.

Д. Шмаринов. «Мать»

Дементий Шмаринов создал серию рисунков «Не забудем, не простим!» (1942) углём и чёрной акварелью — с характерными трагическими ситуациями первого года войны. Из них наиболее известны «Мать» над телом убитого сына и «Возвращение» крестьянки на пепелище, а также «Казнь партизанки». Тут впервые появляется тема, которая потом станет для искусства военных лет традиционной — советский народ и его сопротивление агрессии, главный эмоциональный смысл серии — страдания народа, его гнев и героическая сила, «предрекающие» поражение фашистов.
Алексей Пахомов создал своего рода графическую сюиту «Ленинград в дни блокады», созданная им во время пребывания в городе. Начата в 1941 году, первые шесть листов показаны на выставке военных работ ленинградских художников в 1942, затем работал на ней после войны. В итоге серия составила три десятка крупных литографий, а сюжеты, помимо жизни горожан в дни блокады, включали этап освобождение, восстановление города, радости жизни. Из них можно перечислить «На Неву за водой», «Салют в честь прорыва блокады».
Помимо серий создавались и отдельные рисунки и гравюры: берлинские акварели Дейнеки «Берлин. Солнце» и «В день подписания декларации» (1945).

#### Живопись
Советские художники создали своего рода летопись Великой Отечественной войны. Содержание картин напрашивалось само собой — фашистская угроза, суровые будни войны, скорбь по погибшим, ненависть к врагу, затем радость победы, чувство причастности каждого к общему делу. «Образное раскрытие переживание советских людей в грозную годину превратилось позже в тематическую традицию советского искусства».
Особенно ценны картины, написанные непосредственно в годы войны под впечатлением от неё. Одно из первых подобных произведений такого рода — «Окраина Москвы. Ноябрь 1941 года» (1941) кисти Дейнеки. Особого сюжета нет, но художник даёт обобщённое фиксированное свидетельство необычного состояния города и собственно эпохи. Аркадий Пластов в первый период войны создал известную картину «Фашист пролетел» (1942).

А. Дейнека. «Оборона Севастополя»

Произведения, созданные за годы войны, различаются по мере растущего опыта восприятия событий художником, в зависимости от года их создания. Это очевидно при сравнении «Обороны Севастополя» (1942) Дейнеки с его более ранней картиной. Новое полотно — уже историческая эпопея. Летом 1944 года Дейнека создаёт полотно «Раздолье». Красота и пластика девушек — героинь картины, по словам академика В. П. Сысоева, «удваивает эстетическую притягательность» и служит для зрителя «источником радостного сопереживания», по его мнению картина отражает ощущение близкой победы над фашистской Германией.
Сергей Герасимов пишет «Мать партизана» (1943), отдавая дань развёрнутости действия. К этому же типу произведений, которые обобщают историческое представление о стойкости и героизме народа в борьбе относится ряд картин Пластова 1943—1945 годов, в частности «Жатва» (1945).
Константин Юон написал «Парад на Красной площади 7 ноября 1941 года» (1942), написав исторически достоверный образ парада, с которого войска шли на фронт. Павел Корин в 1942 году создаёт центральную часть триптиха «Александр Невский» (боковые части «Старинный сказ» и «Северная баллада» были написаны позднее), выражая в образе князя героическое начало, непреклонную энергию. Иногда обращение к историческим сюжетам опиралось на традиции Васнецова и Сурикова (историческую живопись XIX века) — например, Александр Бубнов пишет картину «Утро на Куликовом поле» (1943-47).
Даже пейзаж приобрёл патриотический характер — так его истолковывал, в частности, Николай Ромадин в серии картин «Волга — русская река» (1944). Различные формы проявления нашёл и портретный жанр. Художники писали героев войны, тружеников тыла, учёных, деятелей культуры, иногда обращались к автопортрету — чтобы передать сложные мысли и чувства свидетеля эпохи («Автопортрет» Кончаловского, 1943; «Автопортрет» Сарьяна, 1942).

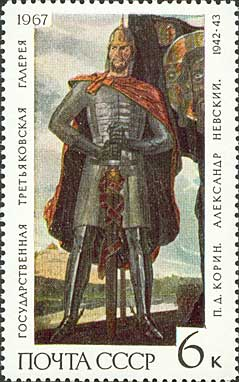
«Александр Невский» кисти Корина

#### Скульптура

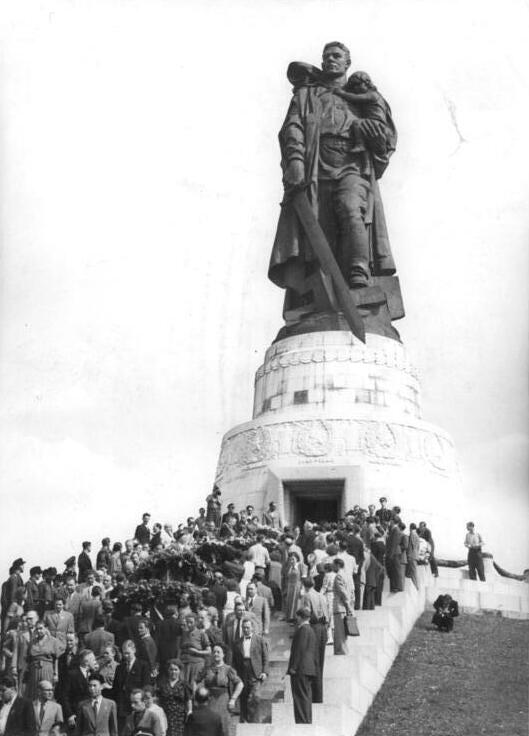
«Воин-освободитель» Евгения Вучетича, архитектор Белопольский

Война тоже стала основной темой этого жанра, хотя скульпторам намного труднее было работать в условиях фронта.
Наиболее распространённым жанром военной скульптуры был портрет. В нём обобщалось героическое, трудное время. Вера Мухина была самым активным мастером при создании портретной галереи героев военного времени. У неё выходили «труженики боёв», вызывающие симпатию отсутствием внешней патетики — («Б. А. Юсупов», 1942; «И. Л. Хижняк», 1942). Одно из самых сильных её произведений — обобщённый портрет «Партизанка» (1942). Николай Томский создаёт другой тип военно-героического портрета. Его скульптурная галерея Героев Советского Союза сочетает классическую героизацию с пристальной индивидуальной характеристикой (М. Г. Гареев, П. А. Покрышев, А. С. Смирнов, И. Д. Черняховский — 1945-48).
Яков Николадзе истолковывает тип военного портрета по-своему — его «Портрет К. Н. Леселидзе» выражает прежде всего индивидуальность модели, состояние, конкретное настроение. Евгений Вучетич также много работал в портретном жанре. «Он как бы заведомо выдвигает тип героя — победоносного полководца, а затем уже индивидуализирует его. В выражении величия героя — эффекты композиции бюста, его декоративное оформление — главное качество образов Вучётича». Примечателен его бюст Черняховского. Иван Першудчев занимает особое место в развитии портрета военного периода. Один из немногих скульпторов, которые работали непосредственно на фронте (с передвижной мастерской в грузовичке), он создавал особенно конкретные, достоверные портреты (М. В. Кантария, М. А. Егоров и проч).
Хотя в эти тяжёлые годы монументальных памятников не строили, проектирование продолжалось. В 1941 году прошёл конкурс на памятник генералу Панфилову (позже установлен в г. Фрунзе). Победили Аполлон Мануйлов, А. Могилевский и Ольга Мануйлова. Один из наиболее замечательных памятников — работа Вучетича, памятник генералу М. Г. Ефремову (г. Вязьма, установлен в 1946), являющийся 5-фигурной группой. В 1943-45 на мосту Ленинградского шоссе Москвы был поставлен скульптурный ансамбль «Торжество Победы» Томского — юноша и девушка, два бойца (см. Мост Победы).
В конце 1945 года по постановлению советского правительства началось возведение памятников в честь павших за освобождение Европы от фашизма. «Воин-освободитель» в Берлине Вучетича был открыт одним из первых.

Памятник Михаилу Ефремову в г. Вязьма
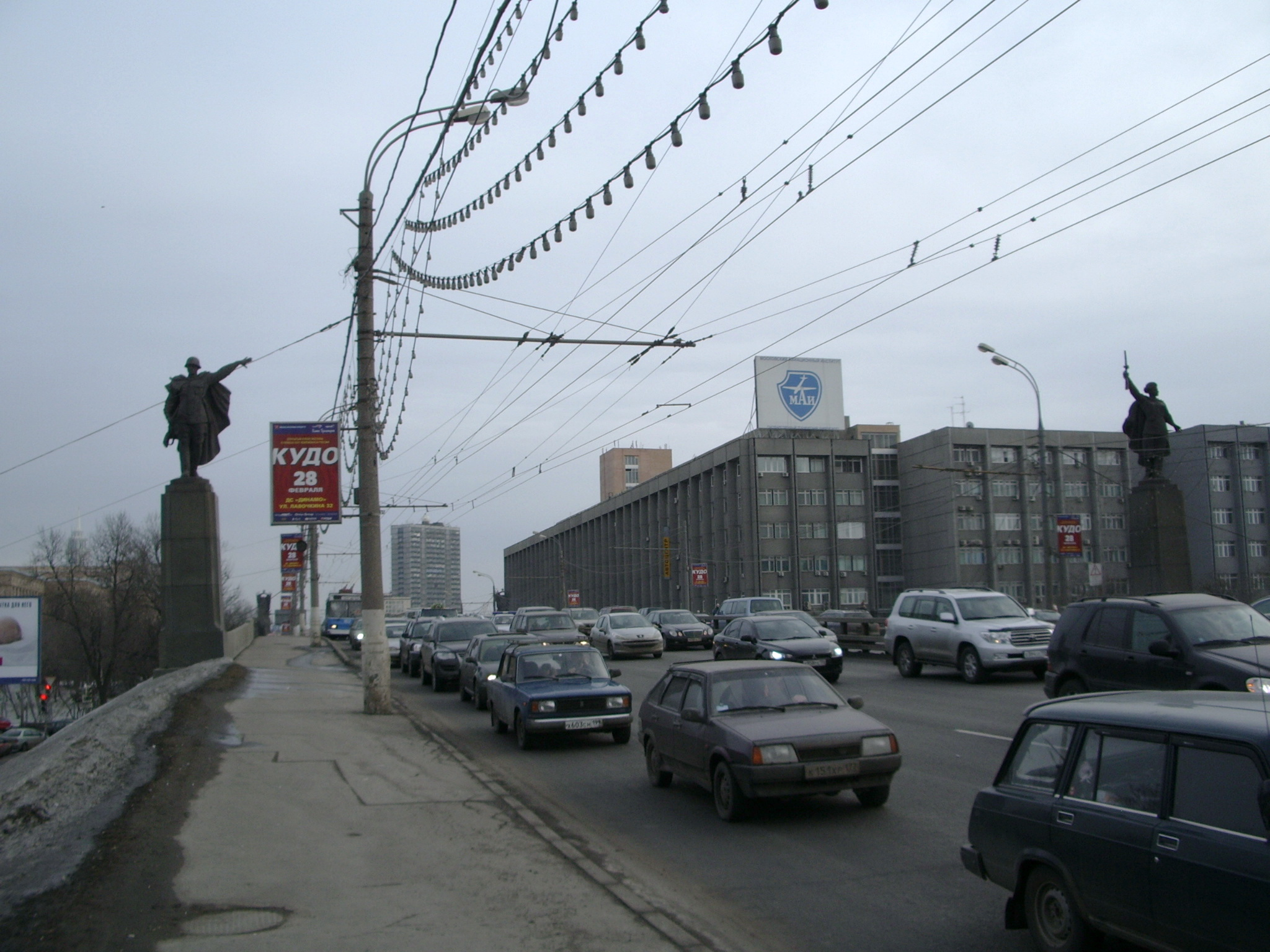
Мост Победы, Москва

#### Декоративно-прикладное искусство
Промыслы и художественная промышленность были подчинены нуждам военного времени. Военная тематика отразилась в форме сказочных битв в росписях Палеха и Мстёры. Исторические образы появились в мелкой пластике («Сусанин» у Сергея Евангулова). Ближе к концу войны распространились мотивы победы (Михаил Раков — «Салют Победы»). Усиливается интерес к эмблематике.

#### Архитектура
В этот период строили, конечно, мало, но проекты в области жилья и градостроительства продолжали создавать. В 1943 году для повышения качества архитектуры и строительства при восстановлении разрушенных войной городов и населённых пунктов СССР был организован Комитет по делам архитектуры. Перед ним стояла задача восстановления 70 тысяч населённых пунктов, от городов до деревень, разрушенных немцами. В 1943-44 гг. работы по восстановлению начались. Главными задачами были сначала Сталинград, Воронеж, Новгород, Киев, Смоленск, Калинин. Началось восстановление Днепрогэса. Создавались генеральные планы городов и республик СССР.
Происходит проектирование и создание памятников героям и жертвам войны. Весной 1942 года проходит один из первых конкурсов, затем — в 1943 году. В ГТГ проходит выставка архитектурных работ «Героический фронт и тыл».

### Искусство 1945—1961 годов
Этот период в советских учебниках истории искусства носил название «Искусство в период дальнейшего развития социалистического общества». В первые послевоенные годы быстро шло восстановление экономики, и главной темой искусства являлся пафос героического труда, а также воспевания Великой Победы.

#### Живопись
В живописи этих лет широкое распространение получил исторический, «историко-революционный» жанр.

В. А. Серов. «Ходоки у Ленина»

В 1950 году коллективом авторов (Борис Иогансон и находившиеся под его руководством Василий Соколов, Дмитрий Тегин, Наталья Файдыш-Крандиевская, Никита Чебаков) была создана масштабная картина «Выступление В. И. Ленина на III съезде комсомола» о выступлении в 1920 году в здании Ленкома. «В трактовке этого факта вновь проявилось присущее Иогансону ранее стремление к повествовательной режиссуре в изображении события. Зритель как бы присутствует при происходящем, он там, где кулисы; он охватывает своим взглядом всё пространство». Эта картина стала одной из эталонных. Владимир Серов, «наследник» Бродского, решал ленинскую тему по-другому. В 1950 им написана картина «Ходоки у Ленина» — историческое событие приобрело жанровый характер, оттенок натуралистичности, фотографичности.
Георгий Мелихов взял сюжет для своих картин из другой эпохи. Его «Молодой Тарас Шевченко у художника К. П. Брюллова» (1947) — картина традиционного плана, с тщательной проработкой, вниманием к историческим деталям, подбором колорита.
Патриотические чувства, рождённые Великой Отечественной войной, всколыхнули интерес к родной истории вообще. Эта война тоже превращалась в историческое явление. Благодаря этому исторический и бытовой жанр сближались. Такова, например, картина Юрия Непринцева «Отдых после боя» (1951) о Василии Тёркине. Борис Неменский продолжает тему, начатую им во время войны («Мать», 1945) полотнами в той же тональности. В 1965 году он написал «Сёстры наши» (1956), воссоздающий эпизод войны. Одним из самых значительных произведений послевоенного времени на сюжет войны считалась картина «Возвращение» Владимира Костецкого (1947). В том же году появилась нашумевшая картина «Письмо с фронта» Александра Лактионова. Её осуждали за инсценировку, фигуры называли «искусственно поставленными в нужных местах и позах». Однако «популярность картины говорила о жажде конкретного, трогательно-духовного, которую испытывали люди, только что пережившие войну».
Тема «мирного труда», мирной жизни, также пользовалась особым вниманием. «Они импонировали восприятию зрителя проявлением особой, „вневоенной“ красоты окружающего — человека, природы, предметов и т. д.» Радостная полнота жизни без войны, «радостный труд», благодаря которому человек чувствовал себя особенно молодым и счастливым, выражалась в произведениях живописи. Такова, например, картина «Хлеб» кисти Татьяны Яблонской (1949): «энергичная по манере живопись выявляет приподнято поэтическое состояние людей, работающих на колхозном току». В том же русле — другие картины художницы конца 1940-х — начала 1950-х гг. («Весна. На бульваре», 1950, «Утро», 1954). Тему спорта развивает в своих полотнах Александр Дейнека («Эстафета», 1947).
Пластов опять является заметной фигурой в живописи этого периода — внимание зрителей и специалистов привлекла картины «Сенокос» (1945), «Первый снег» (1946) и «На колхозном току» (1949), где, по словам советского историка искусства, «сцена молотьбы своей светностью и по-пластовски особо интенсивной живописностью убедительно выражает полнокровность, наполненность трудового ритма, слаженность людей в труде, их духовное единство в нерасторжимой связи каждого и всех с землёй, как бы породившей их». Аналогичное настроение — в его картине «Ужин тракториста» (1951). Чуть позже, в 1954 году, Пластов пишет «одну из наиболее ярких и этапных произведений советской живописи» — «Весна»: здесь изображён открытый предбанник деревенской «чёрной» бани, где обнажённая девушка одевает девочку.
Чуйков был близок Пластову по принципам творчества. В эти годы он переживает высший этап своего творчества. Он писал картины, посвящённые жизни людей Киргизии и её природе — «Утро» (1947), «Дочь Советской Киргизии» (1948), «Дочь чабана» (1948—1956). Он использует простую схему — фигура на фоне пейзажа, яркие тона, тонкие цветовые переходы, лепка объёмов с помощью цветовой градации и светотени.
Оганес Зардарян в своём творчестве этого периода раскрылся в интересном ракурсе. Его картина «Строители Севангэса» (1947) передаёт героику труда, созидательный пафос. Автор использует яркий цвет в качестве активного участника формирования образа.

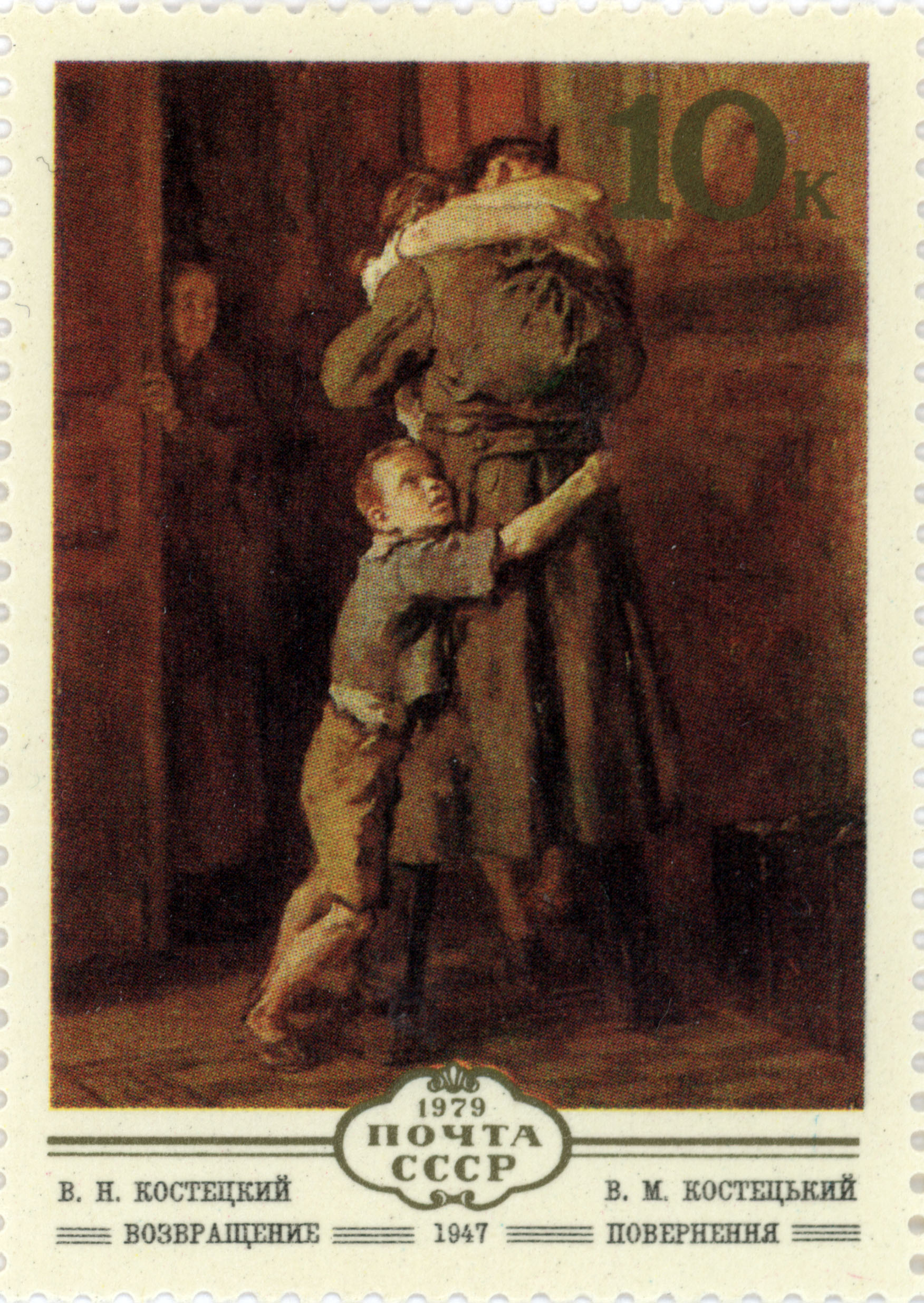
Картина «Возвращение» кисти Костецкого.
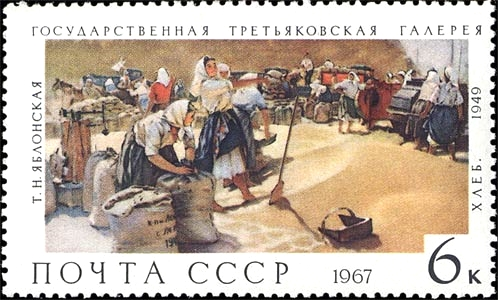
Картина «Хлеб» кисти Яблонской.
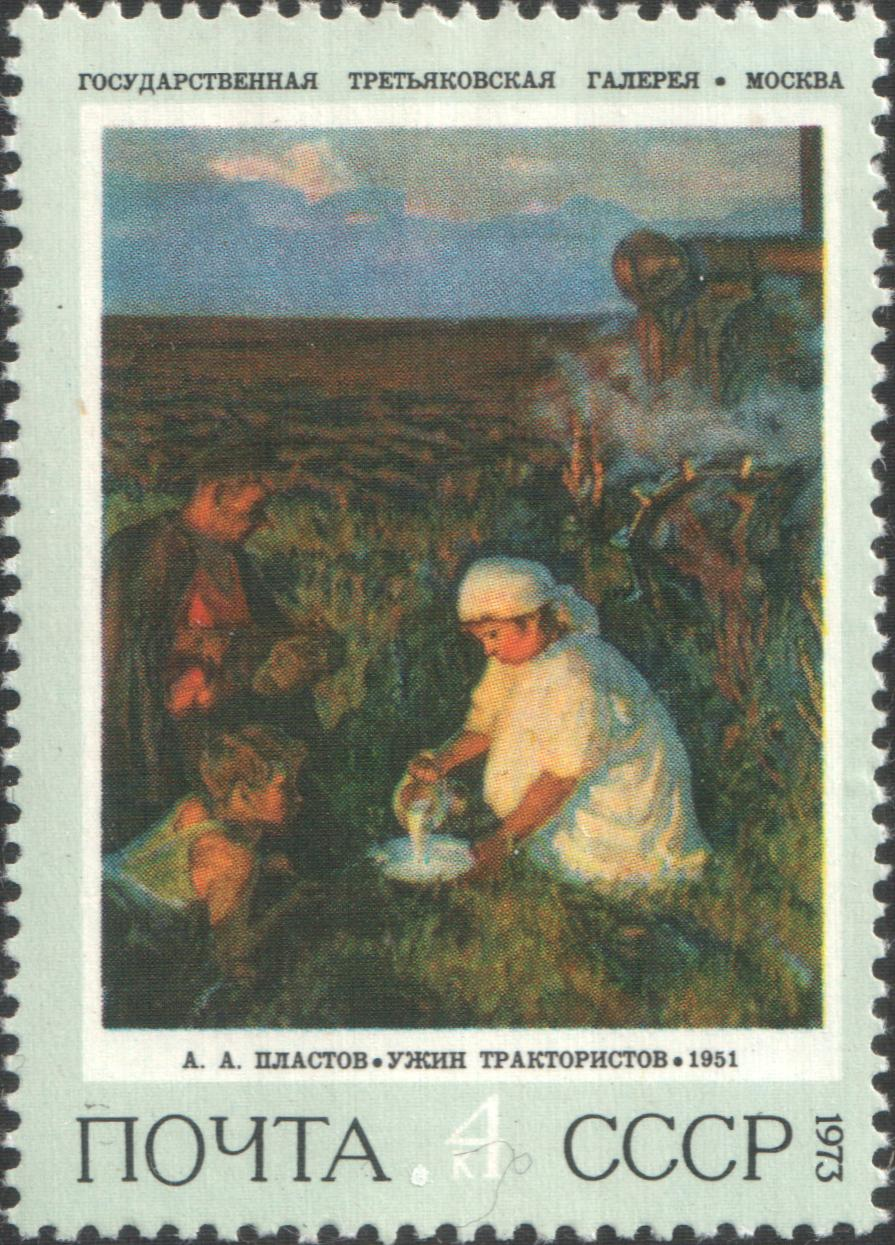
Картина «Ужин трактористов» кисти Пластова.
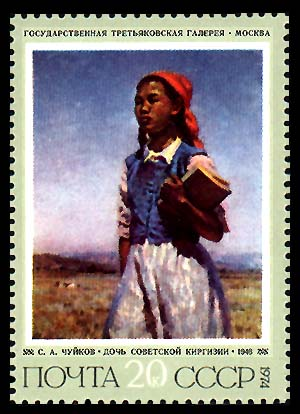
Картина «Дочь Советской Киргизии» кисти Чуйкова.
Картина «Весна» кисти Зардаряна.

Вклад в развитие живописи послевоенных лет внесли прибалтийские художники, в частности, латышские — Эдуард Калныньш («Новые паруса», 1945) и Янич Осис («Латышские рыбаки», 1956). Здесь изображён рыбацкий труд, фигурные сцены в пейзажи — картины отличаются сдержанностью, оттенком суровости (характерные черты и для дальнейшей латвийской живописи).
«Мирное создание как главное содержание жизни советского общества, особенно отчётливо выявившееся на рубеже войны и мира, явилось и новым толчком в развитии пейзажного жанра. Широко распространённая во время войны трактовка образа природы как фона для многообразных фронтовых сюжетов уступает место изображению природы, проникнутому радостью и гармонией». Пейзаж лирического направления получил новые импульсы в своём развитии. Так, Сергей Герасимов писал подмосковные пейзажи, небольшие по размеру, скромные, но убедительные и конкретные в характеристике среднерусской природы, лиричные и личностные в выражении настроения времени («Зима», 1959; «Пейзаж с рекой», 1959; «Весна», 1954). При этом в лирический образ природы непременно вторгаются элементы эпические, которые своеобразно выявляют в лирическом строе идею патриотизма. Творчество пейзажиста старшего поколения Василия Мешкова показательно — «Сказ об Урале» (1949), «Кама», «Просторы Камы» (1950). В своих картинах он охватывает широкие просторы, подчёркивает величавую суровость природы. Ту же тягу к монументализму обнаруживает Сарьян («Колхоз села Кариндж в горах Туманяна», 1952). Николай Ромадин также представитель этого лирико-эпического направления пейзажа.
Георгий Нисский работает над пейзажем в ином плане. Как и в 1930-40-е, он осваивает новую динамику, новый «тип» природы, преображённой энергией, трудом современного человека. Главные мотивы его картин — железнодорожные пути, линии автострад и высоковольтных передач, самолёты, вид земли с неба, морские порты, яхты, водохранилища. В большинстве его пейзажей основой композиции является движение, быстрое и активное, развивающееся в решительных монументальных ритмах; применяются неожиданные острые ракурсы, причудливые развороты пространства, сопоставления больших цветовых плоскостей (обычно по принципу контраста). Цветовая гамма — сдержанная, холодноватая, серо-стальная с яркими цветовыми акцентами. Из ярких работ этого периода — «Белорусский пейзаж» (1947). Также см. картину «Подмосковье» (1957).
Павел Корин в этот период продолжает выступать как яркий портретист. Он создаёт портреты людей творческого труда: «Коненков» (1947), «Сарьян» (1956), «Кукрыниксы» (1957). Человеческие характеристики здесь выходят скупые, но всегда точные, острые; живопись остаётся лаконичной и суровой, чётко выровнен силуэт фигуры, подобрана особая цветовая гамма, подчёркнут жест.
Успехи художников круга Пластова, Корина, Чуйкова, Герасимова говорят о том, что основную роль в развитии живописи послевоенных лет играли мастера поколения, сформировавшегося в предшествующие годы. Бытовой жанр был в центре внимания украинского художника Сергея Григорьева. Ряд его картин посвящены детям: «На собрании», «Приём в комсомол» (1949), «Вратарь» (1949), «Обсуждение двойки» (1950). Интерес зрителей и дискуссии специалистов вызвала картина «Вернулся» (1954).

#### Графика

Б. Пророков. «Разгон демонстрации» (Из цикла «Вот она Америка!»)

В графике же особо заметен вклад мастеров, ставших известными в военные и послевоенные годы.
Борис Пророков, инвалид войны, выступал как художник-сатирик, проникнутый пафосом обличения. Типична его серия станковых рисунков «Вот она, Америка» (1947-9) на сюжеты американских стихов Маяковского. Здесь заметны — укрупнение силуэта главных героев («Жена Тома», «Том» и др.), чёрно-белые контрастные сопоставления, обобщённый рисунок, монументальных характер, эмоциональная взволнованность автора. Публицистична его серия «За мир» (1950), каждый лист которой («Танки Трумэна на дно!», «Свобода по-американски» и др.) отличаются образной выразительностью. В 1958 г. он создал серию «Это не должно повториться» — особой монументальностью отличается лист «Мать» (молодая женщина с винтовкой, кормящая ребёнка).
Сатирическая графика послевоенного времени — один из наиболее массовых и «боевых» видов советского изобразительного искусства. Активно работали мастера политической карикатуры на международные темы, которые работали для «Правды» и других центральных газет. Так, Кукрыниксы создали ряд значительных сатирических произведений — «Уолл-стрижка» (1948), «У постели больного» (1948), «Донна Франко» (1949). Точность характеристик, умелый отбор атрибутов — основные художественные средства этих карикатуристов. Леонид Сойфертис и Виталий Горяев также успешно работают в области политической сатиры — динамичность, острота, эскизность, лёгкий штрих.
Иллюстраторы часто продолжают традиции 1930-х годов. Художники, выдвинувшиеся перед войной — главные носители этих традиций: Кибрик, Шмаринов, Кукрыниксы. Так, Евгений Кибрик создал иллюстрации к «Тарасу Бульбе» (1945), сочетал романтические и эпические тенденции. Чаще всего он избирает форму крупнофигурной композиции, давая героям убедительные психологические характеристики. Дементий Шмаринов в 1950-е годы берётся за «Войну и мир», сохраняя как прежде портретный принцип иллюстрирования. Кукрыниксы также широко работают на иллюстрацию — «Дама с собачкой» (1941-8), акварели к «Фоме Гордееву» (1949), проявляя умение видеть прекрасное, духовный мир, но не теряя обличительности. Давид Дубинский в 1948-50 иллюстрировал повести Гайдара «Р. В. С.» и «Чук и Гек», позже «Поединок» Куприна (1959-60) — ему характерна мягкость, лиричность, тонкость психологических характеристик, мягкая графическая манера. Последний период творчества Фаворского также падает на эти годы: он продолжает работать в технике работы по дереву, создавая циклы («Слово о Полку Игоревом», 1950; «Маленькие трагедии», 1961), соединяя классически ясный язык гравёра с чувством исторического и пониманием произведения.

#### Скульптура
В послевоенные годы в скульптуре усиливаются монументальные тенденции. Этому способствовало издание постановления правительства о сооружении памятников-бюстов дважды Героев Советского Союза и дважды Героев Социалистического Труда для последующей установки их на родине. Скульптурный монумент и памятник-монумент как жанр стали чрезвычайно востребованными.

Н. Томский. Памятник Черняховскому

Николай Томский на основе созданных им же ранее памятников-бюстов создаёт монументы генералов Апанасенко (Белград, 1949) и Черняховского (Вильнюс, 1950 — перевезён в Воронеж). В них скульптор сочетает меру конкретного сходства с обобщённой лепкой, гармонией скульптуры и архитектурного постамента, чёткостью и выразительностью постамента. Евгений Вучётич продолжает работать над бюстами героев и памятниками. Один из первых он начинает создавать портреты героев труда («Узбекский колхозник Низарали Ниязов», 1948), сохраняя опыт работы над военным портретом, добиваясь парадности, прибегая к эффектной композиции. Юозас Микенас создал выразительный Памятник 1200 гвардейцам в Калининграде (1946) — две устремлённые вперёд фигуры с чётким динамическим силуэтом, памятник выражает дух победы.
Кроме памятников героям войны и мемориалов в 1950-х годах устанавливались памятники историческим персонажам и деятелям культуры. В 1953 году по проекту Сергея Орлова был поставлен Памятник Юрию Долгорукому; в 1958 году — памятник Маяковскому скульптора Кибальникова. Михаил Аникушин создал памятник Пушкину (1957), изобразив поэта в характерной позе чтеца; его же ваял Александр Матвеев (1948-60), хотя работа осталась незаконченной, но глубина проникновения в характер, передача сложного состояния делает эту работу одним из лучших произведений послевоенных лет.
В 1940-50-х продолжают плодотворно работать скульпторы старшего поколения, включая Мухину. Её наиболее удачное монументальное произведение этих лет — памятник Чайковскому у Консерватории, над которым она работала начиная с 1945 года. Также она участвовала в завершении памятника Горькому в Москве, начатому Шадром — сохранив решение Шадра она внесла в проект и своё отношение: свободу пластики, мощь скульптурных форм, сгармонизированных точным конструктивным расчётом.
После 23-летнего перерыва, в 1945 году, на родину вернулся скульптор Сергей Коненков. Его программной работой стал «Освобождённый человек» (1947): разорвавший цепи Самсон, в победном жесте вскинувший руки. «В образе освобождённого гиганта скульптор воплотил свою радость и гордость за народ, одержавший победу над фашизмом». В 1949 году он создаёт «Портрет старейшего колхозника деревни Караковичи И. В. Зуева» — своего односельчанина и друга детства. Скульптор много сделал для развития портрета 1940-50-х годов, внёс в решение портрета «остро ощутимое пластическое многообразие, великолепное чувство материала, высокую культуру и чуткость в восприятии личности современника». Одна из лучших работ Коненкова — «Автопортрет» (1954). В 1957 году он первым среди советских скульпторов получил Ленинскую премию.

#### Архитектура

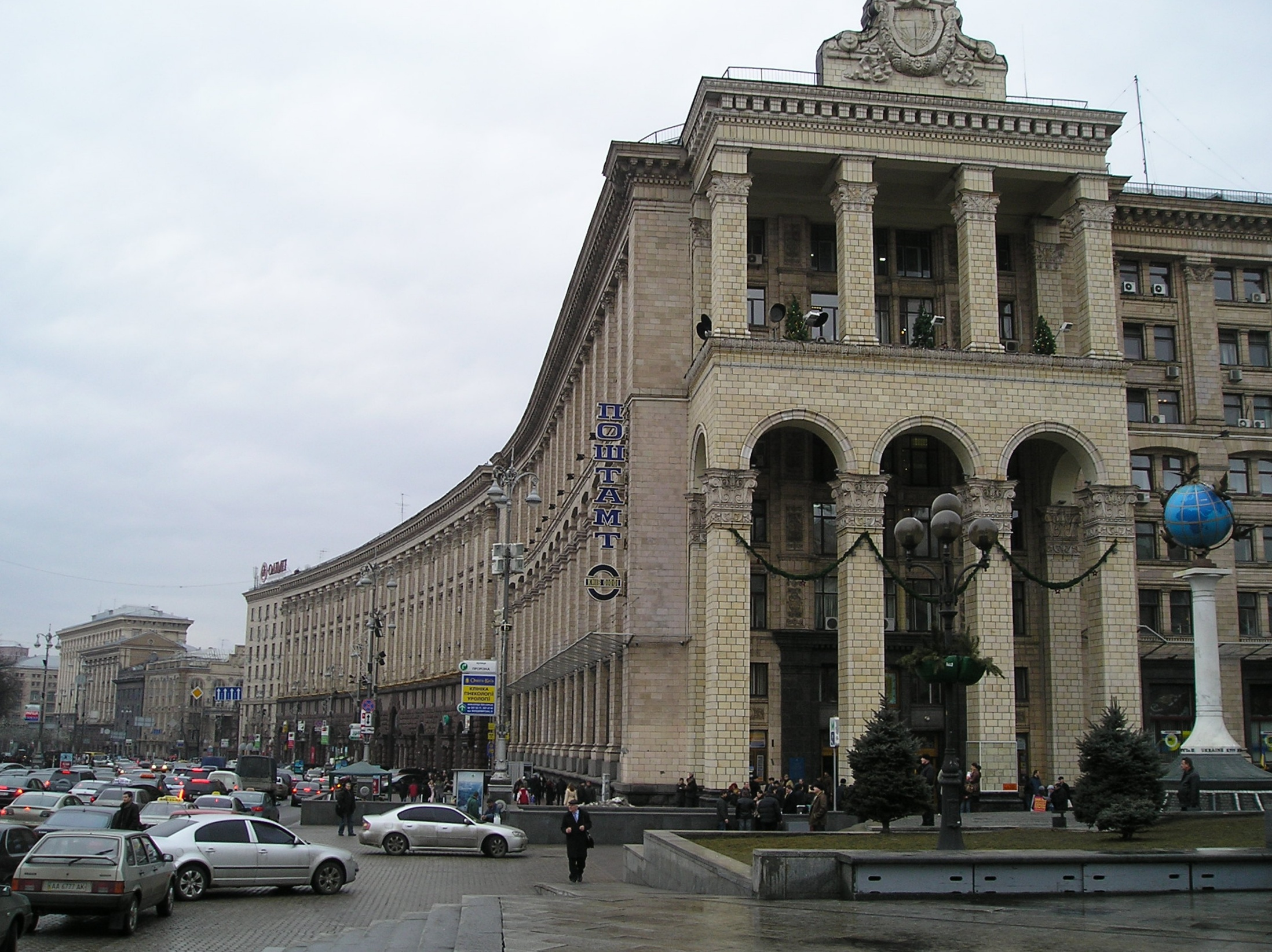
Крещатик

В первый послевоенный период особой интенсивностью характеризуется работа архитектора. Они активно занимались восстановлением разрушенных зданий, параллельно создавая новые. Восстанавливая города, архитекторы старались исправлять их старые недостатки. Таким образом был перестроен Крещатик — центральная улица Киева. Восстановлением украинской столицы занимались не только местные, но и московские и ленинградские архитекторы. В 1949 году был предложен проект восстановления магистрали Крещатика, который изменил его планировку, хотя и отдавал «дань поверхностному декоратизму» (Александр Власов, Анатолий Добровольский, Виктор Елизаров, А. Захаров, Александр Малиновский, Борис Приймак).

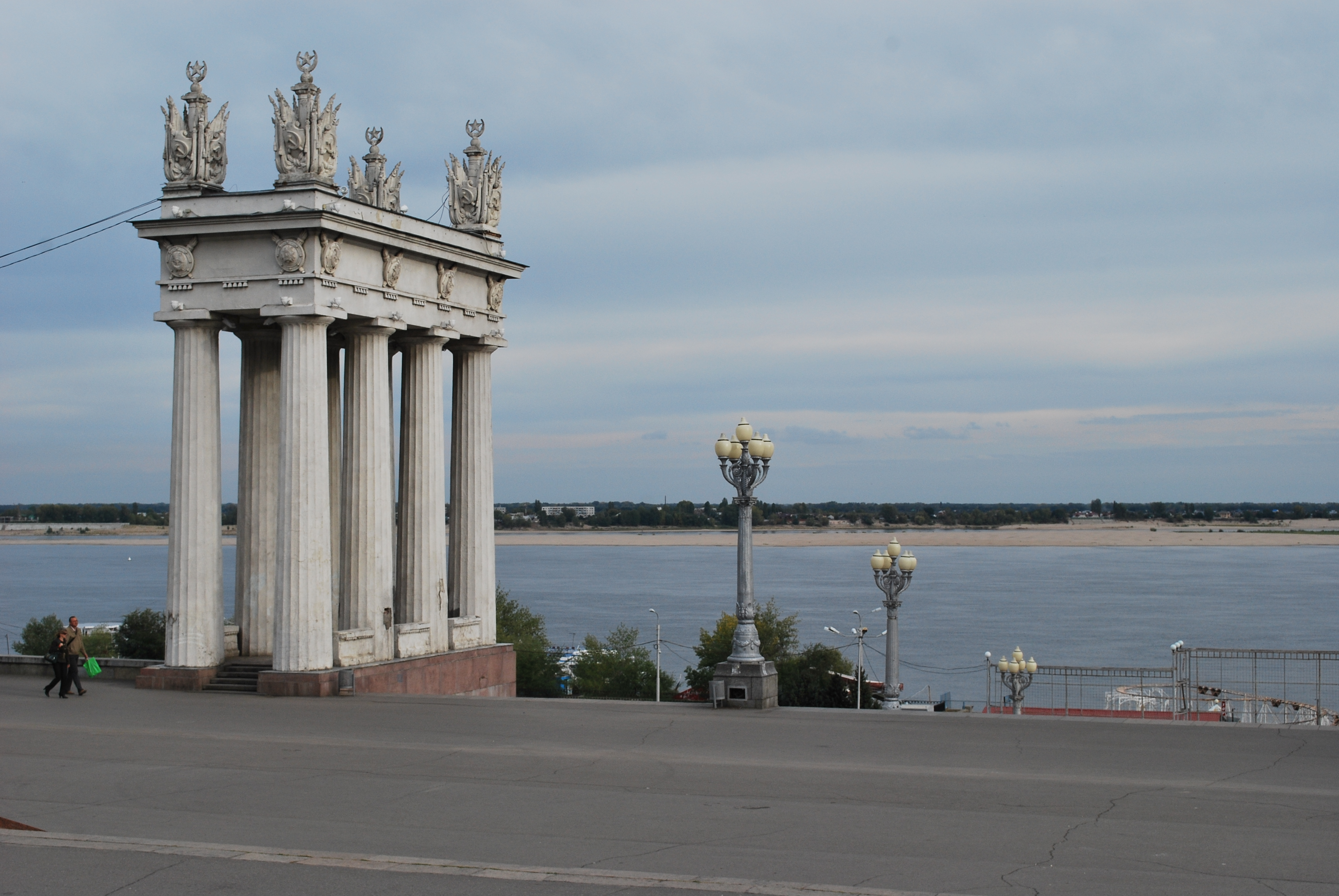
Пропилеи на центральной набережной Волгограда.

Колоссальное внимание было уделено новому генеральному плану стёртого с лица земли Сталинграда (Волгограда). Цельная архитектурно-эстетическая идея была предложена советскими архитекторами Алабяном и Симбирцевым. В план города был введён центральный ансамбль — площадь Борьбы, аллея Героев, пропилеи с гигантской лестницей к Волге. В определённую систему объединили промышленные районы. «В новых чертах возрождённого города-героя выразился смысл народного подвига».

Минск. Центральный почтамт

Минску также требовалось обновить центр города в районе площади Ленина и Ленинского проспекта (современные площадь и проспект Независимости). Главную улицу спланировали по принципу проспекта с равновысотными домами (архитекторы Михаил Парусников, Михаил Барщ, Михаил Осмоловский, Владимир Король, Геннадий Баданов). Старую и новую часть города объединили круглой площадью с обелиском в память героев Великой Отечественной войны. Новгород восстанавливала бригада архитекторов под руководством Щусева. Главная черта плана восстановления города — слияние новой застройки с древнерусскими шедеврами.

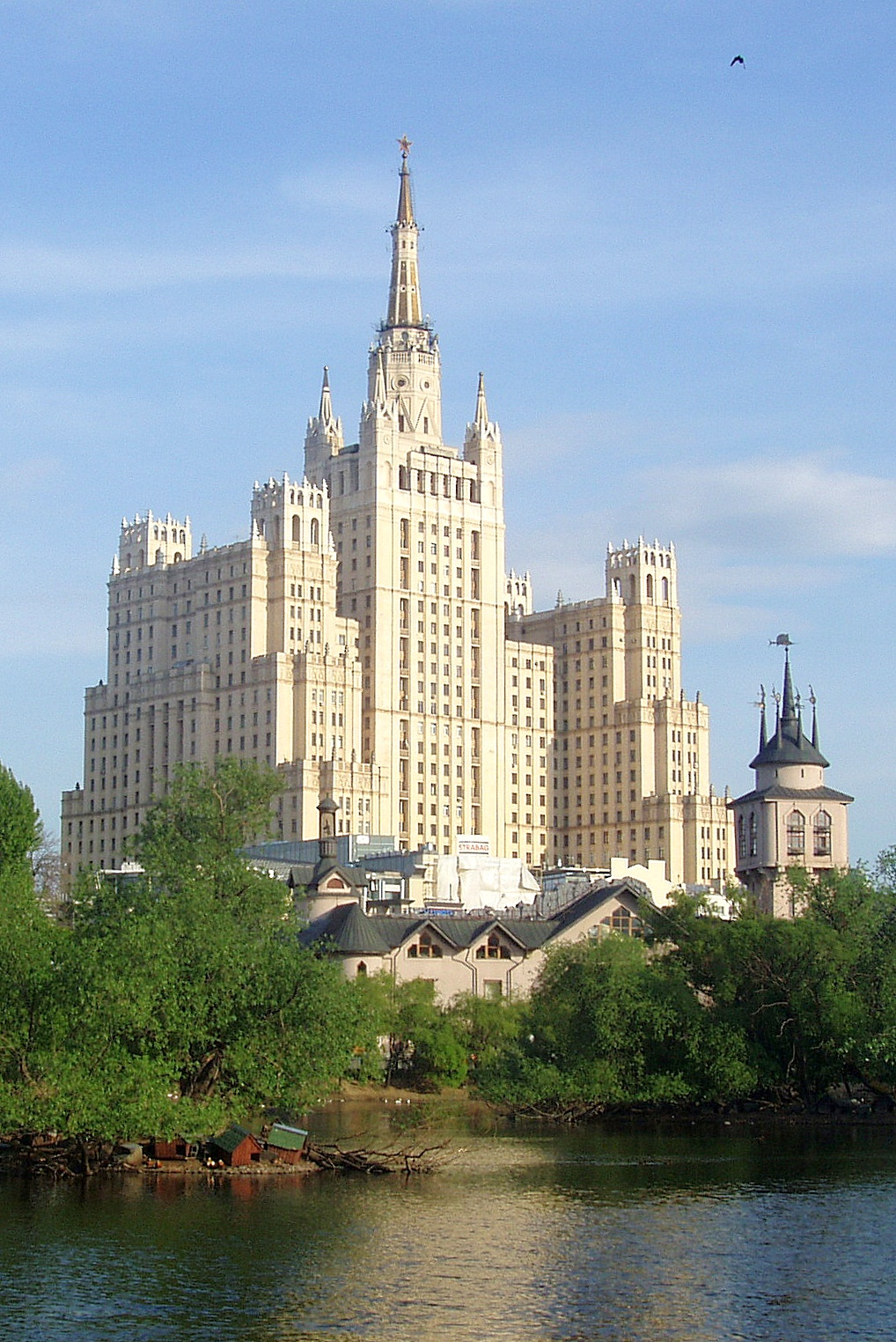
Жилой дом на Кудринской площади

Как писали советские критики 1970-х годов: «в сложном процессе выработки архитектуры восстановления городов, в целом безусловно положительном, назревала тем не менее опасность некоторой мании грандиозности, „принявшей эстафету“ от черт гигантомании, свойственной ряду произведений довоенной архитектуры. Получила развитие и тенденция к излишнему декоративизму, квалифицированному позднее как украшательство». Такими гигантами оказались московские высотки, самой удачной из которых признавали здание МГУ (1949—1953 гг., архитекторы Борис Иофан (смещён с должности главного архитектора), Лев Руднев, Сергей Чернышёв, Павел Абросимов, Александр Хряков, В. Н. Насонов. Скульптурное оформление фасадов — работы мастерской Мухиной).
Одной из главных проблем оставалась проблема обычного жилья, усугублённая разрушениями войны. В эти годы начинается развёртывание массового жилищного строительства. Однако сначала строительство развивается как малоэтажное — из-за отсутствия необходимой производственно-технической базы. Начинаются эксперименты с поквартальной застройкой Москвы (район Песчаных улиц, архитекторы Зиновий Розенфельд, В. Сергеев). Позже этот опыт был использован в других городах. Многоэтажное строительство началось в Челябинске, Перми, Куйбышеве. Начинают появляться кварталы, застраиваемые домами из крупных бетонных блоков, внедряются индустриальные методы строительства, которые удешевляют. Однако усугублялись и отрицательные тенденции: в их число входит отделка фасада с незавершённостью дворов и внутриквартальных пространств. Последующая эпоха активно осуждала «фасадный» принцип стиля — обильное применение колоннад, лепнины, украшательство. Конец этому роскошному стилю положило постановление ЦК КПСС и Совета Министров СССР «Об устранении излишеств в проектировании и строительстве» (4 ноября 1955). На смену сталинскому ампиру после кончины вождя пришла функциональная типовая советская архитектура, которая с теми или иными изменениями просуществовала до конца существования советского государства.

#### Итог
На рубеже 1950-60-х годов в советском искусстве обозначились новые тенденции, которые будут развиваться в последующее десятилетие. Происходит заметная активизация художественной жизни страны. В 1957 году в Москве проходит Первый Всесоюзный съезд художников, который подытожил достижения и наметил дальнейший ход развития. Оживляется выставочная деятельность: самой важной оказалась ретроспективная выставка московских художников «30 лет МОССХ» (Москва, 1962-63).

### Искусство 1960—1980-х годов
Этот период в советских учебниках истории искусства носил название «Искусство в условиях развитого социализма».
Начало 1960-х годов характеризуется новыми идейно-творческими тенденциями. Эти тенденции развивали и утверждали художники, которые впервые выступили на 1950-60-х годах. Основной пафос этого искусства в переломный период — стремление освободиться от штампов в подходе к современности, желание покончить с парадностью, помпезным изображением действительности, показать непосредственный контакт с реальностью вместо умозрительного иллюстрирования. Художники желали активно переживать искусство, а не создавать повествование о событии. Эти авторы переживали «обычное», «повседневное» в романтическом аспекте, создавали обобщённый и приподнятый образ повседневности. Им была свойственна прямая, публицистическая, «ораторская» обращённость к зрителю, которого призывали вместе с художником оценивать явления и события жизни «ответственно и граждански».
Новым принципам художественного и гражданского мировосприятия соответствовали и новые профессиональные поиски. Каждый из видов искусства искал метод углублённой разработки специфики выразительности, свойственной данному жанру. Авторы старались увеличить пластическую активность формы ради эмоционально-смысловой идейно-образной наполненности, динамичности и лапидарности художественного языка.
Новое стилистическое движение в искусстве, формируясь, искало опору в прежних традициях, в особенности — в советском искусстве 1920-х годов (ОСТ с его экспрессивной динамичностью; школа графики Фаворского с его конструктивной мощью и выразительностью; пластика А. Т. Матвеева с его образной экспрессией и архитектоничностью). В этих традициях искусство нового этапа находило язык, который был способен адекватно выразить пафос своего времени — правдивый анализ жизни, её наполненность, гражданственность и так далее. Из этого вытекала стилевая общность, которая в этот период была характерна для художников, на первый взгляд, самого разного творческого склада.
У ОСТа новый стиль унаследовал принцип «уплощённого» решения пространства, когда на первый план выдвигались подчёркнуто силуэтные изображения, контрастирующие с фоном. Такое композиционное пространство незавершённо и фрагментировано, это диктует образу качество всеобщности, когда изображение смыкается со всем миром. Таким образом герои произведения своей жизнью становятся причастными судьбам всех людей. Черты всеобщности выражаются и через определённый подход к цветовому решению — вместо тональной системы колорита, который соответствовал задачам иллюзорно-пространственного метода изображения, приходит плоскостно-декоративный строй. Силуэтные плоскости целиком покрываются локальным цветом с одинаковой интенсивностью.
В начале 1960-х годов эти перемены равно характерны для искусства всех национальных республик и областей. Национальные школы имели общие гражданские и творческие устремления. «В творчестве художников всех республик новое движение утверждало принцип образной интерпретации действительности: бескомпромиссность, суровая нелицеприятность, подчёркнутый драматизм в подходе к жизненным явлениям» — что позднее получит наименование суровый стиль.

#### Живопись

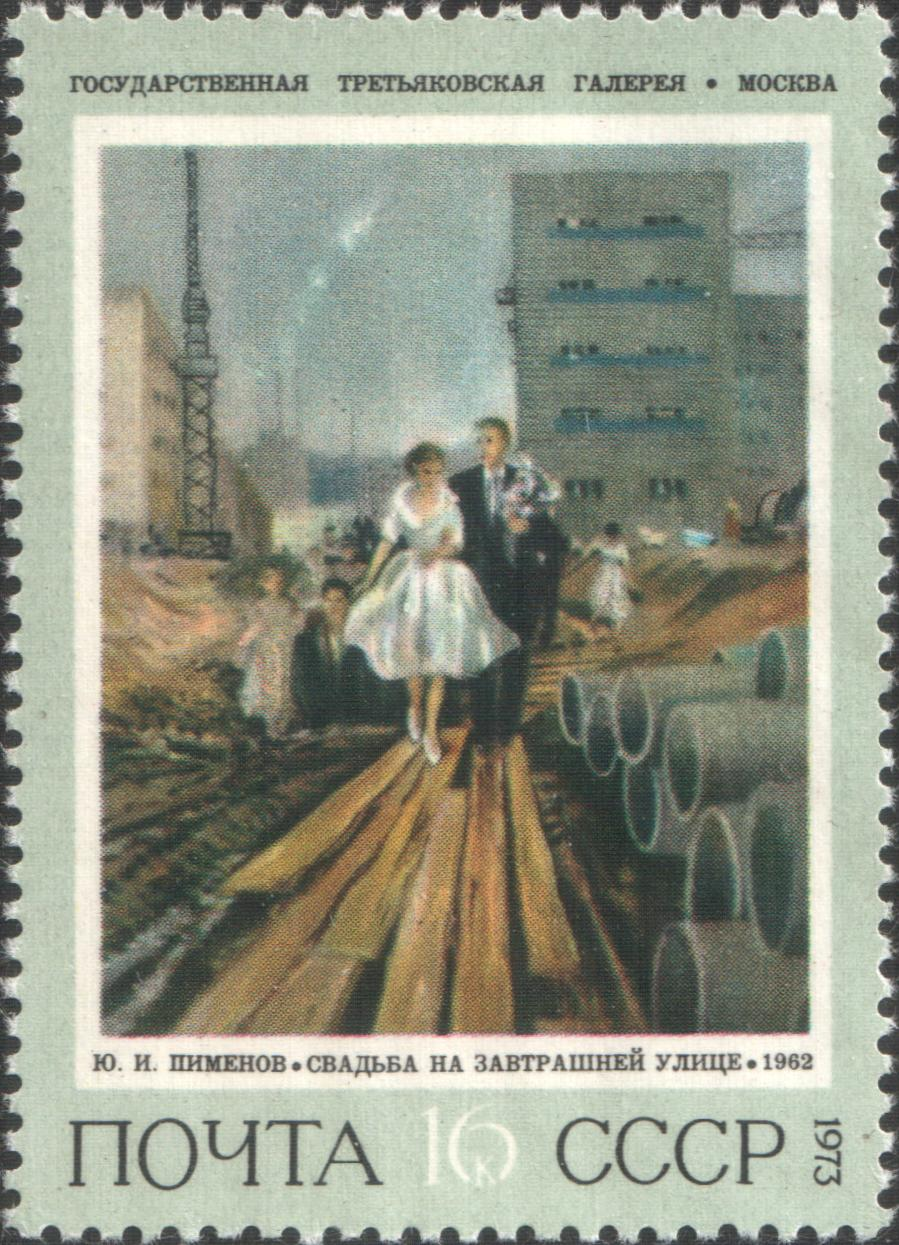
Ю. Пименов. «Свадьба на завтрашней улице»

В советской живописи помимо сурового стиля были и другие направления. Многие художники молодого поколения предпочитали следовать другим традициям, тяготея к живописному импрессионизму и непосредственному восприятию натуры.
Продолжали работать и старшие мастера, которые сложились в предшествующие годы играли немалую роль в 1960-70-х годах. Юрий Пименов, бывший член ОСТа в этот период раскрылся как художник-жанрист. Популярность получила его «Свадьба на завтрашней улице» (1962). Дмитрий Мочальский написал ряд жанровых работ, запечатлевших жизнь молодёжи на целине. Николай Ромадин продолжал работать в жанре лирического пейзажа; Семён Чуйков в своих вещах тяготел к большей монументальности; также творили Пластов, Сарьян, Корин, Кузнецов, не изменяя прежним принципам.

##### Суровый стиль
Однако художники нового поколения, сурового стиля, наиболее последовательно отразили смысл перемен, происшедших в живописи. Наиболее заметными из художников этого круга были братья Смолины — Александр и Пётр. Их совместные работы демонстрируют суровый романтизм характера, причём данная индивидуальная черта сливается с общей тенденцией искусства того времени к монументализации жизненных впечатлений. Их полотно «Полярники» (1961) в этом отношении весьма характерно. «Истинный героизм полярников, романтический характер их профессии участвуют в произведении в качестве его глубокого смыслового подтекста. Сюжет же, по первому впечатлению, демонстративно противостоит привычному представлению о том и о другом. Полярники изображены в состоянии предельной усталости после долгой и изнуряющей работы в бесконечную полярную ночь. Однако по мере „вглядывания“ в картину всё в большей мере ощущается значительность, необычность этих людей, ведущих героическую жизнь в труднейших условиях, причём этот героизм — их профессиональная повседневность». Свою картину «Стачка» (1964) они посвятили историко-революционной тематике. «Новым здесь является оттенок легендарности, сообщающей давно ушедшему в прошлое событию современную остроту. Изображение характеризуется отвлечённостью, внеконкретностью. Поэтому люди здесь воспринимаются как все пролетарии перед первым общим шагом в историю. В картине „Стачка“ и некоторых более поздних полотнах братьев Смолиных проявились поэтико-метафорические тенденции, ставшие вскоре новым образным открытием для всего советского искусства».
Павел Никонов — ещё один видный мастер направления. В своём творчестве он придерживался проблематики сурового стиля, одновременно сочетая «мужественное, суровое восприятие действительности с лирическим, индивидуально-психологическим характером повествования». Одно из первых популярных полотен художника — «Наши будни» (1960). Это рабочие будни, изображение усталых рабочих, но при этом «истинную значительность и монументальность смысла обычных будней грандиозного строительства» автор выявляет художественными средствами — острыми, резкими пересекающимися ритмами, контрастами силуэтов, сдержанным колоритом. В его же картине «Геологи» (1962) по выражению советского критика, «декларативная агитационность сменяется пафосом глубокой духовной созерцательности». Здесь изображены люди, только что спасшиеся от смерти, ещё не вышедшие из состояния «подведения итогов». Художник изменил систему изобразительных средств — исчезла ритмическая резкость, силуэтные контрасты, колорит становится насыщенным и гармоничным, но образы при этом своей героической значимости не теряют. Его «Штаб Октября» (1965) по своему образно-эмоциональному характеру близок к «Стачке» Смолиных.

Виктор Попков. «Строители Братска»

Из этих примеров видно, что исторический жанр привлекает мастеров нового поколения. Современное звучание ему придал одним из первых Гелий Коржев — автор триптиха «Коммунисты» (1957-60), цикла «Опалённые войной». Черты его работ — приближённые к зрителю крупномасштабные фигуры, обнажённые заострённые чувства, драматические отношения, последовательность и искренность авторской позиции.
Николай Андронов — ещё один представитель этого поколения. В своих ранних произведениях он следует традициям «Бубнового валета», в особенности раннего Петра Кончаловского. Пример этого периода — «Плотогоны» (1959-61): композиционно подчёркнутая композиция моста, чёткие резкие силуэты, контрасты планов, напряжённая гармония дополнительных цветов — всё это способствует выражению героического в повседневном.
Виктор Попков пришёл в советскую живопись в конце 1950-х годов. Он выделялся даже среди художников своего специфического круга гражданственной, творческой активностью. Его творчество отличается вечным беспокойством, отсутствием благополучия, самоудовлетворённости. Самым значительным этапом в его творчестве стали середина и конец 1960-х годов. В 1960 написана его известная «Строители Братска». Теме единения людей в труде посвящена картина «Бригада отдыхает» (1965), идее любви — «Двое» (1966), «Лето. Июль» (1969), «Мой день» (1968). Значительной серией в творчестве Попкова стал цикл, посвящённый вдовам-солдаткам: триптих «Ой, как всех мужей побрали на войну» («Воспоминания», «Одна», «Северная песня», 1966-68), написанный экспрессивно.
Виктор Иванов посвятил своё творчество советской деревне военных и послевоенных лет. В 1960-е годы он создаёт цикл «Русские женщины», соединив лирическое отношение к миру с чёткой, ясной композицией. Вообще, обращение Попкова и Иванова к деревенской теме не случайно: многие живописцы 1960-70-х годов любили деревенскую жизнь за естественность и простую красоту. Особенно это актуально для художников, испытавших влияние С. Герасимова и Пластова — Владимир Гаврилов, Владимир Стожаров, братья Ткачёвы — Сергей и Алексей. Эти мастера влияние сурового стиля не испытывали и предпочитали этюды с натуры (что, в частности характерно для одной из их лучших картин — «Детвора», 1960).
Суровый стиль получал у разных художников свою окраску. Например, немолодой уже Евсей Моисеенко достигает выразительность изображения путём деформации, экспрессии, рваного ритма. А Дмитрий Жилинский обращается к Ренессансу, к классике русской живописи, например, Александру Иванову, при этом ориентируясь и на своего учителя Павла Корина. Его «У моря. Семья» (1964) — программное произведение, соединяющее строгость и уравновешенность композиции с экспрессивной интенсивностью цветов. Картина Жилинского «Воскресный день» (1973) изображает сообщество выдающихся деятелей искусства и науки живших в так называемом Красном Доме и их друзей. Его же «Под старой яблоней» (1967) показывает пример единства конкретного и вневременного, бытового и символического. Широкую известность получила картина художника «Гимнасты СССР» (1964—1965).

##### Республики
Для национальных республиканских школ 1950-60-х годы стали основополагающим периодом для развития. Широкую известность приобрёл азербайджанец Таир Салахов. Он пишет индустриальный Азербайджан с драматизмом в качестве образной доминанты («Резервуарный парк», 1959) с резкими контрастами. В «Ремонтниках» (1963) Салахов выражает принципы «сурового стиля», героизма повседневного труда. «Портрет композитора Кара Караева» (1960) — изображает человека умственного труда, уравнивая его с героическим физическим трудом. Другой азербайджанец — Тогрул Нариманбеков пишет эмоциональные, экспрессивные вещи на основе дополнительных цветов.
Туркмен Иззат Клычев достигает синтеза изобразительных и декоративных начал («Коровницы», 1972). Грузинские художники сочетают современное художественное мышление и национальную культурную традицию. Тенгиз Мирзашвили обращается к традициям древнегрузинской фрески, отличается философичностью и эпической аскетичностью образа; пишет на крестьянские темы. Радиш Тордия также отличается философичностью, а также особой музыкальностью («Игра в мяч», 1966)
Белорусская школа выделяется особым пафосом. Драматический пафос партизанщины заставляет искусство республики развиваться под знаком острой напряжённости образов, что вызвало ориентацию на традиции экспрессионизма. Михаил Савицкий особенно характерен. Его «Партизанская мадонна», 1967 — одна из первых попыток в советской живописи передать образ войны средствами метафоры. Далее он углубляет внутреннюю содержательность образов («Зерно», 1975). Май Данциг обращается к обобщённым публицистическим образам («Белоруссия — мать партизанская», 1967), создавая эпически-монументальные образы.
Украинская художница Татьяна Яблонская, ранее приверженная импрессионизму, обратилась к народным традициям — лубку, игрушке, вывеске. Её картины «Утро» (1954) и «Лето» (1967) проникнуты наивным удивлением красотой мира.
Молдавский художник Михаил Греку пишет самобытные вещи, например, триптих «История одной жизни» (1967) — эпический и одновременно лирический.
Латвийские художники также были интересны: Индулис Заринь («Латышские стрелки», «Солдаты революции»), Эдгар Илтнер («Мужья возвращаются», «Хозяева земли»), Гунар Митревиц («Латгальские партизаны»), Борис Берзинь («Хлеб и солнце»). Им свойственны элементы монументального обобщения, плоскостно-декоративной системы живописи.
Эстонские живописцы отличаются интеллектуальностью, духовной сложностью. Наиболее интересен Олев Субби — он гармонически сочетает человека и украшающую среду, в его работах границы пространств и предметов теряют свою определённость («Осенний интерьер», 1968; «Обнажённая на фоне пейзажа», 1968). Э. Пылдросс пишет образные сложные портреты («Портрет В. Гросса», 1972) и картины на тему космичности жизни («Студенты», 1975).
Литовский художник Аугустинас Савицкас пишет о коллизиях жизни: на тему фашизма — «В сожжённом фашистами селе. Над павшими», 1965), современного человека (триптих «Вильнюс», 1965), оперируя экспрессивной выразительностью. Это качество характерно для всей литовской живописи — Винцентас Гечас («1919 год. Рождение Жемайтийского полка», 1972), Сильвестрас Джяукштас («Гибель активиста», 1969; «Колхозные закрома», 1975). Есть в литовской живописи и лирические тенденции — в творчестве Антанаса Гудайтиса, писавшего пейзажи и портреты.
Армянин Минас Аветисян писал тематические картины, пейзажи, портреты и натюрморты, отличаясь глубоким цветом, грандиозных пластах красочных плоскостей. Саркис Мурадян сильнее приобщён к современной ему неореалистической школе.
Казахские мастера Сабур Мамбеев и Абылхан Кастеев писали степные сцены с юртами, стадами и пастухами, портреты своих современников, колоритные пейзажи.
В общем, рядом с национальной спецификой школы выступает индивидуальное своеобразие плюс общие принципы социалистического искусства.

#### Монументальная живопись
Эти же тенденции монументализации образа, которые прослеживаются в живописи этих двадцати лет, воплощаются и в монументальной живописи. Данный жанр в этот период широко распространился — благодаря развитию строительства и возможностям самой монументальной живописи.
Художники возрождали все возможные варианты монументальной живописи, а также вводили в обиход новые возможности. Им было интересно соединить живопись с архитектурой, выявляя сущность зданий.

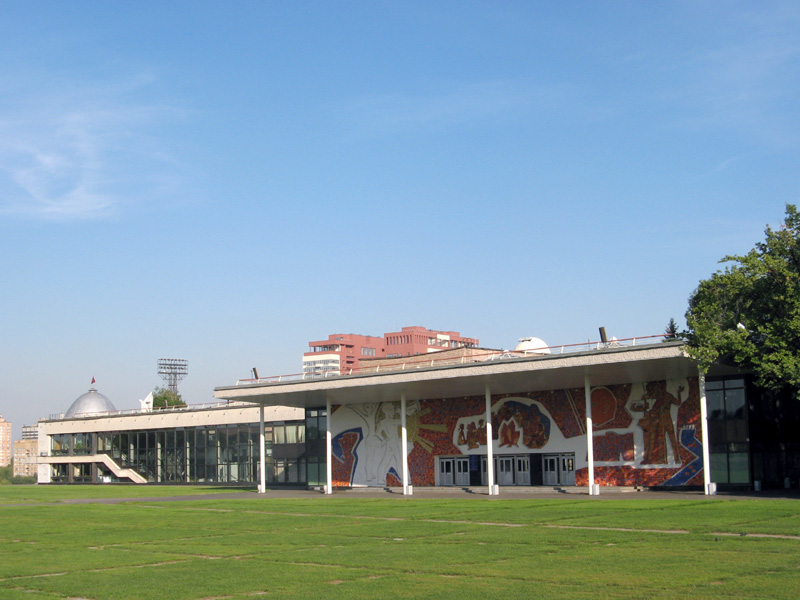
Дворец пионеров

Дворец пионеров на Воробьёвых горах (1959—1963) — одна из первых построек нового типа, оформление которых было поручено группе московских художников и скульпторов. Комплекс включает самые разнообразные элементы монументальной живописи и скульптуры — панно на торцах больших корпусов, росписи стен в фойе театров, рельефы на фасадах, скульптурные указатели, рельефы на решётках. Всё это объединено единым стилем — лапидарным, условным, тяготеющим к знаковому выражению, к символике, эмблематике, преодолевающим описательность.

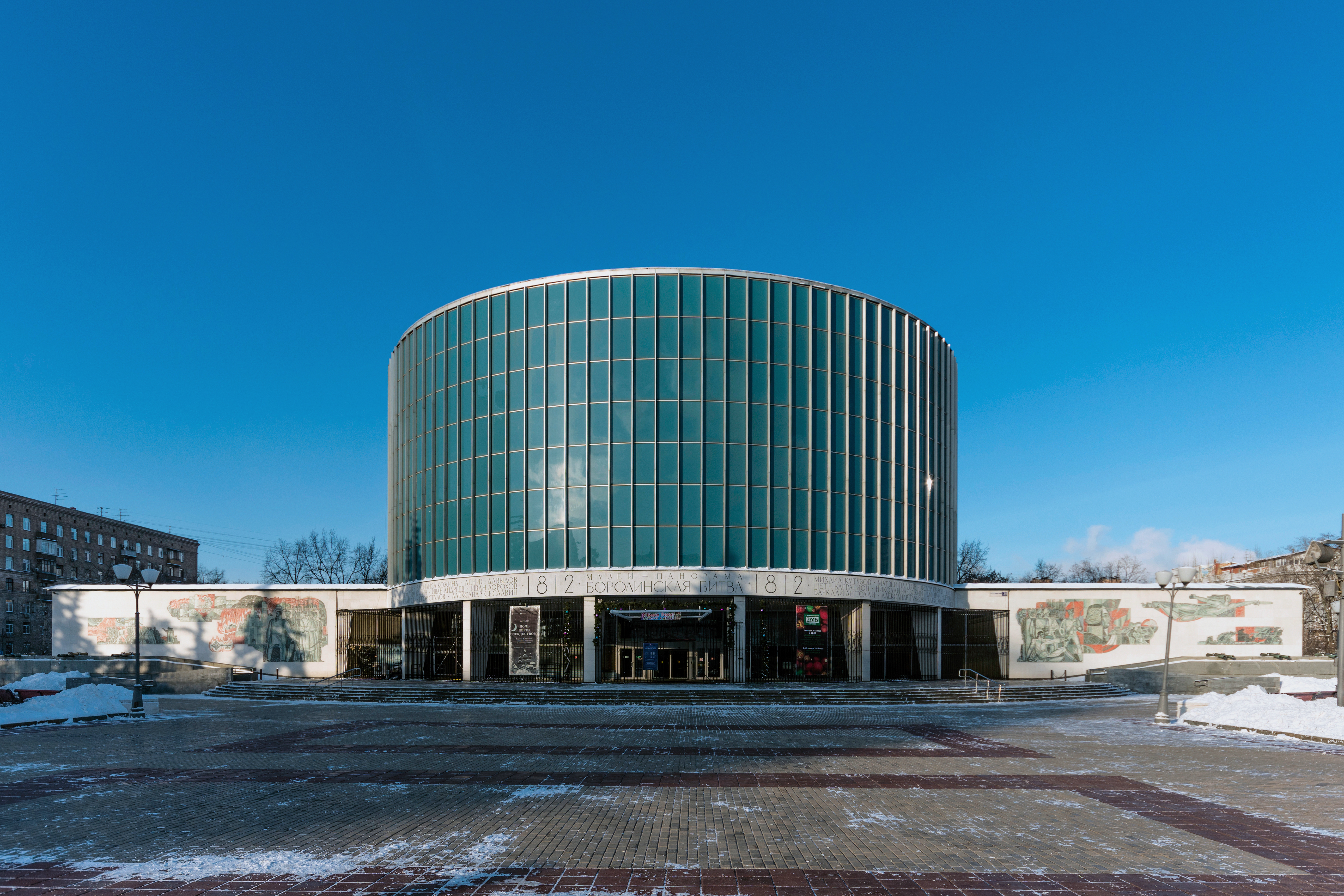
Бородинская панорама

В Москве выполнялось много монументально-декоративных работ — мозаики Бородинской панорамы, кинотеатра «Октябрь», Музея Вооружённых сил СССР, и проч. Над ними работали такие мастера, как Николай Андронов, Андрей Васнецов, И. И. Дервиз, Юрий Королёв, Борис Милюков, Леонид Полищук, Игорь Пчельников, Борис Тальберг, Борис Чернышёв, Виктор Эльконин и прочие. Из более молодых мастеров выдвинулся Олег Филатчев.
В Киеве работают Владимир Мельниченко, Ада Рыбачук. В Вильнюсе — Альгимантас Стошкус делал витражи. В Тбилиси — Белла Бердзенишвили и Н. Ю. Игнатов

#### Скульптура

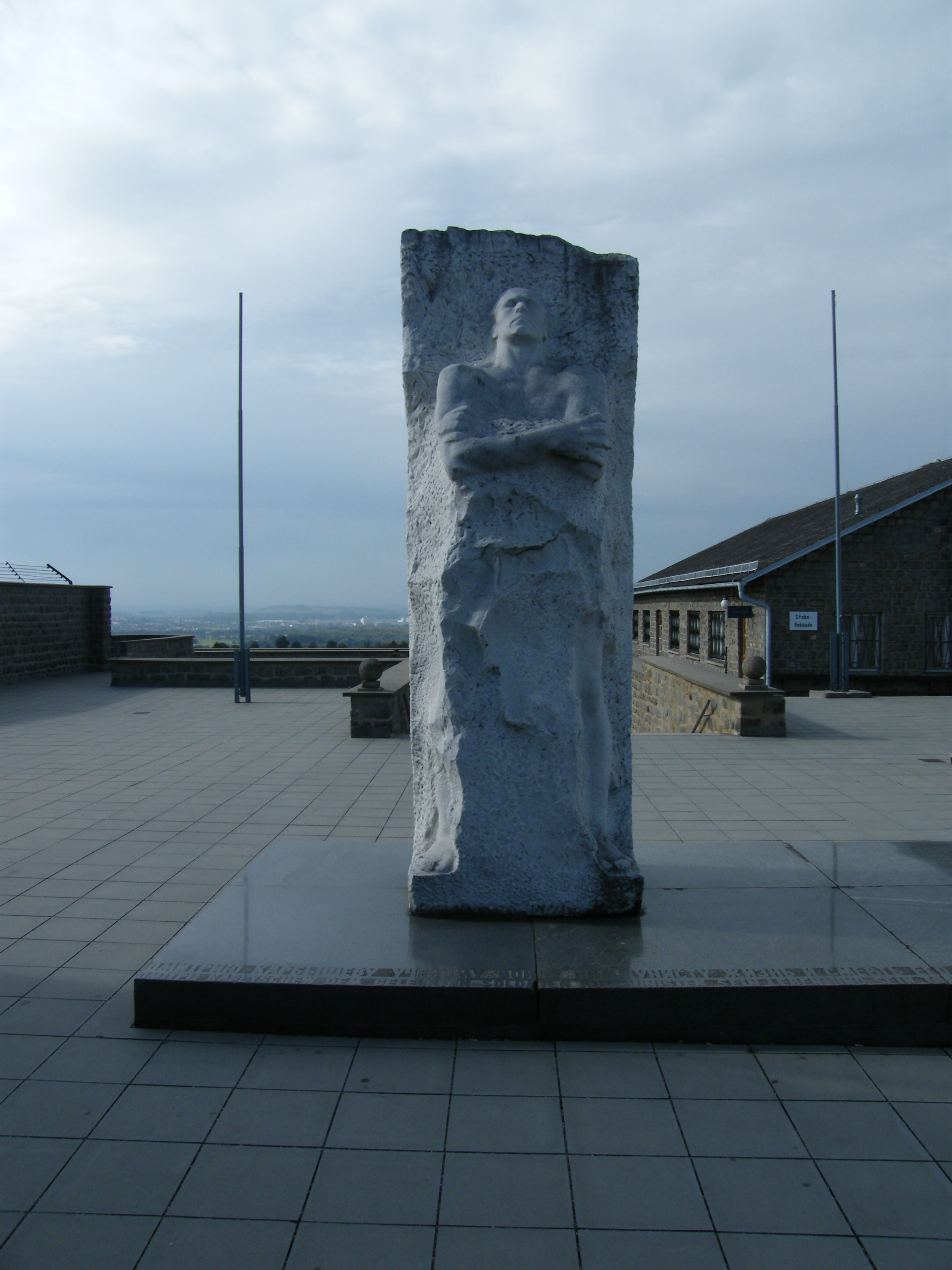
Памятник генералу Карбышеву

Скульптура в послевоенное время развивалась в рамках темы героизма воинов и жертвах ВОВ. Центральное место занял памятник-ансамбль, мемориал. Именно комплексный архитектурно-скульптурный тип памятника лучше всего подходил к выражению темы победы над смертью, гуманизма. Кроме того, чем больше поколений проходит, тем более важным становится образный характер памятника.

##### Мемориальные комплексы

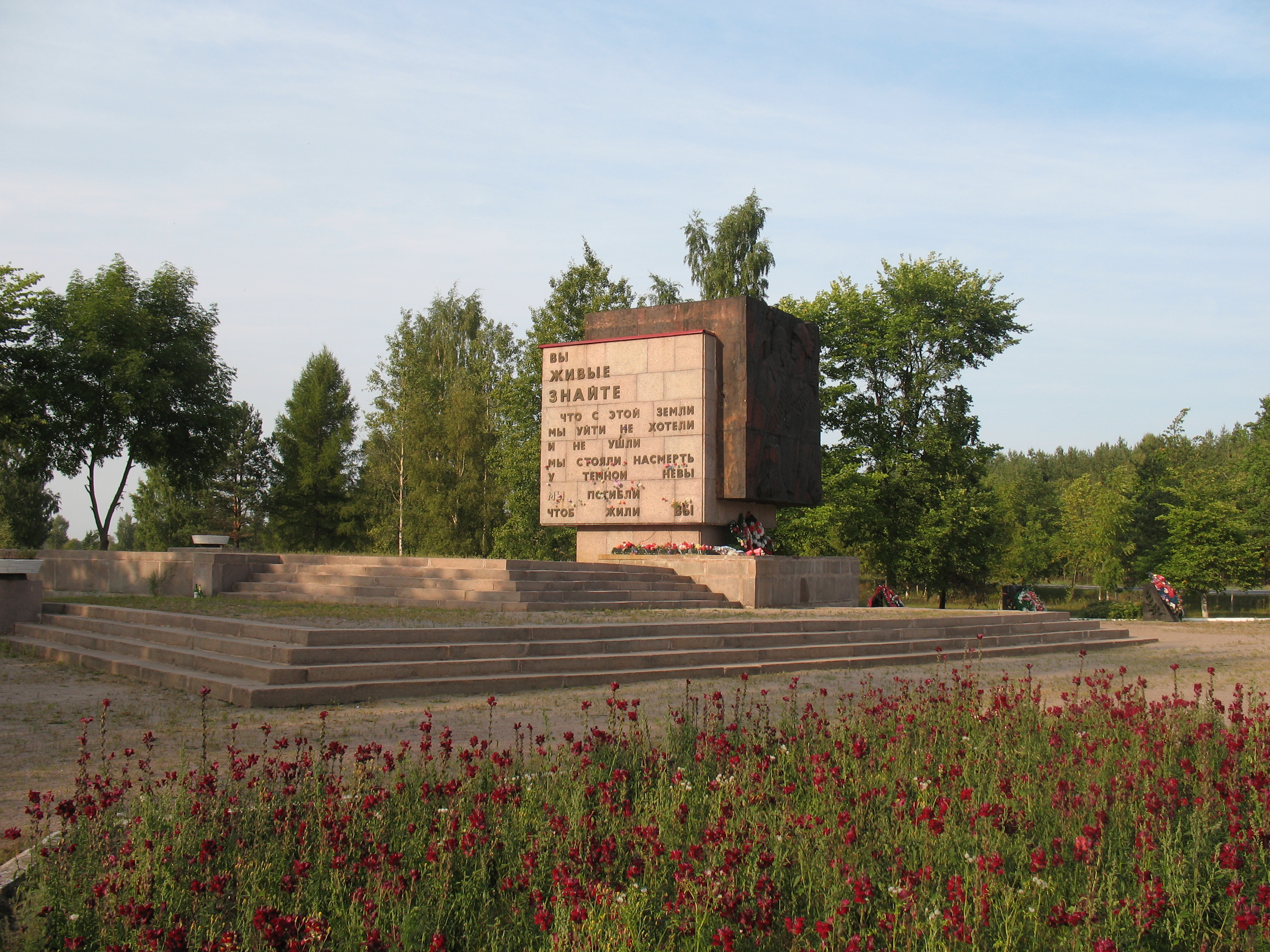
Мемориал «Невский пятачок» (Зелёный пояс Славы)

Памятники ставились по всему миру. Мемориальные комплексы создавались в бывших лагерях (Освенциме, Бухенвальде, Заксенхаузене, Майданеке, Маутхаузене, Равенсбрюке), местах битв (Волгоград, Брест, подступах к Москве). Комплексы ставились в СССР и за рубежом (Трептов-парк в Берлине — скульпторы Евгений Вучетич и Яков Белопольский; памятник генералу Карбышеву в Маунтхаузене — скульптор Владимир Цигаль).

Мамаев курган

Если замысел памятника определяется окружающим ландшафтом, то именно он становится его главным героем, не нуждающимся в дополнительных сооружениях. Таково отношение к самому месту событий, как к памятнику — в Бабьем Яре (Киев), Зелёном поясе славы под Ленинградом.
Комплекс мемориала часто включает музейную экспозицию (например, в сохранившихся зданиях). Такова Брестская крепость, памятник героям сталинградской битвы на Мамаевом кургане (скульптор Е. Вучетич). Есть мемориалы, рассчитанные на музей как на главный элемент композиционного решения — Пискарёвское кладбище (скульпторы Вера Исаева, Роберт Таурит), мемориальный ансамбль в Саласпилсе (1969, скульпторы Лев Буковский, Янис Заринь, Олег Скарайнис; архитекторы Гунар Асарис, Олег Закаменный, Иварс Страутманис, Ольгертс Остенбергс). Пространство природы здесь сочетается с архитектурными и скульптурными объёмами — вехами. Памятник в деревне Пирчупис (1960, Гедиминас Иокубонис — создан по тому же принципу. Комплекс Хатынь в Белоруссии решает задачу в другом плане — как пример сложного превращения остатков сгоревшей деревни в мемориал. Во всех примерах огромная роль принадлежит скульптуре. Советские искусствоведы расценивали этот вал сооружения памятников-мемориалов как новый современный этап ленинского плана мемориальной пропаганды.

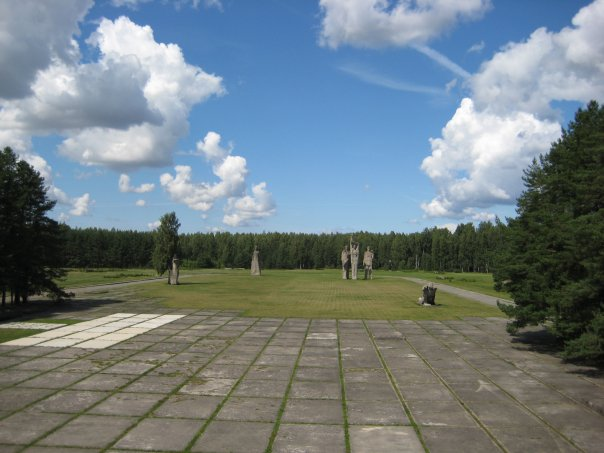
Саласпилс
Пирчупис
Хатынь

##### Станковая скульптура
В скульптуре 1960-70-х годов мастера станковой скульптуры играли важную роль. Для их нового поколения, как и для живописцев, главной задачей было освободиться от образных штампов и стереотипов, парадно-помпезного иллюстрирования. Темой стала жизнь в драматических коллизиях. Развитие новых мировоззренческих тенденций сопровождалось новыми поисками выразительного языка.
Это поколение представляет Татьяна Соколова, которая утверждает объёмно-пространственную специфику скульптуры. Она изучает наследие старших мастеров, в частности, А. Т. Матвеева. Особая атмосфера романтичности создаётся умением разглядеть великое в малом, повседневном. В 1970-е годы Соколова, как и другие скульпторы того времени, начинает работать в самых разных материалах; также она использует самые разнообразные решения. Она расширяет представления о возможностях скульптуры. Такова её композиция из кованой меди «Материнство» (1970), «За вязанием» (1966). Она вводит в скульптуру натюрморт — «Натюрморт с кошкой» (1973-74), лирический одновременно и гротескный. Таков же её портрет.
Алла Пологова внесла важный вклад в разработку образов советской скульптуры. Она изучает и осмысливает традиции Матвеева, дополняя своей индивидуальностью. Постепенно растёт романтизация. Известна композиция «Материнство» (1960) с характерным для того времени монументальным обобщением, но и к стремлением к внутренней многозначительности. Её лирическая тенденция заметна в фаянсе «Мальчик, которого не боятся птицы» (1965). Драматическое взаимоотношение с миром — в «Мальчики (Алёша и Митя)» (1973). Творчество Соколовой и Пологовой отражает эволюцию всего поколения скульпторов, вступивших в работу в 1950-х годах: начинают с романтизированного восприятия жизни, восхищению суровой героикой, они в дальнейшем переходят к сугубо личностной драматически экспрессивной интерпретации жизненных впечатлений.

Д. М. Шаховской. «Камчатские рыбаки»

Дмитрий Шаховской ваял с тем же настроением. Его «Камчатские рыбаки» (1959) отмечены обобщённо монументальной программой «сурового стиля», а более поздняя композиция «Хлеб» (1971) — сложна и драматична. Нина Жилинская отличается теми же характерными чертами («Разговор об искусстве», «Портрет А. Зеленского»), равно как и Юрий Александров («Геолог Дойников», рельеф «Символы искусства» для театра в Саратове).
Даниэль Митлянский показал себя как тонкий мастер сюжетно лирической скульптуры. Далее он создал одну из самых драматичных советских скульптур — «12-я интербригада уходит на фронт» (1969). Его изобразительному языку характерен не объём, а линия, силуэт, острое сопоставление планов. Его любимый материал — листовая медь. Работа «Физики. Преподаватели и студенты» (1966-67) конкретно отображает реальность, имеет репортажность. Путём анализа персонажей он отображает взаимосвязь поколений. В группе «Восьмое марта в камчатском оленеводческом совхозе» (1973) объектом становится не человек, а окружающая пространственная среда.
Среди московских скульпторов выделяются ещё двое — Олег Комов и Юрий Чернов. Они работали в разных жанрах и умело использовали достижения современной скульптуры. Латышский скульптор Леа Давыдова-Медене создавала портреты, в которых широкое обобщение соединено с острой характеристикой персонажей.
Вообще, скульпторов, которые выступили в конце 1950-начале 1960-х годах, в течение всей их жизни характеризовало «настойчивое стремление формулировать в образах искусства глубокие духовно-эстетические ценности, соответствующие богатой духовной жизни современного человека».

#### Графика
В 1960-е годы графика опять вышла на первый план из-за своей мобильности сюжетов и тиражирования. Широко распространился эстамп — по вкусовым соображениям и из-за усложнения потребностей.
Гурий Захаров — одно из наиболее ярких свидетельств происшедших изменений. Сначала его манере свойственно присущее всему его поколению «городское» восприятие жизни, например, в мастерски сделанной линогравюре: «Москва. Проспект Мира» (1960), где сочетаются черты нового и старого в масштабе современного города. «Яуза» (1962) показывает те же черты. В этих листах, как и в листах «Интерьер. Кимры» (1961), «Пейзаж с охотником» (1964) — он выражает современное мироощущение и объективные приметы жизни, окружающей человека. К 1970-м годам Захаров, как и всё советское искусство, эволюционирует в сторону экспрессивного, личного восприятия, что заметно в его «Московском ужине» (1966-7) или «Швивой горке». В его творчестве более активное место стал занимать более податливый офорт. Он ищет острые впечатления от городского пейзажа, выявляет динамические коллизии современного быта («Конюшенный мост», 1970; «Певческий мост», 1969).
Илларион Голицын отличался тем же острым образным восприятием. «Утро в Москве», «Стена» (1961) показывает сугубо драматическое представление о жизни города. Как и Захарова, его интересуют объективные приметы времени, но к середине 1960-х годов в его творчестве доминирует лично интимное, а в восприятии мира и его трактовке проявляется лирическая экспрессия, как главная черта его манеры. Признак этого — растущее внимание к деревенскому пейзажу, интимно-конкретному прочтению жизни. Лучшие листы — «Утро у Фаворского» (1963), «Стихи», «У офортного станка. Фаворский» (1961), портреты В. А. Фаворского с внуком (1965), жены художника с ребёнком (1965). Он удаляется от эстампного стереотипа в сторону личностного восприятия мира. Захаров и Голицын подготавливают спад интереса к эстампу, как к доминирующему виду станковой графики.
Андрей Ушин выделяется среди ленинградских художников, определявших развитие графики на рубеже 1950-60-х и в 1-й половине 1960-х годов («Сюита о проводах», «Утро», 1960). Также примечателен Анатолий Бородин («Чай в тундре», «Приехали из тундры», 1961). Альбина Макунайте создаёт своеобразные станково-декоративные эстампы — иллюстрации к сказке «Эгле — королева ужей» (1962), интересно работают Лидия Ильина, Алекбер Рзакулиев (линогравюры «Старый Баку», 1963), Фелицата Паулюк (эстампные портреты).
В графическом искусстве появилось новое качество — уникальный образ, личностное начало. Оно было вызвано стремлением к всеобъемлющей глубине анализа духовных процессов в жизни современного человека. Это обстоятельство вызвало спад интереса к эстампу, снижение его популярности. Художники уходят от эстампа к рисунку, акварели, темпере. Развитие авторских техник — свидетельство усложнения образного строя в творчестве того или иного художника.
Во 2-й половине 1960-х годов графика, как и всё советское искусство того времени, проявляет интерес к метафорической многослойности образа. Эта тенденция, наметившаяся у Голицына и Захарова, становится всё более явной. Художники национальных республик демонстрируют своеобразие. Графика Прибалтики использует слияние станкового начала с декоративность. Художники подчёркивают пластическую цельность работы с гравировальной доской. Так, это эстетическое выявление ощущается в ксилографиях Р. С. Гибявичуса (серия «Вильнюс», 1967), в офортах Алекса Кютта («Самовар», 1967).
Успешно развивается книжная иллюстрация — усилиями художников всех поколений. В 1960-е годы ещё был активен Фаворский и успешен Гончаров. Виталий Горяев переживает расцвет в 1950-60-е (иллюстрации к Гоголю и Достоевскому). Рядом с этими мэтрами молодёжь — Марк Клячко, Борис Маркевич, Дмитрий Бисти и прочие. Они целенаправленно ищут способ максимально соответствовать изобразительным языком специфике книге. Постепенно всё больший интерес графики проявляют не просто к иллюстрации, но и к проблемам оформления книги в целом. Появились художники, целенаправленно занимающиеся этим комплексом, приближающиеся к профессии дизайнеров, мастеров-оформителей, полиграфистов. Это вызвано усилением промышленной эстетики, индустриального дизайна.

#### Архитектура
В 1955 году принято постановление «Об устранении излишеств в проектировании и строительстве», положившее конец сталинскому ампиру.
Индустриализация прежде всего коснулась жилищного строительства: было необходимо решить вопрос о типе массовой квартиры и жилого дома. Началась застройка районов крупными массивами.

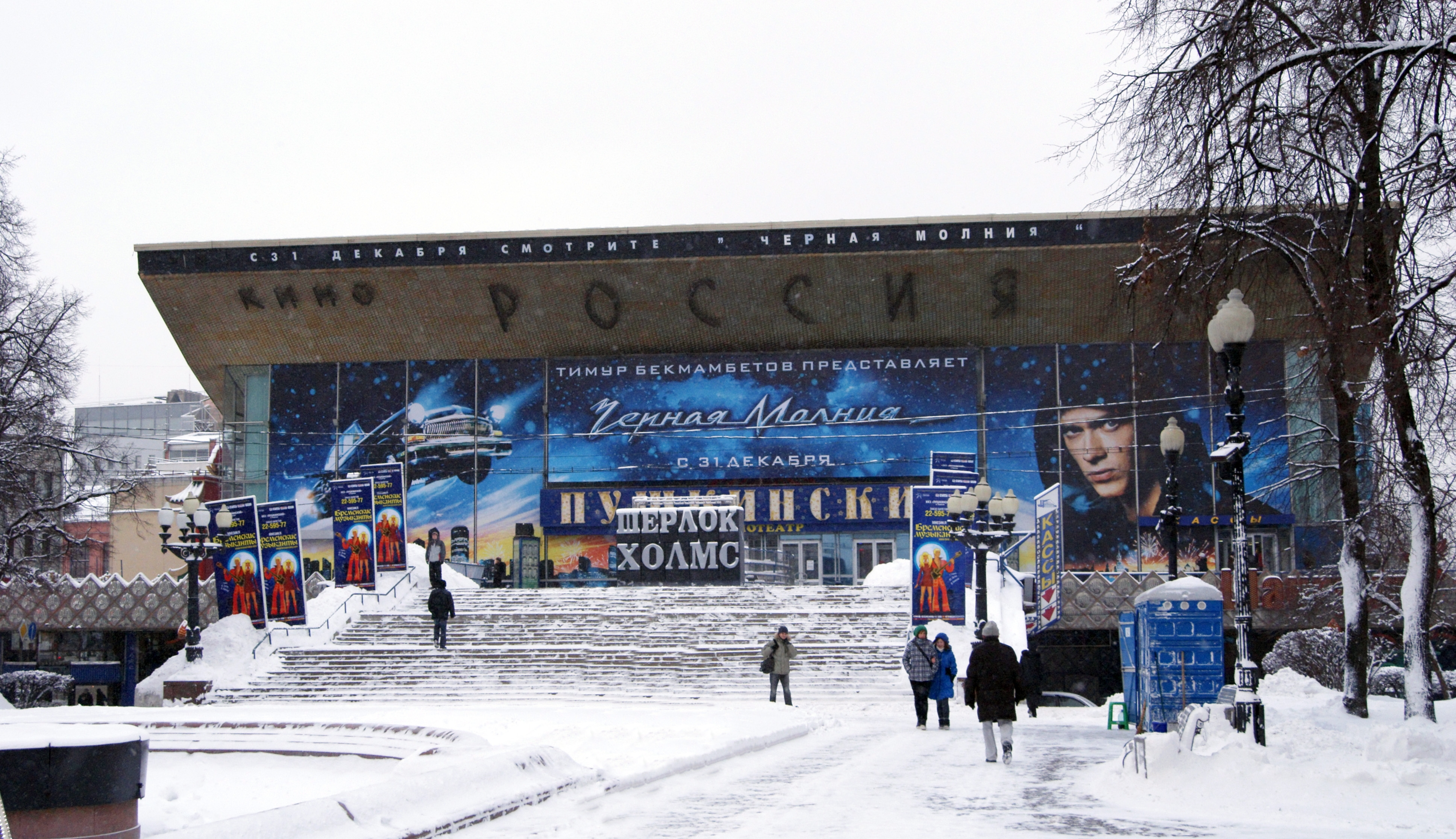
Кинотеатр «Пушкинский»

По такому новому принципу построены районы Химки-Ховрино (арх. Каро Алабян) и кварталы Юго-Запада Москвы (архитекторы Яков Белопольский, Евгений Стамо и другие), район «Дачное» Ленинграда (архитекторы Валентин Каменский, Александр Жук, Александр Мачерет, Г. Н. Николаев), микрорайоны и кварталы во Владивостоке, Минске, Киеве, Вильнюсе, Ашхабаде и проч.
При типовой индустриальной застройке возрастает роль крупных общественных сооружений с индивидуальным лицом, которые придают районам своеобразие. Выявить и сформировать принципы советской архитектуры помогли конкурсы на новый проект Дворца Советов (1958 и 1959 годы). Хотя проекты не получили осуществления, в конкурсе приняли участие ведущие архитекторы.
Тогда была построена гостиница «Юность» (Москва, 1961, арх. Юрий Арндт, Т. Ф. Баушева, В. К. Буровин, Т. В. Владимирова; инженеры Нина Дыховичная, Б. М. Зархи, И. Ю. Мищенко). Она сделана с использованием крупных панелей, тех же, которые применялись в жилищном строительстве. Облик здания простой, формы геометрически чёткие. К тому же году относится кинотеатр «Россия» («Пушкинский») с его выдвинутым козырьком. Государственный Кремлёвский дворец (1959—1961) — пример лучших общественных сооружений этого времени (архитектор Михаил Посохин). В нём решена проблема сочетания современного сооружения с историческими архитектурными ансамблями. Дворец пионеров в Москве (1959-63) представляет собой комплекс из нескольких зданий разной высоты, объединённых между собой пространственной композицией. Элементы расположены свободно, с многообразными формами декоративных украшений.

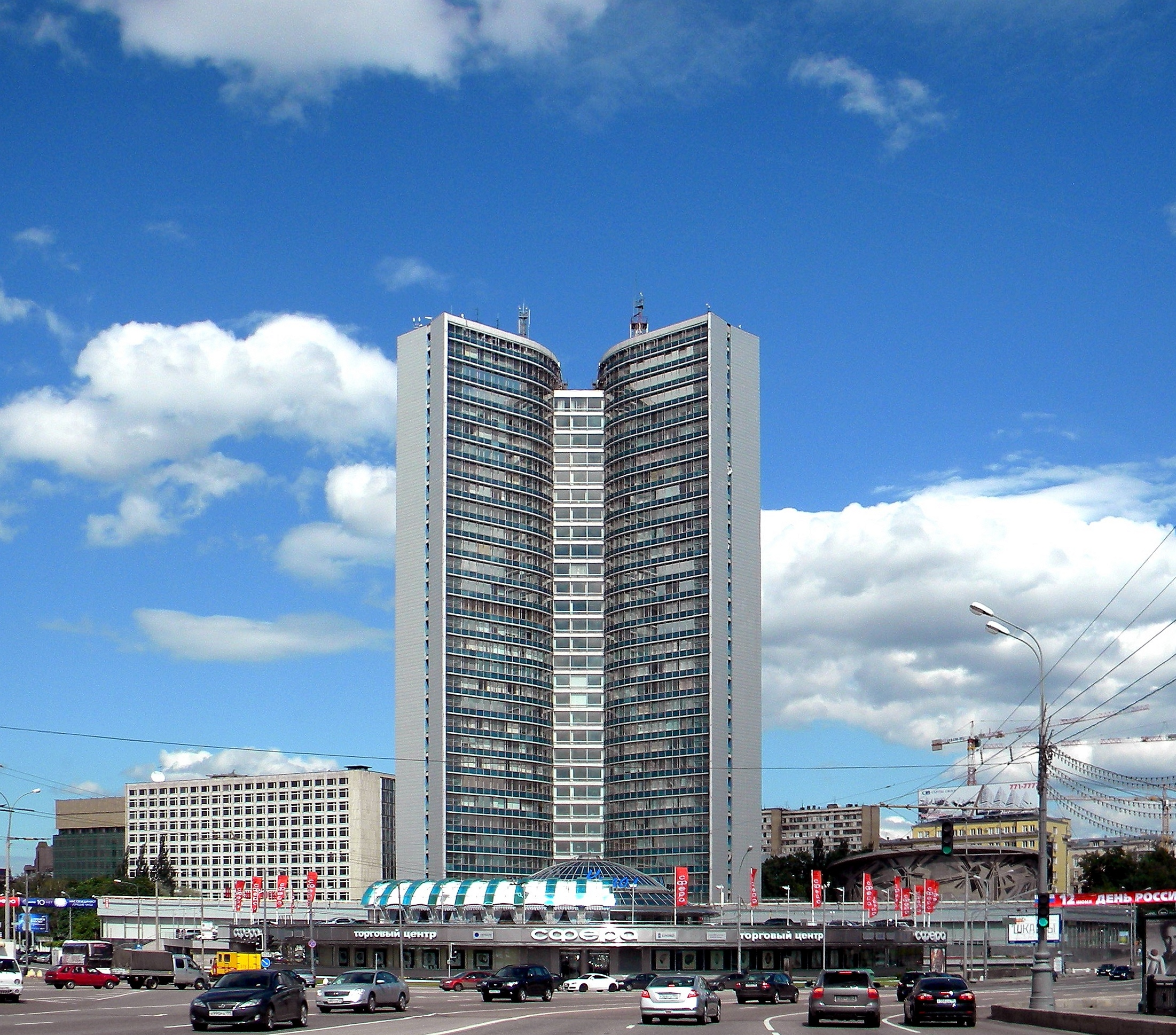
Здание СЭВ

В 1960-70-х годах развивался новый стиль архитектуры — простая, экономная, на основе новой индустрии и выражающая возможности современной техники. Важные объекты этого периода — Проспект Калинина (1964-9, архитектор М. В. Посохин). Он же с А. А. Мндоянцем, В. А. Свирским и инженерами В. И. Кузьминым, Ю. Рацкевичем, С. Школьниковым и прочими построил трёхконечное Здание СЭВ (1963—1970), которое считалось «одним из самых выразительных по архитектуре сооружений последнего времени». Останкинская телебашня (1967) доказывает рост технических возможностей в эту эпоху. По типовым проектам начали строиться станции метрополитена, которые дифференцируются благодаря различным отделочным материалам.
К Олимпиаде-80 в Москве было построено большое количество минималистичных зданий, смотрите Олимпийские сооружения Москвы.
Национальная архитектура союзных республик развивается по тем же принципам, но акцентирует своеобразие, благодаря трактовке отдельных архитектурных деталей, декоративным свойствам материала, и проч. Дворец искусств в Ташкенте (1965, архитекторы Ю. Халдеев, В. Березин, С. Сутягин, Д. Шуваев) соединяет простые архитектурные формы и красочную фресковую живопись. Форма здания оригинальна — оно напоминает горизонтальную каннелюированную колонную. В фасаде Управление Каракумстроя в Ашхабаде (1967, архитекторы А. Ахмедов, Ф. Алиев, скульпторы В. Лемпорт, Н. Силис) вплетён национальный орнамент и условные скульптурные изображения. Этот синтез включает архитектуру и национальные традиции.
Стиль советской архитектуры этого времени эволюционирует. Он отходит от рационализма, преодолевает сухость, присущую раннему этапу, и затем выдвигает новую проблему — соответствие органическим формам. Пример решения этих вопросов — Дворец художественных выставок в Вильнюсе (1967, архитектор В. Чеканаускас), Павильон СССР на Международной выставке в Осаке (1967-68, архитекторы М. В. Посохин, В. А. Свирский). Появляется тяготение к кривым линиям, перетеканию форм, при сохранении достигнутой ранее строгости и целесообразности архитектурных сооружений.

#### Декоративно-прикладное искусство и дизайн
Декоративно-прикладное искусство развивается параллельно с архитектурой, а также с художественным конструированием (дизайном) и оформительским искусством. Эти отрасли определились в своей специфике и получили научную основу.
Вокруг проблем этого жанра в 1960-70-е годы шли горячие споры. Одни ратовали за строгую целесообразность изделий, другие отстаивали свободу формотворчества, возможность эксперимента. Обе линии в разных сферах этого жанра принесли свои результаты. Они разделились между прикладным искусством и дизайном. Дизайн, связанный с промышленностью, ищет форму наиболее целесообразную и художественно выразительную — машин, станков, приборов, предметов быта. Использовалась наука о труде эргономика.